# Urgeschichte Italiens
Die Urgeschichte Italiens umfasst den gesamten Zeitraum von den ältesten menschlichen Spuren bis zum Einsetzen einer breiteren schriftlichen Überlieferung. Daher unterscheidet sie sich von der auf der Grundlage von Schriftquellen verfassten Geschichte Italiens sowohl in der Beschaffenheit ihres Ausgangsmaterials, dementsprechend ihrer Methodik, als auch darin, welche Fragen sinnvoll gestellt werden können. Zwar setzt schon vor dem Ende der Urgeschichte Italiens eine schriftliche Überlieferung ein, und andererseits befasst sich die Wissenschaft, die sich vorrangig mit dieser langen Phase beschäftigt, die Archäologie, auch mit späteren Zeiten, doch hat sich für Italien die Zeit um 500 v. Chr. als ungefähre Grenze zwischen Urgeschichte und Geschichte etabliert.
Die ältesten menschlichen Spuren in Italien reichen etwa 1,3 bis 1,7 Millionen Jahre zurück und sind damit, nach denjenigen von Dmanisi (Georgien, 1,85 Millionen Jahre) und Korolewo (West-Ukraine, 1,42 Millionen Jahre), die ältesten Europas. Sie fanden sich an der Fundstätte Pirro Nord im Norden Apuliens und konnten 2009 datiert werden. Spuren der Neandertaler und der modernen Menschen ergänzen die inzwischen zahlreicher gewordenen älteren Funde, so dass, zumindest in der südlichen Landeshälfte, von einer kontinuierlichen Besiedlung seit über 700.000 Jahren ausgegangen wird. Als ertragreichste archäologische Fundstätte erwies sich Isernia la Pineta in Molise, da die dortigen Funde umfangreiche Aussagen zu Ernährungs- und Lebensweise ermöglichten.
Spätestens im Mittelpaläolithikum lebten in allen Ökoregionen Italiens Menschen, abgesehen von den wohl noch nicht erreichbaren großen Inseln Sardinien und Sizilien. Mit dem Neandertaler trat die Großwildjagd in den Vordergrund, was vor allem zu den kalten und trockenen Phasen der letzten Kaltzeit passte. Der etwa 130.000 Jahre alte Mann von Altamura ist der älteste erhaltene Leichnam der Apenninhalbinsel. Erneut änderten sich mit dem Jungpaläolithikum die Techniken der Steinbearbeitung, es tauchen Hinweise auf Körperschmuck und -bemalung auf. Spätestens vor 45.000 bis 43.000 Jahren lebten Cro-Magnon-Menschen neben den Neandertalern in Italien, wie man seit 2011 anhand zweier Zähne belegen konnte. Sie sind der bisher älteste Beleg. Kunstwerke, wie etwa Höhlenmalereien, blieben allerdings sehr selten, sieht man von einigen Petroglyphenfunden ab.
Ab dem späten 7. Jahrtausend v. Chr. ist die bäuerliche Lebensweise mit Dörfern, Landbebauung und der Domestizierung von Tieren im Süden, zuerst in Apulien belegbar. Die größte Siedlungsdichte bestand in der Tavoliere-Ebene mit ihren mehr als 500 mit Gräben bewehrten Siedlungen, mit dem Höhepunkt um 5600 v. Chr., die aber um 5000 v. Chr. aufgegeben wurden. Der Zeitpunkt der ersten Besiedlung der Inseln ist umstritten. Die Zahl der Funde, die diesen älteren bäuerlichen Kulturen zugerechnet werden können, nimmt zu. So sind aus dieser Epoche mehr als 100 Grabstätten mit mehr als 400 Leichnamen bekannt. In Norditalien lassen sich als Nachfolger der letzten mesolithischen Kultur, der Castelnovien-Kultur (6600–5600 v. Chr.), die frühneolithische Kulturen, wie die Vhò-Kultur, die Fiorano-, die Gaban- und die „Civate-Gruppe“ (Nekropole von Manerba del Garda) fassen. Noch fehlen jegliche Anzeichen einer Hierarchisierung der Gesellschaft, jedoch lässt sich extensiver Fernhandel mit Obsidian nachweisen und ein Ahnenkult wahrscheinlich machen.
Ab dem 3. Jahrtausend entstand eine Gesellschaft, deren Hierarchisierung auf der Anhäufung von Prestige und Reichtum beruhte, wie sich an den Grabstätten zeigen ließ. In Saint-Martin-de-Corléans, auf Sardinien und Sizilien sowie in Apulien entstanden Megalithanlagen. Zunächst wurde Kupfer zum kennzeichnenden Werkstoff, dann Bronze. Im Norden lebte der „Ötzi“, der ein Kupferbeil bei sich trug.
Während der um 2300 v. Chr. einsetzenden Bronzezeit entstanden proto-urbane Strukturen und Fernhandelsnetze. Süditalien unterhielt kulturelle Kontakte nach Griechenland. Megalithanlagen entstanden auf dem Festland nur in Apulien und im äußersten Nordwesten, doch entstanden Monumentalbauten auf Sardinien, Pfahlbauten und befestigte Dörfer an den Gewässern des Nordens, insbesondere um den Gardasee.
Die Eisen- oder schon die späte Bronzezeit gilt als Formierungsphase der Stämme, die in den Quellen erscheinen, und die auf Völkerbewegungen auf dem Kontinent zurückgehen, in deren Verlauf indoeuropäische Gruppen Italien erreichten. Bei einigen, wie den Etruskern, ist die Herkunft jedoch unklar. Es entstanden fürstlich-aristokratische Führungsschichten, wobei in der Toskana eine Hierarchie der Zentren erkennbar wird. Dort sowie in Latium und Kampanien entstanden Städte; die griechischen Stadtstaaten expandierten im Süden und auf Sizilien. Im Norden kam es durch Kelten, im Süden durch Osker und Umbrer erneut zu Völkerbewegungen größeren Ausmaßes. Ab dem 8. Jahrhundert schufen die Etrusker eine komplexe Kultur, die auf Rom und damit auf das spätere Europa einwirkte.

## Paläolithikum

### Altpaläolithikum
Möglicherweise folgten menschliche Jäger vor mehr als 1,3 Millionen Jahren Elefanten und Steppenwisenten, die aus Westasien süd- und westwärts wanderten. So zogen sie von Osten (siehe Hominine Fossilien von Dmanissi) nach Italien, Südfrankreich und Spanien. Zur Zeit der ersten Einwanderung menschlicher Gruppen war Italien noch erheblich schmaler, die Abruzzen hatten sich noch nicht gehoben, die Adria reichte nur bis ins Gebiet des Monte Gargano, also nicht weit von Pirro Nord entfernt, wo sich die ältesten menschlichen Artefakte Italiens fanden. Sie wurden auf 1,3 bis 1,7 Millionen Jahre datiert.
Zu der Zeit, als die bis 2006 ältesten bekannten Werkzeuge im Altpaläolithikum, entdeckt am Monte Poggiolo, vor etwa 850.000 Jahren hergestellt wurden, begann sich der Apennin zu heben. Das flache, von Inseln durchsetzte Meer, das weite Teile der späteren Halbinsel bedeckte, verschwand. Dabei könnte erstmals die Po-Ebene als Schweifgebiet genutzt worden sein, denn die alpen- und abruzzennahen Gebiete waren unpassierbar. Eine erste Vergletscherung am Südrand der Alpen begann vor rund 800.000 Jahren. Mastodonten und Elefanten, Wisente und Pferde wanderten erneut aus Asien und den kälteren und trockeneren Gebieten Europas ein.
Als Italien (erstmals dauerhaft?) von Menschen aufgesucht wurde, unterlag die Halbinsel starken geologischen Veränderungen. Vor etwa 700.000 Jahren entstand der Ätna, der Vesuv ist sogar erst 25.000 Jahre alt. Die von ihnen ausgespiene Asche ließ sich datieren, so dass die Feststellung des Alters italienischer Fundstätten meist relativ einfach und genau möglich ist.

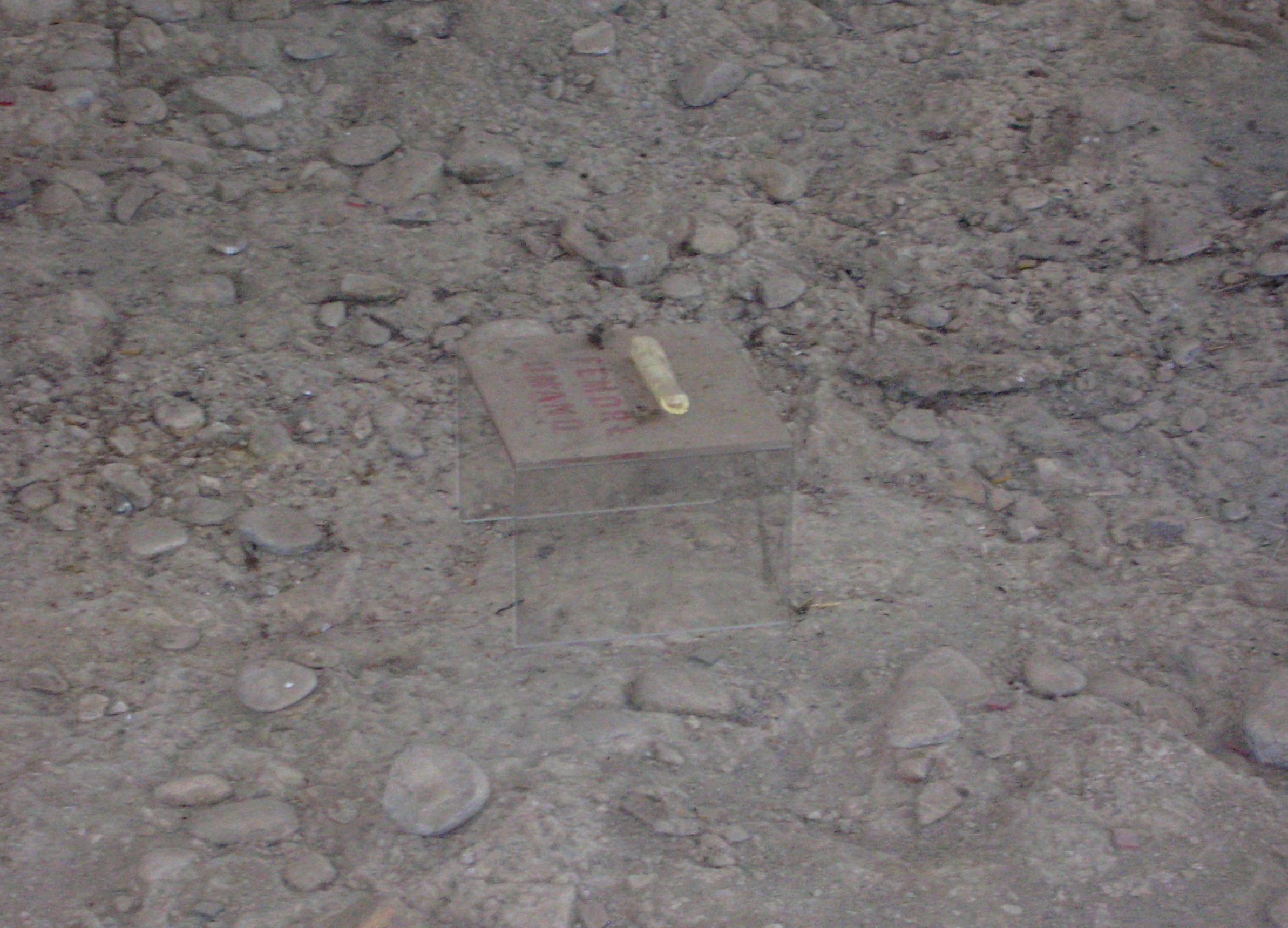
Oberschenkel einer Homo-erectus-Frau aus Notarchirico; er gilt mit 360.000 Jahren als ältester in einem weiteren Sinne menschlicher Überrest Süditaliens

Als ältester Fundort galt rund zwei Jahrzehnte lang Ca’ Belvedere di Monte Poggiolo zwischen Bologna und Rimini 15 km nordwestlich von Forlì, der heute etwa 40 km von der Küste entfernt liegt. Doch zu jener Zeit lag die Küste nahe. Dort wurden etwa 5200 meist sehr kleine Abschläge, Werkzeuge und deren Vorprodukte entdeckt. Paläomagnetische Untersuchungen konnten erweisen, dass die Fundstätte mindestens 780.000 Jahre alt sein muss; die darunter liegende Schicht (Argille Azzurre) ist 1,3 bis 1,4 Millionen Jahre alt. Ablagerungen in der Nähe legten eine weitere Eingrenzung auf 1,1 bis 1,2 Millionen Jahre nahe. 2011 konnte das Alter jedoch näher auf rund 850.000 Jahre bestimmt werden.

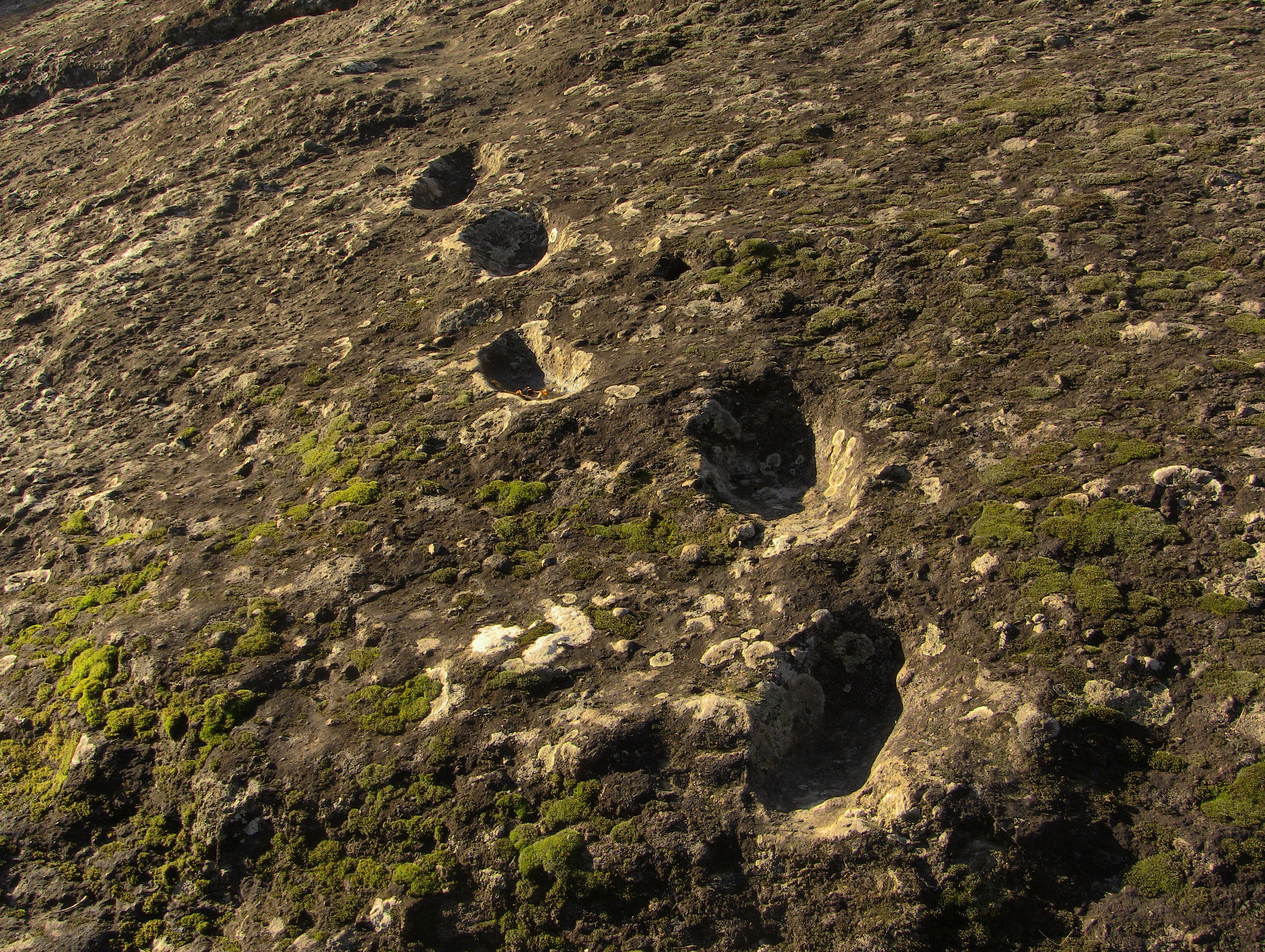
Eine der 56 als „Fußabdrücke des Teufels“ (ciampate del diavolo) seit langem bekannten Abdrücke im Park von Roccamonfina in der Provinz Caserta in Kampanien. Das Alter der Spuren wurde auf 325.000 bis 385.000 Jahre datiert, womit diese die ältesten Fußabdrücke Europas sind.

Zu den ältesten Fundorten zählen neben Monte Poggiolo die Grotta del Colombo (Trentino), Visogliano (Triest) wo sich mit 300.000 bis 700.000 Jahren Alter vielleicht die ältesten menschlichen Überreste Italiens fanden, wie Kieferknochen und ein einzelner Zahn, dann Fontana Ranuccio (Colle Marino, 60 km südöstlich von Rom, dort wurden ebenfalls einige Zähne gefunden). Auch in der Cava Pompi, Castro dei Volsci bei Pofi südöstlich von Rom fand man menschliche Überreste (Scheitelbein, Schienbein, Elle, 400.000 Jahre alt).
Schließlich zählen Isernia la Pineta (Molise, 500.000 bis 740.000), die Elefantenjagdstätte Atella (700.000 Jahre) in der Basilikata und Venosa Loreto, gleichfalls in der Basilikata (500 bis 550.000) nahe bei Venosa-Notarchirico, wo sich ein Stück eines menschlichen Oberschenkelknochens fand, das aber widersprüchlich datiert wurde, darüber hinaus die Überreste von 84 Elefanten, zu den wichtigsten Fundorten. Die Grotta Paglicci, ebenfalls beim Monte Gargano, hat in den letzten 40 Jahren etwa 45.000 Fundstücke preisgegeben.
Während der Extremphasen der Vergletscherung lag der Meeresspiegel rund 120 m tiefer als heute, schwankte jedoch durch die Warmzeiten und die dadurch ausgelösten Gletscherrückgänge sehr stark. Daher waren etwa Elba und Sizilien in den Kaltzeiten keine Inseln, die Adria begann erst südlich des Gargano. Die bedeutendsten Fundstätten der Neandertaler sind die südlich von Rom gelegene Guattari-Höhle (dort wurden seit 2019 die Überreste von insgesamt elf Individuen entdeckt), die Grotta di Fumane (Höhle von Fumane) bei Verona, die Höhle San Bernardino bei Vicenza.
In der frühen Phase menschlicher Besiedlung wurden die unmittelbar greifbaren Ausgangsstoffe wie Stein, Holz, Knochen (nachgewiesen für Fontana Ranuccio) und Geweih zur Herstellung von Werkzeugen und Waffen genutzt. Auch Faustkeile, etwa seit 900.000 Jahren in Spanien bekannt, wurden aus Knochen hergestellt und fanden sich an drei Acheuléen-Stätten. In Visogliano hingegen wurde vulkanisches Gestein genutzt, das mindestens 40 km entfernt zu finden war. Es war unbearbeitet und wurde offenbar vorsorglich mitgeführt. Andererseits wurden überwiegend fertige Werkzeuge gefunden, die Herstellung muss dementsprechend an anderen Orten und vorher stattgefunden haben.
Jagdspuren sind äußerst selten. In Isernia la Pineta wurden große Mengen von Elefanten-, Nashorn- und Bisonknochen gefunden, die offenbar sortiert worden waren. An kaum einem Dutzend Knochen ließen sich Bearbeitungsspuren nachweisen, vielfach gingen sie auf Tierbisse, Sandgeschiebe oder die Wirkung von Steinen oder Wasser zurück. Die wenigen sicheren Spuren weisen auf die Suche nach Knochenmark hin. Venosa Loreto A war möglicherweise eine Schlachtstätte, ähnlich wie Venosa-Notarchirico. Trotz einiger Hinweise ist der Gebrauch von Feuer nicht gesichert. Von etwa 700.000 bis 300.000 vor heute wurden Mikrolithen aus Feuerstein hergestellt, seltener waren solche aus Dolomit.
Offenbar waren die kleinen Menschengruppen, wie sich aus den vergleichsweise zahlreichen Spuren, die sich in Italien fanden, ergibt, in allen Ökozonen zwischen dem sumpfigen Gelände im Nordosten und dem Apenninrücken sowie dem äußersten Süden vertreten. Da die Jahreszeiten sehr ausgeprägt waren, darf mit saisonalen Wanderungen gerechnet werden. Vor mindestens 230.000 Jahren entstanden die ersten Wohnstätten, wie Funde bei Nizza erwiesen (Terra Amata), wenngleich ihrer Datierung auf 380.000 Jahre widersprochen wurde. Der alltägliche Gebrauch von Feuer hat sich spätestens zu dieser Zeit endgültig durchgesetzt. Während dieser Zeit lassen sich noch keinerlei Nachweise für eine Art rituellen Umgangs mit den Toten feststellen.

### Mittelpaläolithikum

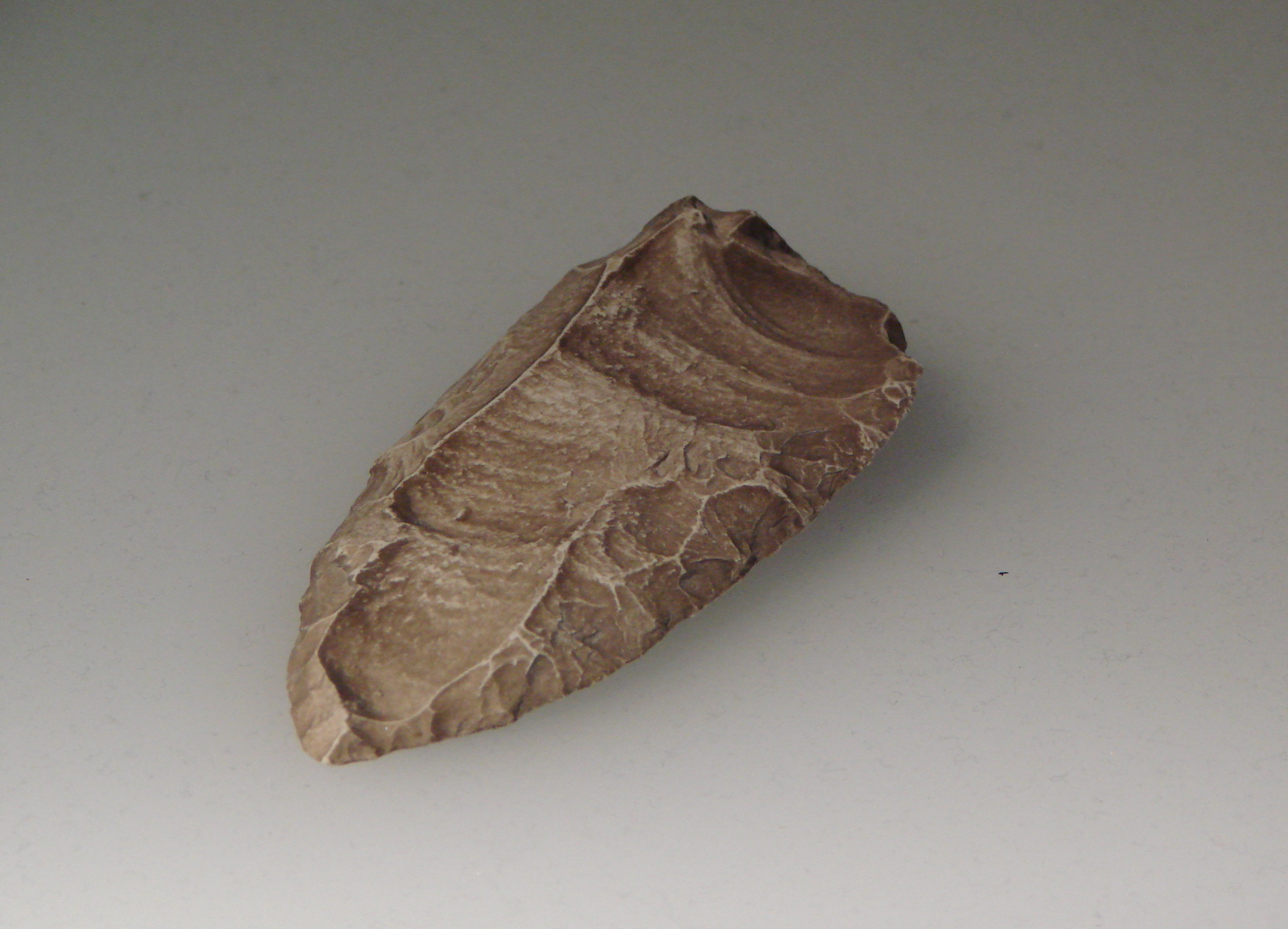
Beispiel für ein Moustérien-Werkzeug in Levalloistechnik, ca. 150.000 Jahre alt, Anthropologisches Museum der Universität Zürich

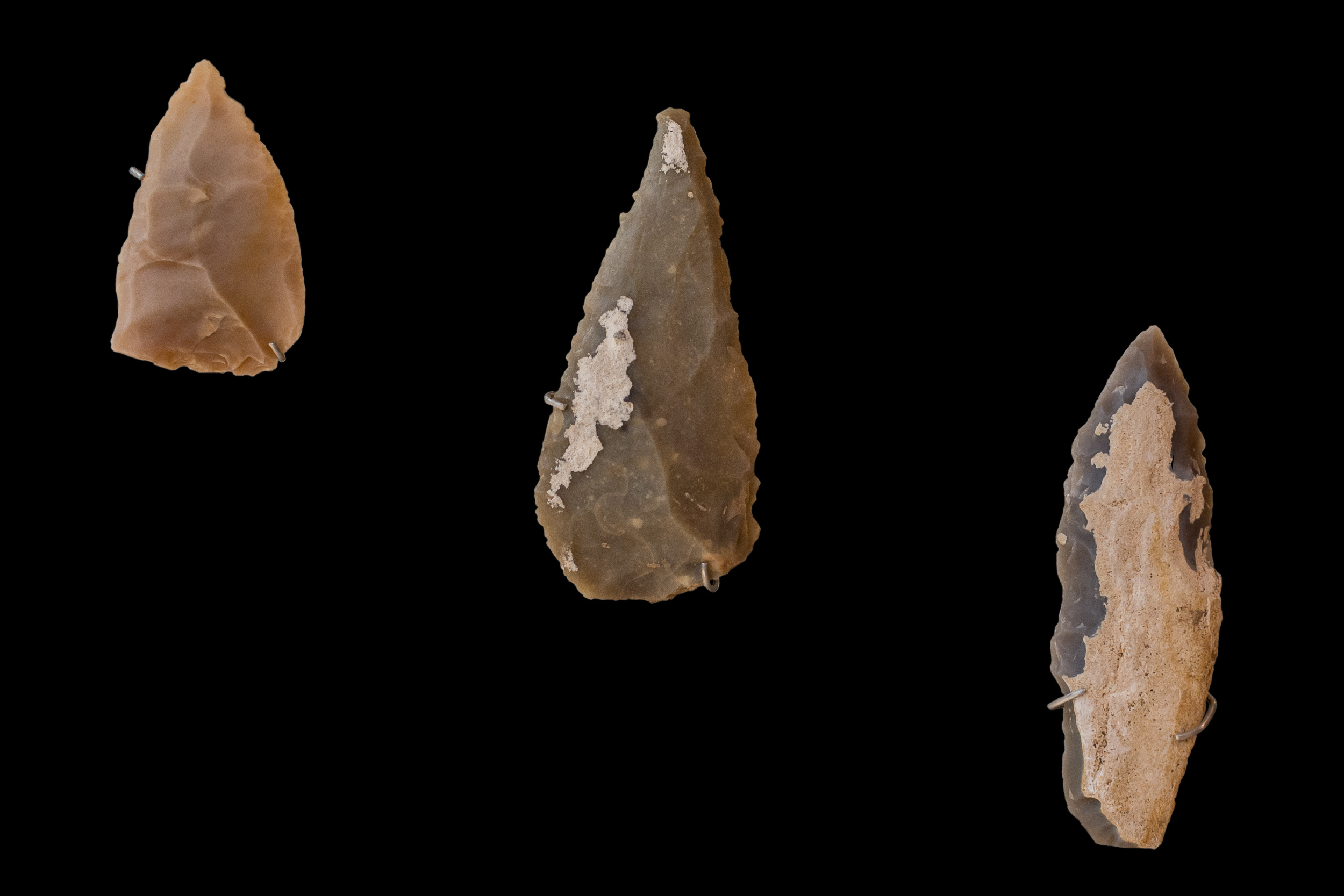
Werkzeuge aus der Grotta di Fumane

Da der ganz überwiegende Teil der menschlichen Spuren aus steinernen Artefakten besteht, dienen Veränderungen in der Steinwerkzeugtechnik als Indikator für eine neue Phase der Geschichte. Vor etwa 300.000 bis 200.000 Jahren wird daher der Beginn des Mittelpaläolithikums mit dem Einsetzen der Levalloistechnik angesetzt, allerdings tauchte sie in Süditalien, so der Forschungsstand bis zum Jahr 2008, erst vor 80.000 Jahren auf. Inzwischen gibt es jedoch mindestens 30.000 Jahre ältere Belege für die Levalloistechnik, etwa aus der Grotta Romanelli in Apulien. Damit ist die traditionelle Zweiteilung in den italienischen Norden mit seiner Levalloistechnik und den Süden, in dem diese erst sehr viel später gebräuchlich wurde, überholt.
Diese Phase wurde vor etwa 40.000 Jahren von einer neuerlichen Veränderung beendet, dem Aurignacien, das als erste Phase des Jungpaläolithikums gilt. Zu dieser Zeit wanderten Cro-Magnon-Menschen ein, deren Zahl in Italien auf 1000, wenn nicht sogar nur 500 veranschlagt wurde. Im Mittelpaläolithikum lebten Neandertaler in Europa. Hier sind Abschläge und Spitzen sowie Schaber charakteristisch. Neben steinernen Werkzeugen brachten sie Holzwerkzeuge und -waffen hervor, wie etwa Lanzen; hinzu kamen Werkzeuge aus Knochen, Elfenbein und Geweih, die vielfach miteinander verbunden wurden. Das Ende des Mittelpaläolithikums ist durch Übergangsindustrien gekennzeichnet, in Italien vor allem durch das Uluzzien. Es trägt bereits Kennzeichen des Jungpaläolithikums.
Spätestens mit den Neandertalern lässt sich eine kontinuierliche Besiedlung wahrscheinlich machen, sieht man von den großen Inseln Sizilien und Sardinien ab. Zwar mussten während der Phasen weiträumigster Vergletscherung einige alpine Gebiete und auch die Höhenzüge der Abruzzen weitgehend geräumt werden, doch waren die Kältephasen nie so extrem, dass die Menschen sich nicht anpassen konnten. Zudem wurden zunehmend und auch dauerhaft Höhlen als Wohnraum genutzt. Darüber hinaus wurde die Werkzeugtechnik verfeinert. Klingen konnten hergestellt werden, obwohl es in Italien nur wenige Stätten mit geeignetem Material gibt. An Orten, an denen sich gut zu verarbeitendes Steinmaterial fand, wie Podere la Rosa (Borgo S. Maria in Latina) oder S. Andrea di Sabaudia entstand eine Nutzung von großer Kontinuität, ohne dass sich bereits Fernhandel nachweisen ließe. Muschelschalen wurden zwar notfalls auch als Werkzeug eingesetzt, aber sie wurden noch nicht zu Schmuck umgearbeitet.
An mehreren Stellen fanden sich Leichen mit Raubtierspuren. Während aber zuvor die Menschen – wohl weil sie Raubtiere fürchteten – den Ort des Todes verließen, brachten sie nun die Toten an einen anderen Ort. Isotopenuntersuchungen konnten zeigen, dass die Neandertaler sich überwiegend von Fleisch ernährten, was zur kühleren Umgebung und einer entsprechenden Flora passt. Insgesamt hat sich in den letzten Jahrzehnten das Bild vom Kleintiere jagenden Neandertaler zum Großwildjäger gewandelt, der allerdings am Ende nicht in der Lage war, sich hinreichend an die sich verändernde Fauna anzupassen und deren neue Ressourcen ausreichend zu nutzen (broad spectrum revolution). Auch die These, sie hätten sich überwiegend als Aassammler betätigt, gilt als widerlegt. Auch wird die Jagd auf Huftiere in einer Umgebung, die wenig vegetarische Kost bot, inzwischen höher eingeschätzt, während die Jagd auf Bären die Ausnahme war – von der veralteten Annahme eines Bärenkultes ganz abgesehen. Jedoch fanden sich Murmeltiere, die wegen ihres Pelzes gejagt wurden, und auch der Fang von Krustentieren ließ sich in Italien nachweisen, ebenso wie die Jagd auf Hasen.
1993 fand man bei Altamura nahe Bari in der Grotta di Lamalunga einen vollständig erhaltenen Leichnam. Es handelte sich um einen archaischen Homo sapiens, der auf ein Alter von 130.000 Jahren datiert wurde. Der Mann von Altamura war in die Spalte gestürzt und hatte sich nicht wieder befreien können. Er hatte in dem Höhlensystem einen Ausgang gesucht und sich im Dunkeln 60 m von der Absturzstelle entfernt. Er ist 160–165 cm groß und sein Skelett ist sehr gut erhalten.
Weitere bedeutende Fundorte neben dem in Latium sind in der Provinz Verona Riparo Tagliente, wo sich Murmeltierreste fanden, deren Art der Bearbeitung auf Pelzgewinnung hindeutet, und Grotta di Fumane, wo sich Malereien fanden, die bereits dem Uluzzien angehören, sowie San Bernardino. Hinzu kommen die beiden apulischen Höhlen Grotta del Cavallo und Grotta di Santa Croce.
Insgesamt war die technologische Entwicklung der Neandertaler in Italien erheblich dynamischer als etwa im benachbarten Südfrankreich, besonders im Rhone-Tal. Das Pontinien etwa, in der Pontina-Ebene im südlichen Latium gelegen, zeigt deutliche Anpassungen an einen küstennahen Raum, in dem als außergewöhnliches Rohmaterial Feuerstein-Kiesel zur Verfügung standen; diese waren durch die Senkung des Meeresspiegels erreichbar geworden, was wiederum zu in Italien außergewöhnlichen, sehr kleinen Werkzeugen (Mikrolithen) führte. Andererseits waren die italienischen Neandertaler deutlich weniger mobil und durchstreiften ihre Gebiete eher von festen Kerngebieten aus. „Diese Überlegungen werden noch zusätzlich gestützt, wenn man die oft stark gegliederte Topografie der italienischen Halbinsel betrachtet, die durch Berge und Bergketten in mehr oder weniger isolierte Regionen geteilt ist.“
Ein lange irreführender Fund wurde 1939 in der Guattari-Höhle am Promontorio del Circeo in Latium gemacht. Dort hatten sich vor etwa 75.000 Jahren erstmals Jäger aufgehalten. Die Grotte wurde etwa 25.000 Jahre lang immer wieder aufgesucht, bis ein Erdrutsch sie verschloss. Bei der Entdeckung fanden sich Schädel und Kiefer eines Neandertalers, wobei der Schädel Bearbeitungsspuren aufwies. Diese deuteten die Entdecker als „rituellen Kannibalismus“, eine Deutung, die erst 1989 widerlegt werden konnte. Offenbar hatte eine Hyäne den Schädel in der Höhle aufgebrochen. Neu angefacht wurde die Diskussion, als 2021 weitere neun Individuen entdeckt wurden.
Es fanden sich jedoch Hinweise aus der symbolischen Sphäre in der Grotta di Fumane. Dort entdeckte man jüngst 44.000 Jahre alte Hinweise auf die Entfernung großer Federn von Vogelarten, die nicht verzehrt wurden, wie etwa von Bartgeiern oder Rotfußfalken. Auch entdeckte man Anzeichen für Körperbemalung.
Insgesamt fanden sich in Italien 27 Überreste von Neandertalern (Stand 2011) sowie etwa 350 Fundstellen, die auf ein Alter von zwischen 125.000 und 35.000 Jahren BP datiert wurden. Hinzu kommen die besagten neun Überreste aus der Grotta Guattari.

### Jungpaläolithikum

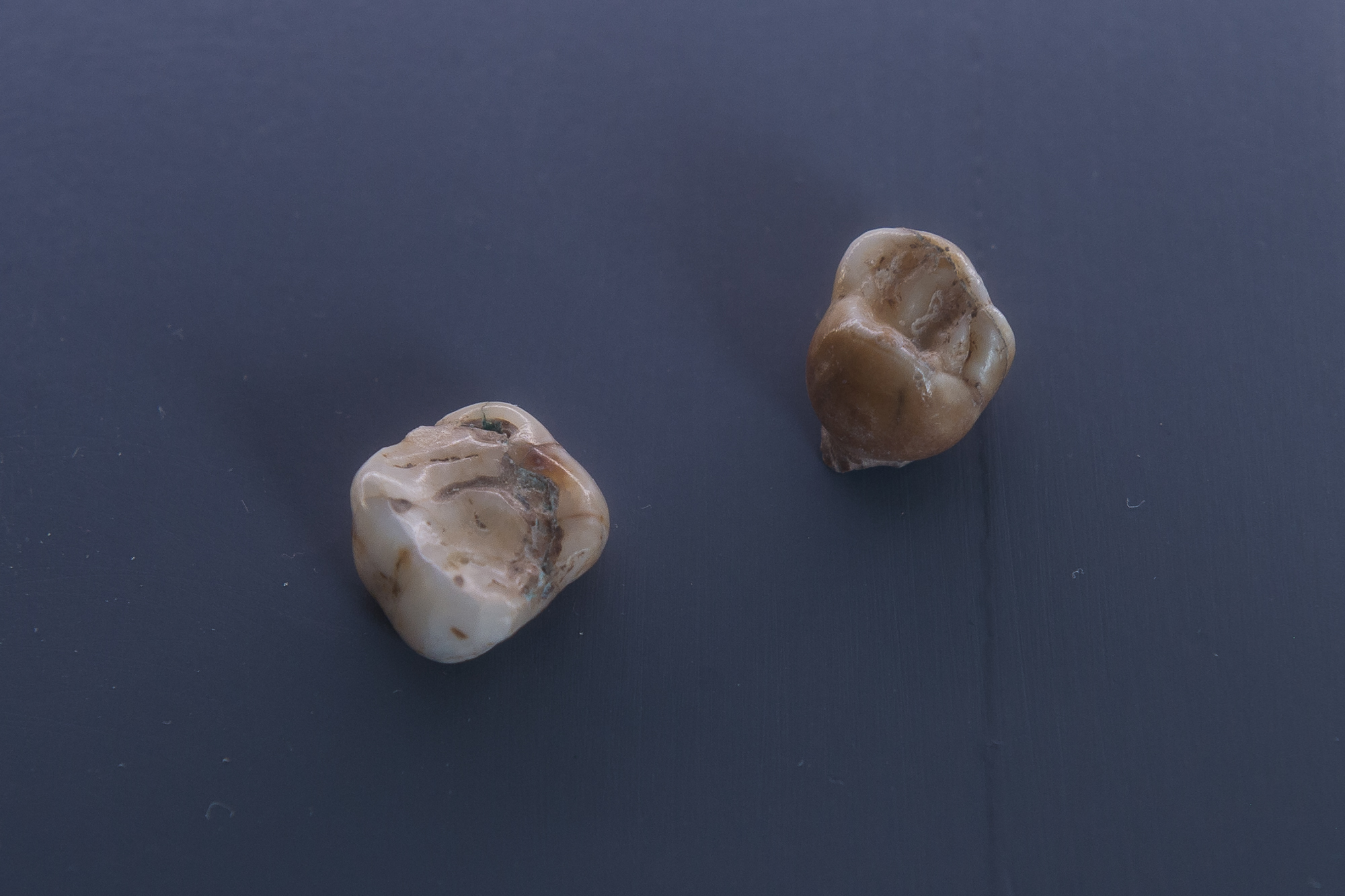
Die Kinderzähne aus der Grotta del Cavallo, ausgestellt im Museo della Preistoria di Nardò. Sie gelten als einer der ältesten physischen Überreste eines modernen Menschen in Europa.

Auch während der extensivsten Ausdehnungsphasen der Gletscher waren die Küstensäume sowie Zentral- und Süditalien für zahlreiche Pflanzen und Tiere ein Refugium, da das dortige Klima vergleichsweise mild blieb. Dabei konnte anhand von Untersuchungen am Lago Grande di Monticchio in der Basilikata gezeigt werden, dass das Klima in diesen Kaltzeiten sehr viel trockener war, so dass man von einer Trockensteppe ausgeht. Diese Trockenheit dürfte negative Auswirkungen auf die Megafauna gehabt haben, was wiederum einen starken Anpassungsdruck auf die Menschen – seien sie Neandertaler oder Cro-Magnon-Menschen gewesen – verursachte, da ihre wichtigste Jagdbeute verschwand.

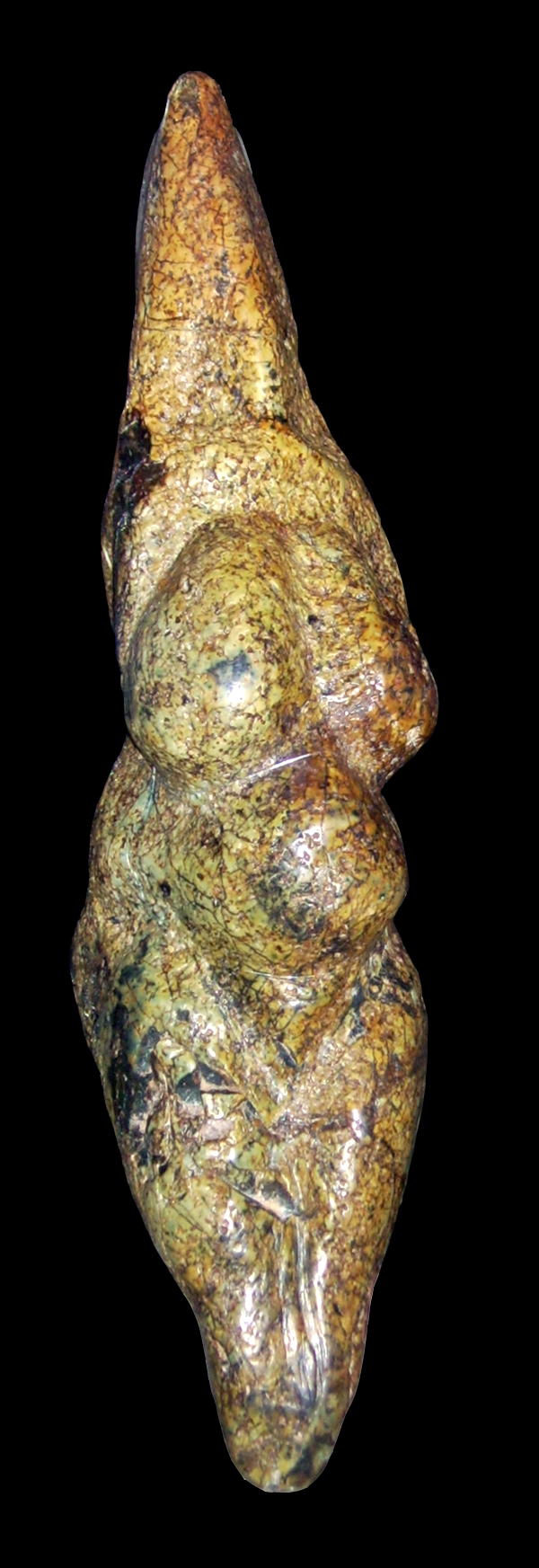
Venus von Savignano (Vorderansicht). Sie wurde nach einem Ort in der Nähe von Modena benannt, ist mit 22,5 cm eine der größten Figurinen dieser Art und etwa 20 bis 25.000 Jahre alt.

Vielfach wird die früheste Phase des Jungpaläolithikums, das Uluzzien, noch dem Mittelpaläolithikum zugerechnet. Der Name geht auf Uluzzo im südlichen Apulien zurück, wo entsprechende Funde Anfang der 1960er Jahre in der Grotta del Cavallo gemacht wurden. Das Uluzzien findet sich allerdings nur im Süden der Halbinsel, nicht jedoch in der Mitte, wie bis 2007 mit Verweis auf die Grotta La Fabbrica angenommen wurde. Wichtigste Fundorte in Apulien sind neben der besagten Grotta del Cavallo die Grotta Bernardini und die Grotta Riparo di Uluzzo; in Kampanien sind dies die Cala- und die Castelcivita-Höhlen – letztere weist ein Alter von 32.500 bis 33.500 Jahren auf. Zwei Zähne aus der Grotta del Cavallo wurden auf ein Alter von 45.000 bis 43.000 Kalenderjahren vor heute datiert und galten bis 2020 als der älteste Beleg für die Existenz des anatomisch modernen Menschen in Europa. Noch älter ist ein Nachweis aus der bulgarischen Batscho-Kiro-Höhle.
Unter den Werkzeugen finden sich Stichel, Schaber, Klingen, letztere allerdings noch in mäßiger Qualität, dazu kommen kleinste Steinwerkzeuge (oder Bruchstücke), die sogenannten pezzi scagliati („geschleuderte Stücke“). Beile fehlen in dieser Zeit hingegen noch. Sichelförmige Mikrolithen (genannt semi-lune, „Halbmonde“) gelten als Leitfossilien, wenngleich ihre Anzahl im Vergleich zu anderen Werkzeugen eher gering ist.
Kennzeichen des Jungpaläolithikums ist eine neue Steinbearbeitungstechnik. Feuerstein wurde in einem neuartigen Klingenkonzept unter Anlage eines „Leitgrates“ verarbeitet. Das heißt, auf dem Kern wurde ein senkrechter Dorsalgrat angelegt, der das Abtrennen langschmaler Abschläge ermöglichte. Diese werden als Klingen bezeichnet. Dieses Konzept unterscheidet sich grundlegend von der auf Levalloistechnik basierenden, zuvor vorherrschenden Technik der Klingenherstellung, die als kennzeichnend für das Mittelpaläolithikum gilt. Mitunter wurde das neue Konzept bereits in Übergangsindustrien wie dem Uluzzien eingesetzt.
Auch fanden sich Knochenklingen in der Cavallo-Höhle, in der Grotta di Castelcivita (der einzigen mit modernen Methoden ausgegrabenen Höhle des Uluzzien), ebenso wie in Uluzzo C, sowie Ahlen. Hingegen finden sich solche organischen Materialien nur äußerst selten aus dem Proto-Aurignacien, der ältesten archäologischen Kultur des Jungpaläolithikums. In der Höhle von Castelcivita ließ sich Fischfang belegen.
Bei den meisten Fundstellen handelt es sich um Orte, an denen die Gruppen für längere Zeit lebten; in der Caverna Generosa in den lombardischen Voralpen am Fuß des Monte Generoso ließ sich allerdings ein temporäres Lager in 1450 m Höhe identifizieren. Es fanden sich nur wenige Abschläge, darunter einige in Levalloistechnik.
Erstmals tauchen Hinweise auf Körperschmuck auf. Muscheln wurden durchbohrt und wahrscheinlich als Schmuck benutzt, Ocker und Limonit als Farbstoffe.
Ob zu dieser Zeit noch Neandertaler lebten, ist unklar, und auch die Grenzen des Uluzzien müssen möglicherweise in den Norden verschoben werden, nachdem in der Grotta di Fumane 33.400 Jahre alte Artefakte entdeckt wurden, die dem Uluzzien zugerechnet werden.

Verbreitung des Cro-Magnon-Menschen etwa 32.500 BP

Die zeitweilig ältesten Spuren eines Cro-Magnon-Menschen in der Grotta di Fumane fanden sich 18 km nordwestlich von Verona. Sie dürften etwa 35.000 bis 37.000 Jahre alt sein. Diese Jäger und Sammler hielten sich möglicherweise überwiegend in den Gebirgszonen auf, wo sie Jagd auf die Megafauna machten. In Italien lebten also Neandertaler und Cro-Magnon-Mensch mehrere Jahrtausende nebeneinander. Dies lässt sich bisher nur an einer einzigen Stelle zeigen. Neandertaler lebten in Riparo Mezzena zur gleichen Zeit, wie Cro-Magnon in der nahe gelegenen Grotta di Fumane, in der sich in den tieferen Schichten Spuren der Neandertaler fanden. Erstere Fundgruppe ließ sich auf 34.540 ± 655 (uncal) BP datieren. Nach diesen Untersuchungen des Jahres 2011 an Milchzähnen aus der Grotta del Cavallo wird angenommen, dass das Uluzzien nicht von Neandertalern getragen wurde.
Im Norden fand sich jüngst ein erster Beleg in Italien für das Châtelperronien (Castelperroniano), das sonst nur in Frankreich und Nordspanien nachweisbar ist, und zwar in der Höhle von Broion in Venetien, deren Schichten E–C bereits dem Gravettien zugewiesen werden. Beim Châtelperronien ist die Zuordnung zu den beiden Menschenarten nicht gesichert, wenn auch 2009 eine Studie mit dem Ergebnis hervortrat, es sei dem Neandertaler zuzuweisen. In der Grotta Paglicci fanden sich zwei zunächst als männlich identifizierte Leichname. Es handelt sich um einen ca. 13-jährigen Jungen sowie eine junge Frau und einen jungen Mann, die ca. 24.000 bis 25.000 Jahre alt sind.

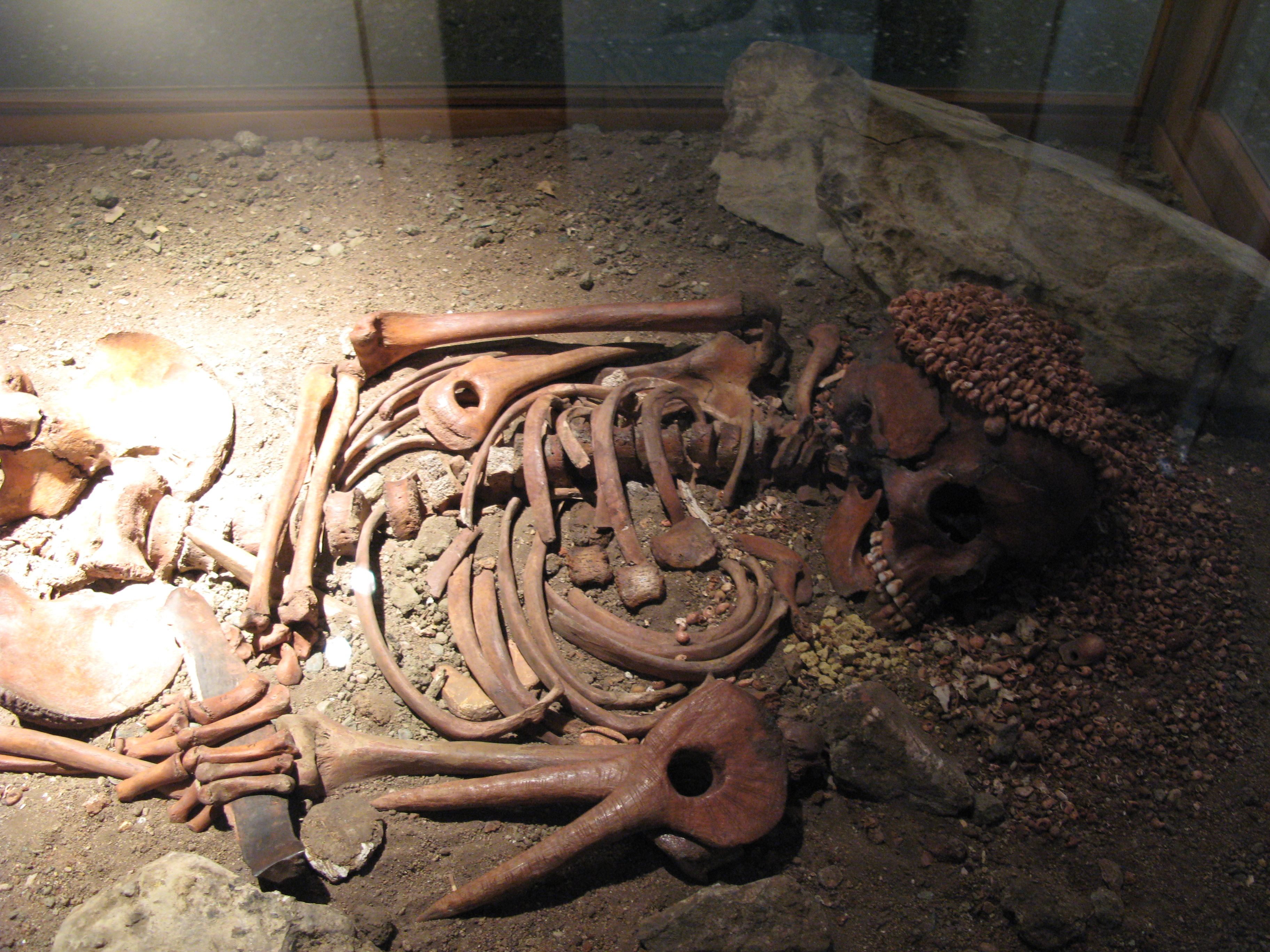
Menschliche Überreste des „Kleinen Prinzen“, der vor etwa 23.500 Jahren in der Kaverne Arene Candide beigesetzt wurde. Sein Pelzumhang bestand aus 400 Vertikalstreifen aus Eichhörnchenfellen. Der junge Mann lag in einer Schicht aus Ocker ausgestreckt. Sein Kopf war nach links gewandt und umgeben von Hunderten durchbohrter Muscheln und von Hirschzähnen, die vermutlich von einem Hut oder einer Maske stammten. Gehänge aus Mammutelfenbein, durchbohrte Muscheln, vier „Kommandostäbe“ aus Hirschgeweih umgaben ihn. In der rechten Hand hielt er einen steinernen Dolch aus Feuerstein. Die linke Hälfte des Unterkiefers fehlt, dort befindet sich eine größere Menge Ocker. Die Verletzung hatte begonnen zu heilen, möglicherweise sollte dies der Ocker unterstützen. Museo di archeologia ligure von Genua Pegli

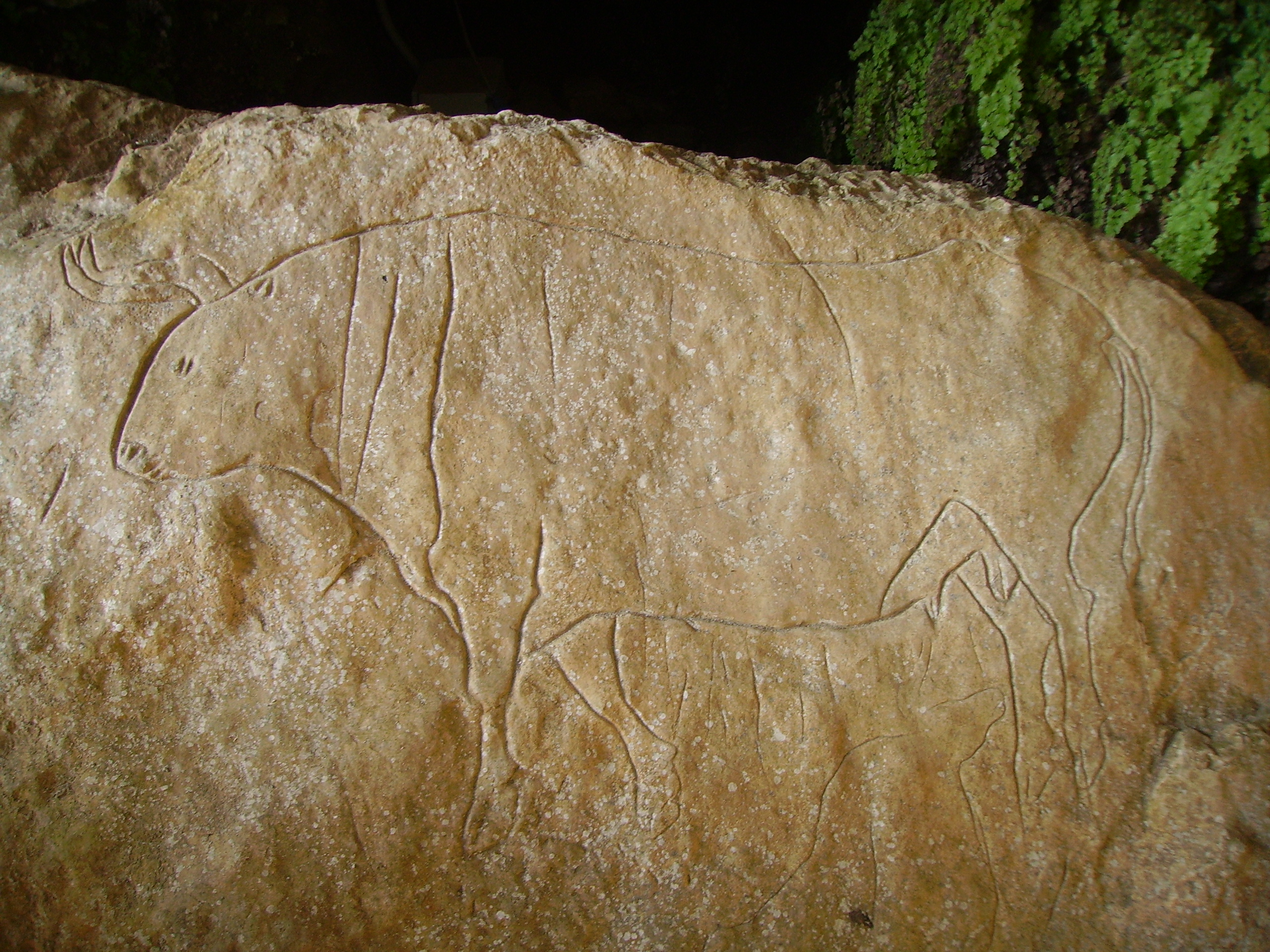
Ritzzeichnung eines Bos Primigenius in der Grotta del Romito, der Höhle des Einsiedlers

Kunstwerke aus dem Paläolithikum, wie sie in Frankreich und Spanien so häufig sind, sind in Italien äußerst selten. Einige der ältesten fanden sich in der Grotta del Romito, einer Höhle in der Provinz Cosenza in Kalabrien. Dort fand sich in Form einer Steinritzung beispielsweise die Darstellung eines Auerochsen. Zudem fanden sich dort Grabstellen vor der Höhle. In der Caverna delle Arene Candide fand sich ein Leichnam, der als „Kleiner Prinz“ in die Literatur einging. Er trug einen Mantel aus etwa 400 Eichhörnchenfellen, das älteste erhaltene Kleidungsstück dieser Art.
Im Westen Siziliens fanden sich in den Addaura-Höhlen weitere Petroglyphen, die hier als Ritualdarstellungen gedeutet wurden, doch bleibt der Zusammenhang unsicher. Sie wurden auf 16.060–15.007 cal. BP datiert. Zudem fanden sich dort die ältesten menschlichen Knochen auf der Insel. Auf einer der Sizilien westwärts vorgelagerten Inseln fanden sich in verschiedenen Höhlen, darunter der Grotta del Genovese, weitere Werke dieser Art.
Genetische Untersuchungen erwiesen 2023, dass sich zwar während des letzten kaltzeitlichen Maximums der Gletscherausdehnung die Jäger und Sammler auf die iberische Halbinsel zurückzogen. Doch der ebenfalls angenommene Rückzug auf die Appenninhalbinsel fand wohl nicht statt. Die Jäger und Sammler aus Ost- und Südeuropa starben im Gegenteil allem Anschein nach aus. Sie sind in Italien nach dem Kältemaximum genetisch nicht mehr nachweisbar. Stattdessen ließen sich dort Menschen nieder, die vom Balkan nach Norditalien kamen.

## Mesolithikum oder Epipaläolithikum
Das Mesolithikum, im Mittelmeerraum vielfach Epipaläolithikum genannt, bezeichnet die nacheiszeitliche Periode bis zum Aufkommen der Landwirtschaft. Sie beginnt um 9600 v. Chr. und endet bereits zwischen dem Beginn des 7. und der Mitte des 6. Jahrtausends v. Chr. Bis in die späten 1960er Jahre galt diese Phase als Zusammenbruch aller vorhergehenden Kunst, des Endes der großen Pflanzenfresserherden, zuweilen sogar als Ende der Bevölkerung, die demnach durch Zuwanderer aus dem Osten ersetzt wurde. Dabei stellte sich heraus, dass schon vor der Landwirtschaft Keramik hergestellt wurde, und die Domestizierung von Tieren begonnen hatte.
Wie bei den vorhergehenden vom Ausgangsstoff Stein definierten Phasen, so veränderten sich auch im Mesolithikum die Werkzeuge und Waffen. Mikrolithen dominierten, doch variierten die Werkzeugformen regional sehr stark. Auf Sizilien sind die eindeutigsten Fundorte Uzzo und Perriere Sottano; an ersterer Stätte dominieren geometrische Formen, an letzterer tauchen nicht-geometrische auf. Hinzu kommen Muschelperlen, wie etwa aus Columbella rustica gefertigt, wobei Ocker zum Färben benutzt wurde.
Die Nahrungsbasis veränderte sich im Zuge der Erwärmung, die nicht nur die Gletscher schmelzen, sondern auch die Kältesteppen verschwinden ließ, in relativ kurzer Zeit. Die großen Herden, vor allem Auerochsen und Pferde, verschwanden zunehmend. In der Uzzo-Höhle zeigte sich, dass bereits rund ein Drittel der Jagdtiere aus Rotwild bestand, gefolgt von Wildschwein, Fuchs und Rind. Hinzu kamen zahlreiche Vogelarten, aber auch Fisch, dessen Anteil sich während des Mesolithikums stark erhöhte (in Uzzo von 7,7 auf 25,8 %). Dabei wurden vor allem Zackenbarsche (86 %) gefangen, aber auch Muränen und Blicken. Gestrandete Meeressäuger tauchen allerdings nur gelegentlich auf, Waljagd existierte noch nicht. Ein ähnlicher Anstieg des Anteils von Fisch an der Ernährung zeigte sich in der Grotta della Madonna in Kalabrien.
Dabei führte der Fischfang zu zunehmender Sesshaftigkeit, was sich an Fängen aus verschiedenen Jahreszeiten ablesen lässt. Insgesamt bewirkte die zunehmende Sesshaftigkeit eine häufig sehr kleinräumige Spezialisierung auf das lokale Nahrungsangebot. Lehm wurde noch nicht zur Herstellung von Keramik genutzt, aber Feuerstellen wurden auf festen Lehmflächen betrieben. Fernhandel zeigt sich auch hier in Form von Obsidian von Lipari, das sich in Perriere Sotano bei Catania auf Sizilien fand.
Nach dem Stand von 1999 ist rund die Hälfte der 40 Leichname, die aus dem Mesolithikum Italiens stammen, sizilianischer Herkunft. Die Toten wurden in Gruben beigesetzt, meist einzeln, gelegentlich zu zweit. Grabbeigaben bestanden aus einfachen Dingen wie Klingen oder Muscheln, aber auch durchbohrten Tierzähnen, Geweihstücken sowie in einem Fall dem Schädel einer Hyäne. Die Uzzo-Höhle barg acht Einzel- und zwei Doppelgräber und somit den größten Beerdigungsplatz Italiens aus dieser Zeit. Mesolithische Fundstätten finden sich auch auf Sardinien, wie etwa die Grotta su Coloru bei Sassari, die sich auf die erste Hälfte des 9. Jahrtausends datieren ließ.
Durch Analogieschlüsse zu ähnlichen Gesellschaften der Gegenwart hat man versucht zu ermessen, wie groß der Platzbedarf gewesen sein mag. Dabei kam man zum Ergebnis, dass dieser bei etwa 5 km² für jeden Menschen lag, so dass man für Italien mit vielleicht 60.000 menschlichen Bewohnern rechnet. Die Männer waren im Schnitt 1,66 bis 1,74 m groß, Frauen hingegen maßen nur 1,50–1,54 m. Der Zahnzustand war, was typisch für Jägergesellschaften ist, erheblich besser als im Getreide anbauenden Neolithikum.

## Neolithikum

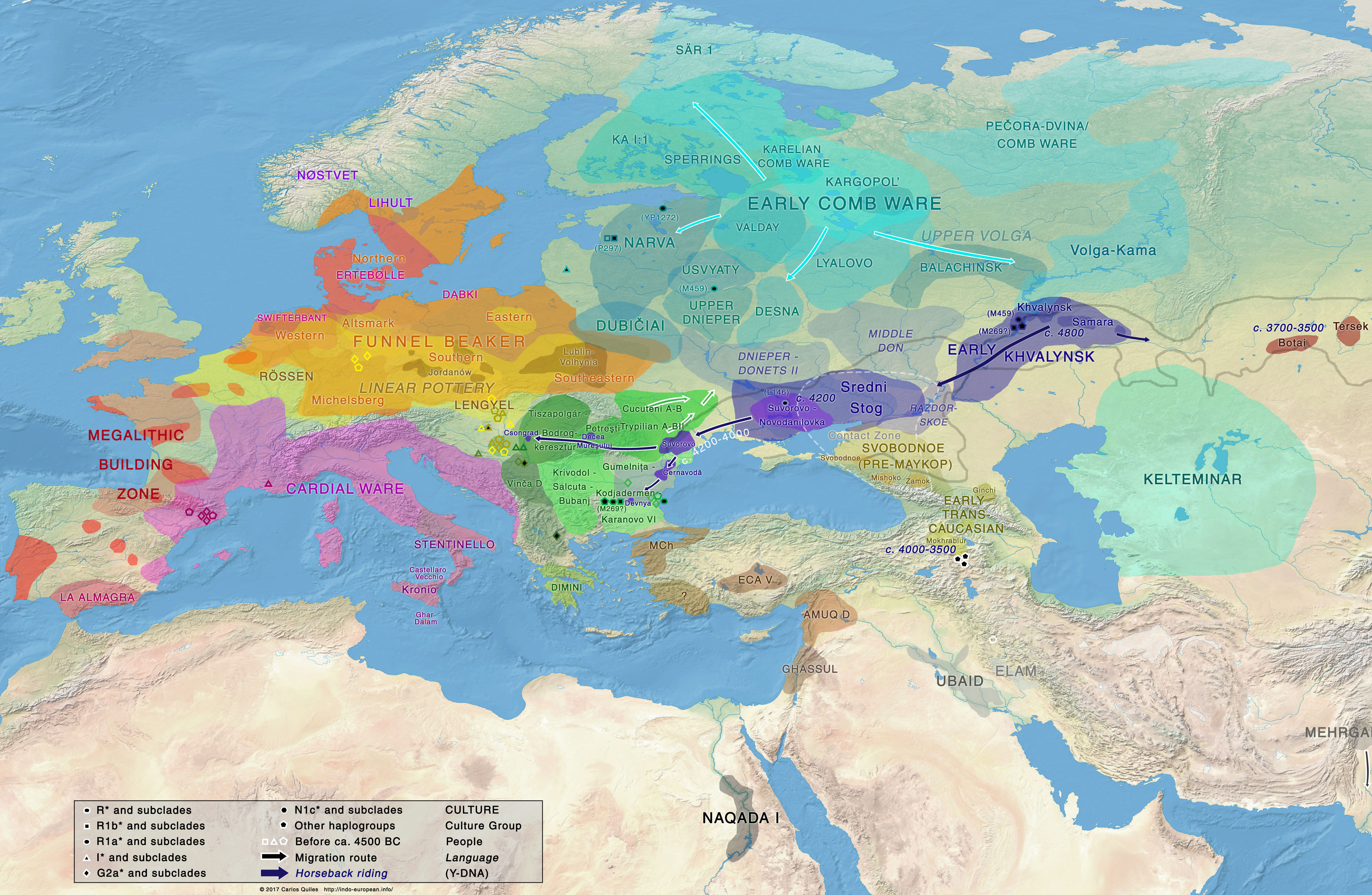
Zusammenhänge europäisch-westasiatischer archäologischer Kulturen nach genetischen Kriterien, mit Wanderungen des 5. Jahrtausends v. Chr.

Die Cardial- oder Impressokultur, ein Begriff, der eine Reihe verwandter Kulturen zusammenfasst, erhielt ihren Namen von Gravuren, die mit der Herzmuschel ausgeführt wurden. Sie breiteten sich im 7. Jahrtausend v. Chr. an der östlichen Adriaküste und rund um das westliche Mittelmeer aus, mit Ausnahme der Balearen. Ab dem 6. Jahrtausend v. Chr. setzte sich im Süden Italiens die Bodenbewirtschaftung – vor allem ältere Formen des Weizens, Roggen und Bohnen wurden nun angebaut – und Haltung von Haustieren – vor allem Hund, Ziege, Schaf, Schwein und Rind – durch. Die veränderten Kulturen brachten komplexe rituelle und religiöse Formen, Ansiedlung in Dörfern, Keramik, gewebte Stoffe und handwerkliche Spezialisierungen hervor.
Da die Ausbreitung der dazugehörigen Kulturen relativ schnell vonstattenging, mutmaßten Forscher, es habe sich um eine Ausbreitung auf dem Seeweg gehandelt. Dies bestätigen inzwischen auch genetische Untersuchungen, die darüber hinaus zeigen, dass die Pflanzen und Tiere, die die neuen Siedler mitbrachten, ebenfalls aus dem östlichen Mittelmeerraum stammten.

Die archäologischen Kulturen Europas und des angrenzenden Mittelmeerraums im Mittleren Neolithikum, ca. 4500 bis 4000 v. Chr.

Die frühesten neolithischen Funde setzen in Italien zwischen 6100 und 5800 v. Chr. ein. Als Brückenfund gilt Sidari auf Korfu. Dabei erfolgte eine Besiedlung zunächst entlang der Küstensäume von Apulien, Basilikata und Kalabrien, die sich entlang der Flüsse ins Inland ausdehnte. Die Jäger- und Sammlerkulturen, die bereits im Mesolithikum durch saisonale Wanderungen eine bessere Verwertung der natürlichen Ressourcen erreicht hatten und deren Angehörigenzahl deutlich angestiegen war, wurden von Süden nach Norden verdrängt.
Ob der Vorgang mit der Misox-Schwankung (auch 8.2 kiloyear Event) in Verbindung steht, einer Abkühlungs- und vor allem Trockenphase von vielleicht 200 Jahren Dauer, die um 6200 v. Chr. in Westasien einen Wandel der traditionellen Bewässerungstechniken, oder gar eine Abwanderungsbewegung verursachte, ist unklar.
Anders ist die Situation in Mittelitalien. An der adriatischen Seite kam es ebenfalls zu Einwanderungen vom Balkan her, am Tyrrhenischen Meer gibt es Anzeichen eines Akkulturationsprozesses, in dessen Verlauf mesolithische Gruppen den neuen Lebensstil übernahmen. Hier erschien bereits ab 6800 v. Chr. bemalte Keramik. Im Norden bestand für einige Jahrhunderte Kontakt zwischen den über Istrien und Friaul einwandernden und den mesolithischen Gruppen, die jedoch nach wenigen Jahrhunderten verschwanden. Im Nordwesten bestanden mesolithische und Keramikkulturen noch um 5500 v. Chr. nebeneinander. Als gemischte Kulturen dieser Art gelten die Kultur von Fiorano und von Vhò. Hingegen erwies sich der Einfluss der Linearbandkeramiker im Norden Italiens als erheblich geringer, als lange angenommen. Stärkerer Einfluss kam hingegen aus Südfrankreich und von der Fiorano-Kultur, die sich um 5000 v. Chr. im Trentino, im Laufe des 5. Jahrtausends in der zentralen Emilia, der Romagna und bis zu den Euganeischen Hügeln ausbreitete. Die Vasi-a-bocca-quadrata-Kultur Norditaliens folgte hier auf die Cardial- oder Impressokultur. Dabei weist Gaban im Etschtal zwar Übergänge zwischen Mesolithikum und Neolithikum auf, doch in den meisten frühestbäuerlichen Gebieten lassen sich keine unmittelbar zuvor bestehenden mesolithischen Spuren nachweisen. Dies gilt für weite Teile des zentralen und westlichen Mittelmeerraumes. In Ligurien und der Provence ließ sich 2017 früheste Impressoware aus der Zeit um 5700 v. Chr. nachweisen. Die neuen, bäuerlichen Siedlungen weisen eine extrem hohe Zahl an Haustieren auf, wie sich für Torre Sabea an der Küste der Salento-Hügel erweisen ließ, wo sie 94 % der tierischen Überreste ausmachen. Die Tiere dienten offenbar auch der Milchproduktion, wie ihre Altersverteilung belegt.

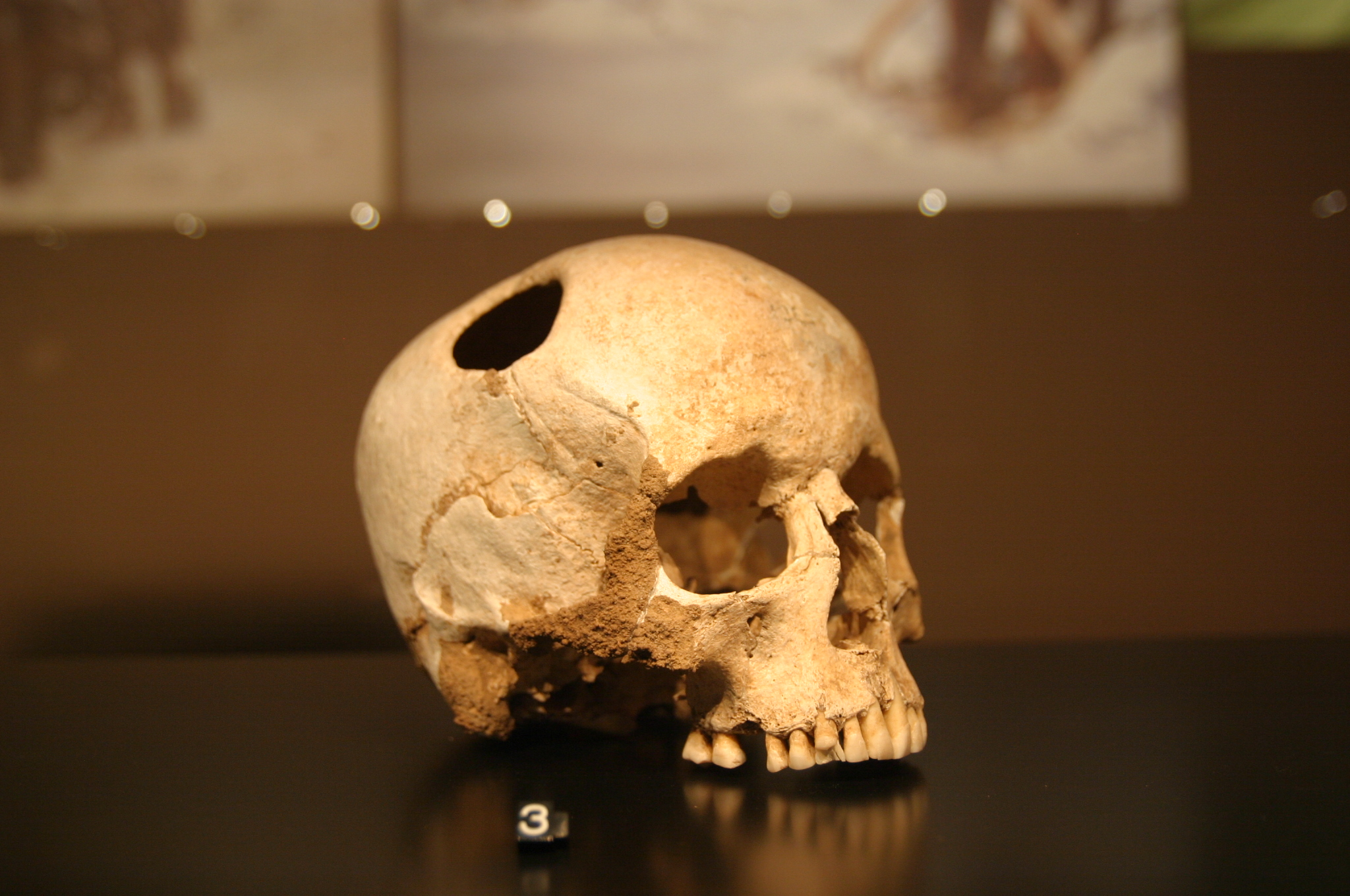
Schädel eines Mädchens, der um 3500 v. Chr. einer Trepanation unterzogen wurde, und das die Operation überlebte, Naturhistorisches Museum Lausanne

Zwar ist die Zahl der Skelettfunde in Italien auch im Neolithikum noch begrenzt, doch erlaubt ihre Untersuchung die Aussage, dass Frauen im Durchschnitt 1,56 m, Männer 1,66 m groß waren. Damit waren vor allem die Männer kleiner als im Paläo- und im Mesolithikum, und auch später waren sie nie wieder so klein. Dies könnte mit periodischem Mangel an adäquaten Lebensmitteln zusammenhängen. So sind Mangelerscheinungen nachweisbar, wie Blutarmut (Anämie), die den Abbau der Deckknochenschicht im Dach der Augenhöhle (Cribra orbitalia) bewirkt und wovon 31 % der jungen Menschen betroffen waren, oder Rachitis, eine Knochenerweichung aufgrund Vitamin-D-Mangels, der wiederum auf Mangel an Sonnenlicht zurückgeht. Wachstumsverzögerung oder -stillstand, etwa des Zahnschmelzes oder der Langknochen, schlagen sich im Zahnschmelz nieder (Hypoplasie), was anhand waagerechter Rillen nachweisbar ist. Ähnliches gilt für die Harris-Linien im Querschnitt der Langknochen-Enden. Auch sorgte die nun auf Getreide basierende Ernährung für eine Zunahme von Zahnkaries und von Zahnverlust. Die Lebenserwartung war insgesamt eher niedrig, Erwachsene starben oftmals mit weniger als 30 Jahren; bei den Toten entsprach die Zahl der Kinder etwa der der Erwachsenen. Der Zustand der Beinknochen deutet darauf hin, dass Männer sich sehr viel mehr umherbewegten als Frauen. Anscheinend wurden häufig die Zähne der Frauen entfernt, da es jedoch keine sonstigen Gewaltspuren im Gesichtsbereich gibt, hatte dies wohl eher kosmetische, rituelle oder gesellschaftliche Gründe. Anzeichen einer oder mehrerer Trepanationen fanden sich unter anderem an einem Leichnam in der Grotta Patrizi.
Kennzeichen des Neolithikums ist in Italien neben der Landbearbeitung auch das Dorf, wie die Ausgrabungen von Ripoli in den Marken oder von Stentinello auf Sizilien erwiesen, letzterer namengebend für die Stentinello-Kultur Siziliens und Maltas. Kleine Dörfer von etwa 25 Bewohnern bestanden etwa zur Hälfte aus Kindern. Da auch die Zahl der Männer und Frauen sehr gering war, dürften zu wenige Partner zur Verfügung gestanden haben, vor allem aber waren weder Verteidigung noch Raub, gemeinsame Jagden oder Ernten möglich. All dies war nur im Zusammenwirken mit anderen Dörfern möglich. Dörfer mit 100 Einwohnern, wie Catignano oder Favella, konnten diese Aufgaben allein oder mit kleineren Dorfnetzwerken bewältigen. Darüber hinaus standen ihnen mehr Ältere zur Seite, deren Fähigkeiten und Gedächtnis ihnen zustattenkamen. Den selten mehr als 50 Jahre alten Menschen kamen dabei Erfahrungen mit seltenen Ereignissen zugute, und allein schon deshalb waren sie von hohem Ansehen. Für besondere Aufgaben, wie die Herstellung von Keramik, den Gartenbau oder die Jagd, standen immer nur kleine Gruppen zur Verfügung, zumal diese Arbeiten geschlechterspezifisch waren.

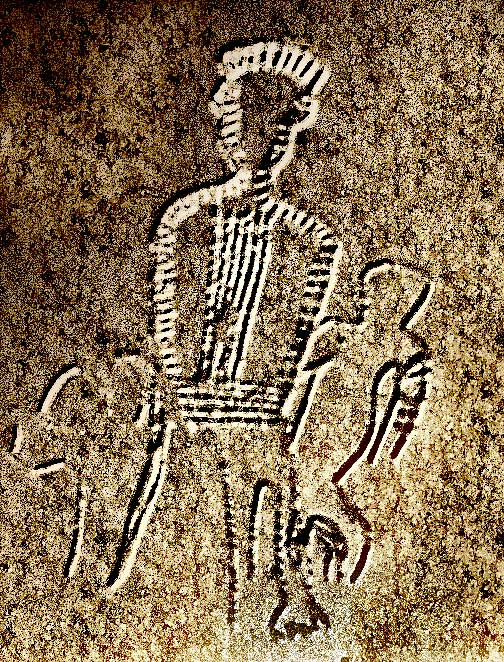
Gravierte Menschendarstellung in einem von der frankokantabrischen Kunst stark abweichenden Stil, Höhle von Levanzo

Figurinen aus Ton als Darstellungen von Menschen sind, wie im übrigen Europa ebenfalls angenommen, meist weiblich und fast immer sehr klein. Sie wurden in Italien anscheinend selten gebraucht, selten überarbeitet, und offenbar ohne Ritual weggeworfen, so dass sie vielleicht zu Heilungsritualen oder Initiationsriten gebraucht wurden. Im Gegensatz dazu erscheinen sie auf dem Balkan wesentlich häufiger, was auf einen anderen Gebrauch hindeutet. Am Ende des Neolithikums verschwanden sie völlig; andere Ausdrucksformen wie Felsmalereien dominierten am Ende dieser Epoche, wie in der Valcamonica, in der Grotta dei Cervi bei Porto Badisco (Gemeinde Otranto) oder Levanzo am Alpenrand, in Apulien und auf Sizilien. In der Lunigiana und im westlichen Alpenbereich sowie in der westlichen Po-Ebene fanden sich nun Statuen von Männern und Frauen, die stark stilisiert eine Reihe von Attributen trugen – ob sie Ahnen oder kosmologische Figuren darstellten, bleibt unklar. Steinfigurinen wurden hingegen oftmals den Toten beigegeben, deutlich besser bearbeitet, auch wurden sie nicht achtlos weggeworfen, sondern rituell beigesetzt. Die in der älteren Forschung oftmals anzutreffende Verbindung von weiblichen Figurinen mit weiblicher und Bodenfruchtbarkeit stößt inzwischen auf Vorbehalte. Einige Figurinen wiesen Spuren von Ocker auf, wie er auch auf Toten zu finden war. Einige wenige wiesen vogelartige Masken auf, andere, wie in Cala Scizzo, der Grotta Pacelli oder Baselice einen aufwändigen Kopfschmuck. Ob es einen Zusammenhang zwischen dieser Betonung des Kopfes – im Gegensatz zur meist weiblichen Nacktheit an geschlechtsneutralen Figurinen – und den Trepanationen gibt, ist ebenfalls unklar.
Insgesamt sind aus dieser Epoche mehr als 100 Grabstätten mit mehr als 400 Leichnamen ausgegraben worden. Sie finden sich in Siedlungen und Höhlen, ohne Beigaben, die im 5. Jahrtausend jedoch langsam zunahmen. Dabei wurden auch die Gräber aufwändiger, wie etwa in der Grotta Patrizi. An einigen Stellen wurden Schädel oder andere Knochen umgebettet, neu geordnet oder entfernt. Männer wurden häufiger auf der rechten Seite liegend beigesetzt, Frauen eher auf der linken. Die Menschen wurden immer einzeln begraben, bis auf Die Liebenden von Valdaro (bzw. „Mantua“, it. amanti di Valdaro, resp. Mantova), die vor 6000 Jahren in inniger Umarmung beigesetzt und 2007 entdeckt wurden.
Die größte und anscheinend mit dem wenigsten rituellen Aufwand nach dem Tod beachtete Gruppe waren Kinder. In einem Fall (Höhle von Porto Badisco) taucht allerdings der Abdruck einer Kinderhand auf, es war also an einem Ritual beteiligt. Die besagte Entfernung der Zähne hing möglicherweise mit dem Erwachsenwerden zusammen. 20- oder 30-jährige Menschen waren oft bereits vielfache Eltern und erfahren genug für schwierige Aufgaben, doch Kriege, Hausbau oder Missernten lagen vielleicht jenseits ihres Erfahrungshorizonts. Über solche Erinnerungen verfügte vielleicht die mehr als 40-jährige Frau von Cattignano I, die noch ihre Großeltern gekannt haben mag und somit von sonst kaum greifbarem Wissen profitierte.
Waffen waren, im Gegensatz zu Bronze- und Eisenzeit, äußerst seltene Grabbeigaben. In der Grotta Patrizi (bei Sasso di Furbara, Cerveteri) wurde dem Toten wohl ein Bogen beigegeben, doch ansonsten gibt es keine Belege für die später so bedeutende Unterschiedlichkeit der Geschlechter. Ob Männer oder Frauen oder beide Geschlechter die erhaltenen Schmuckstücke trugen, ist unbekannt. Sie bestanden aus Tierzähnen, kleinen Perlen, und sogar kleine Beile wurden getragen.
Genauso fehlen im neolithischen Italien alle Anzeichen für eine Hierarchisierung der Gesellschaft, wie etwa reiche Bestattungsplätze, monumentale Architektur, zentrale Orte mit einem hierarchischen Verhältnis zu den Nachbarorten, auch wenn sich letzteres Phänomen möglicherweise zu entwickeln begann. Auch Konzepte von „Häuptlingen“ und „Stämmen“ haben sich als ungeeignet erwiesen.
Fernhandel, wohl über mehrere Etappen und in Verbindung mit rituellen Austauschen, bestand mit Obsidian und mit Beilen. Im Spätneolithikum lässt sich dabei ein weiträumiger Handel mit Obsidian von Sardinien bis nach Südfrankreich belegen, wo fast der gesamte Bestand dieses vulkanischen Gesteins von der Insel kam. Am Rio Saboccu im Umkreis des vulkanischen Monte Arci fanden sich Siedlungsspuren aus der Zeit um 5300 bis 5000 v. Chr. Ansonsten kommt das in Europa seltene Obsidian nur noch auf Palmarola, Lipari und Pantelleria vor. Voraussetzung für diesen Handel war die regelmäßige Seefahrt. Hochseetaugliche Schiffe oder Boote aus dieser Epoche wurden bisher jedoch nicht gefunden. Der mit 7000 Jahren älteste erhaltene, knapp 10 m lange Einbaum des Mittelmeerraums fand sich 1993 am Braccianosee in Latium (La Marmotta 1). Jedoch zeigt die mindestens 13.000 Jahre alte Gewinnung von Obsidian auf der griechischen Insel Milos, dass Seefahrzeuge bereits sehr viel früher in Gebrauch waren.

## Äneolithikum oder Kupferzeit

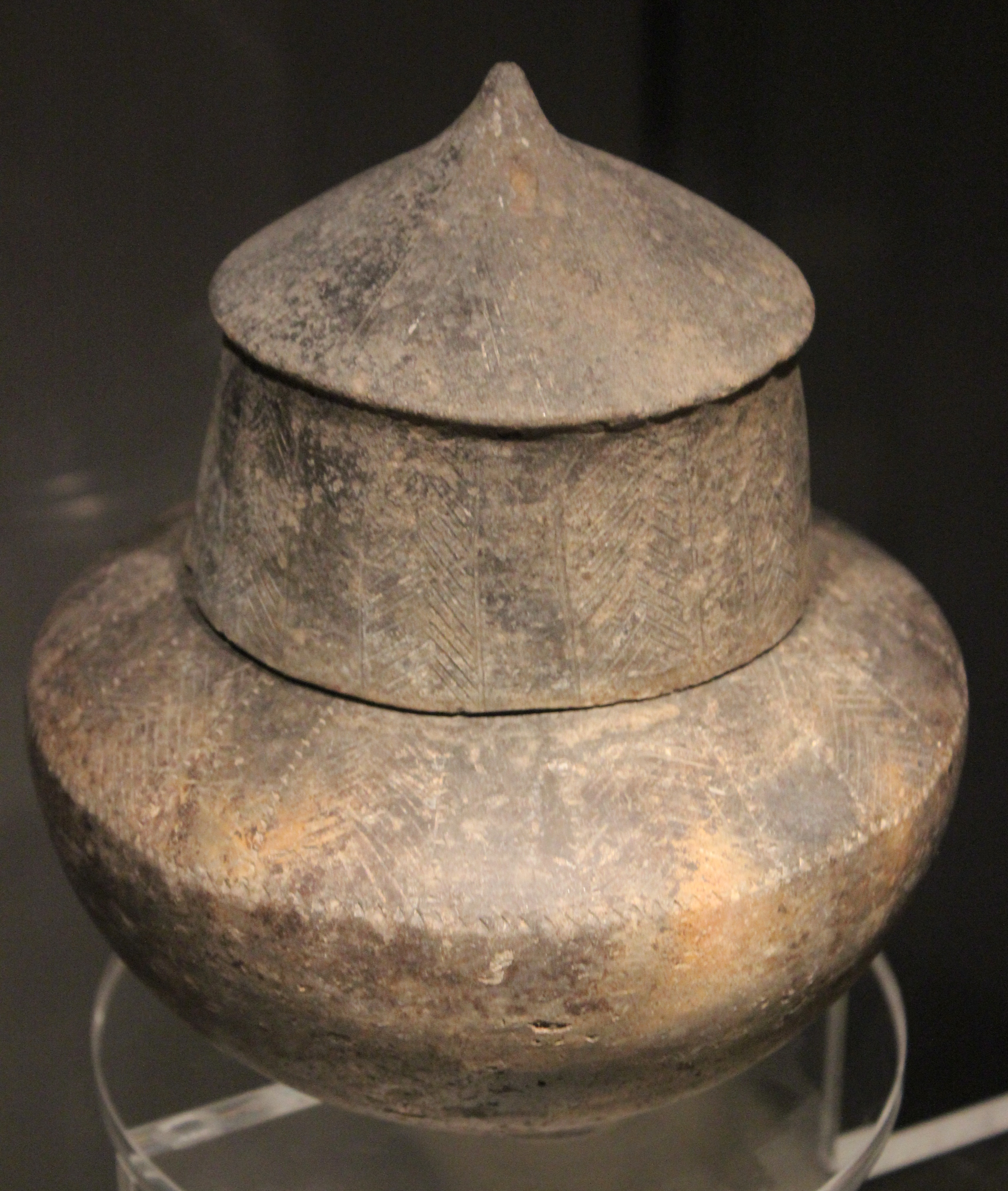
Keramikgefäß aus einem Grab der Gaudokultur

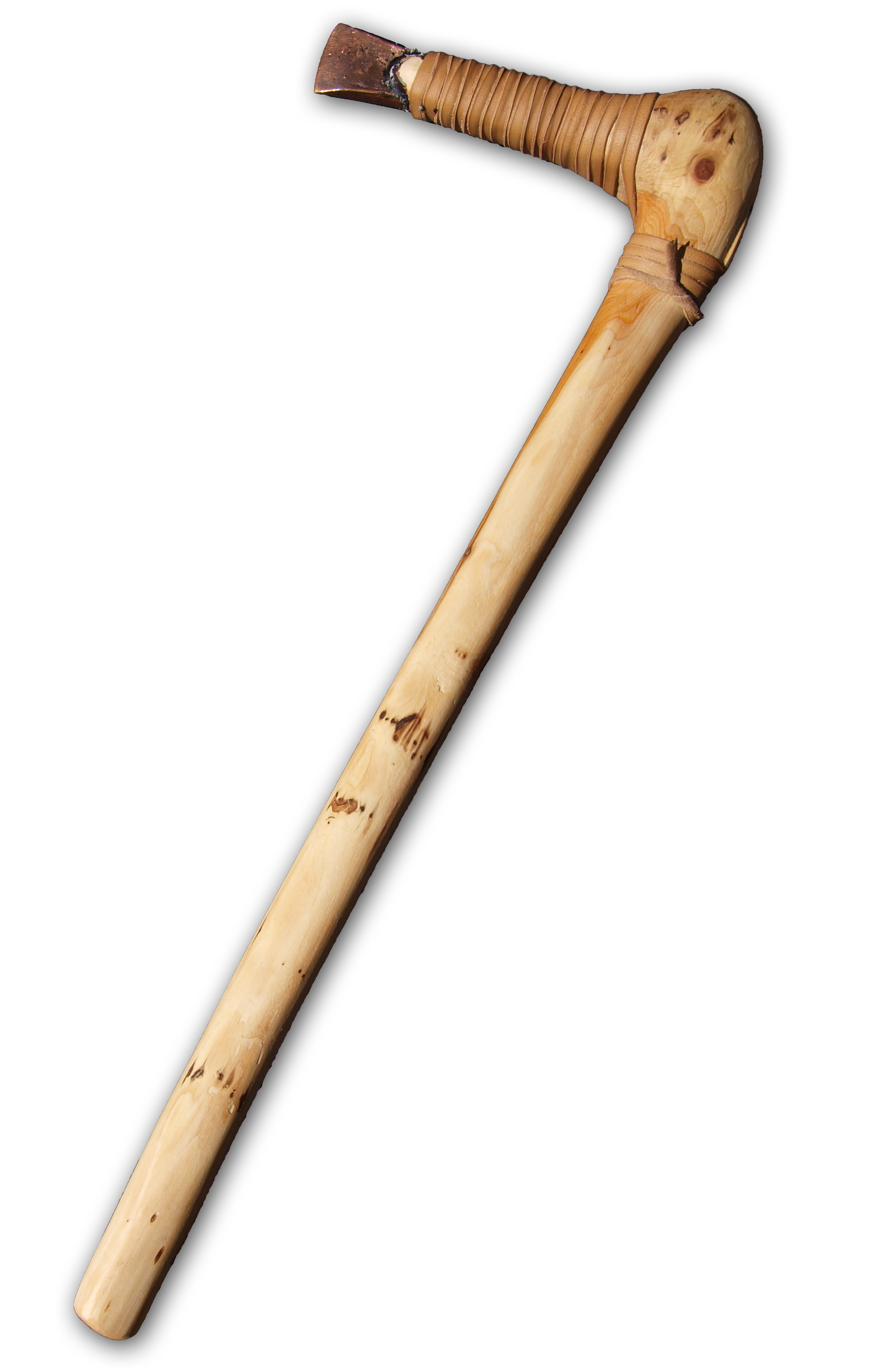
Replikat des Kupferbeils, das „Ötzi“ um 3300 v. Chr. bei sich trug

Mit der Verbreitung der Kupferverarbeitung über den Balkan ab der Mitte des 5. Jahrtausends entstand eine Gesellschaft, deren Hierarchisierung auf der Anhäufung von Prestige und Reichtum beruhte. Die Kenntnis dieses Metalls und seiner Bearbeitung erreichte um 4000 v. Chr. Süditalien. Zu dieser Zeit waren die vorherrschenden neolithischen Kulturen die Diana-Kultur Süditaliens und Siziliens sowie die Lagozza-Kultur in weiten Teilen Zentral- und Norditaliens. Sie entwickelten sich zu metallzeitlichen Kulturen fort. Kupfer wurde ab Mitte des 4. Jahrtausends bei Cosenza in Kalabrien gewonnen, aber auch in Ligurien, wo sich aus der Zeit um 4200 v. Chr. die älteste Kupferabbaustätte Italiens fand und später auch an anderen Orten, wie im Trentino (Acqua Fredda, 13.–11. Jahrhundert v. Chr.).
Die kupferzeitliche Gaudo-Kultur (etwa 3150–2300 v. Chr.) hatte ihren Schwerpunkt in Kampanien. Funde im zentralen Latium, in Apulien und der Basilikata werden ihr zugeordnet. Wichtigste Fundorte sind Pontecagnano, Eboli, Buccino, Piano di Sorrento und Mirabella Eclano. Ihre namengebende Siedlung fand sich in der Contrada Spina-Gaudo bei Paestum, unweit der Mündung des Sele. Zeitlich überschnitt sie sich mit den späten Formen der Kulturen von Diana-Bellavista und Ripoli, die noch dem Neolithikum zugerechnet werden.
Die Entdeckung der Gräber von Spina-Gaudo verdankt sich dem Flughafenbau, den die Alliierten Ende 1943 in der Bucht von Salerno begannen. Bei den Truppen befand sich der Archäologe John George Samuel Brinson. Von 1946 bis Mitte der 60er Jahre wurde die Nekropole ausgegraben, in der sich auf etwa 2000 m² 34 Gräber fanden. Damit ist sie die bisher größte Nekropole der Gaudokultur. Auch hier wurden reichere Gräber als die von „Stammesführern“ (capotribù) gedeutet, wie etwa das Grab von Mirabella Eclano. Der Mann wurde anscheinend mit seinem Hund beigesetzt, dazu fanden sich vier Trinkgefäße, zwei steinerne und drei kupferne Dolche, 42 Pfeilspitzen, 36 Schaber, ein Bronzebeil – letzteres stammte vom Tyrrhenischen Meer und wird der Kultur von Rinaldone zugeordnet. Außerhalb der Gräber fanden sich Hinweise auf Opfer.
Sicher ist, dass die Menschen den Boden bewirtschafteten, aber es gibt auch Hinweise auf Hirten und Klanstrukturen. Ihre Kultur ist bis heute fast nur aus Nekropolen bekannt, die reich ausgestattet wurden, häufig mit Kupferobjekten, wie etwa Dolchen oder Köchern. In weichen Stein eingegrabene Familiengräber waren kennzeichnend für die veränderte Auffassung von der familiären Kontinuität und der Bedeutung der Vorfahren. Trinkgefäße wurden mitgegeben, möglicherweise zur Begrüßung der Ahnen, gelegentlich auch Fleischstücke von Rindern oder Schweinen. Die Gebeine der Verstorbenen mussten jeweils Platz für die nächsten Verstorbenen machen. Einzelgräber fanden sich in Colle Sannita, Tufara di Montesarchio, Faicchio, Camposauro, bei Sessa Aurunca, Caiazzo, bei Gesualdo, Avella, Montecorvino-stazione, auf Ischia und in Neapel.
Die Keramik trägt den Namen Piano Conte nach einem Fundort auf Lipari, wo sie erstmals auftauchte.
Die älteste Kultur der sizilianischen Kupferzeit ist die Conca-d’Oro-Kultur aus dem 3. Jahrtausend v. Chr. Diese im Nordwesten der Insel nachweisbare Kultur brachte Keramiken mit einfachen Linien und Punktreihen hervor. Auch Glockenbecher gelangten nach Westsizilien.

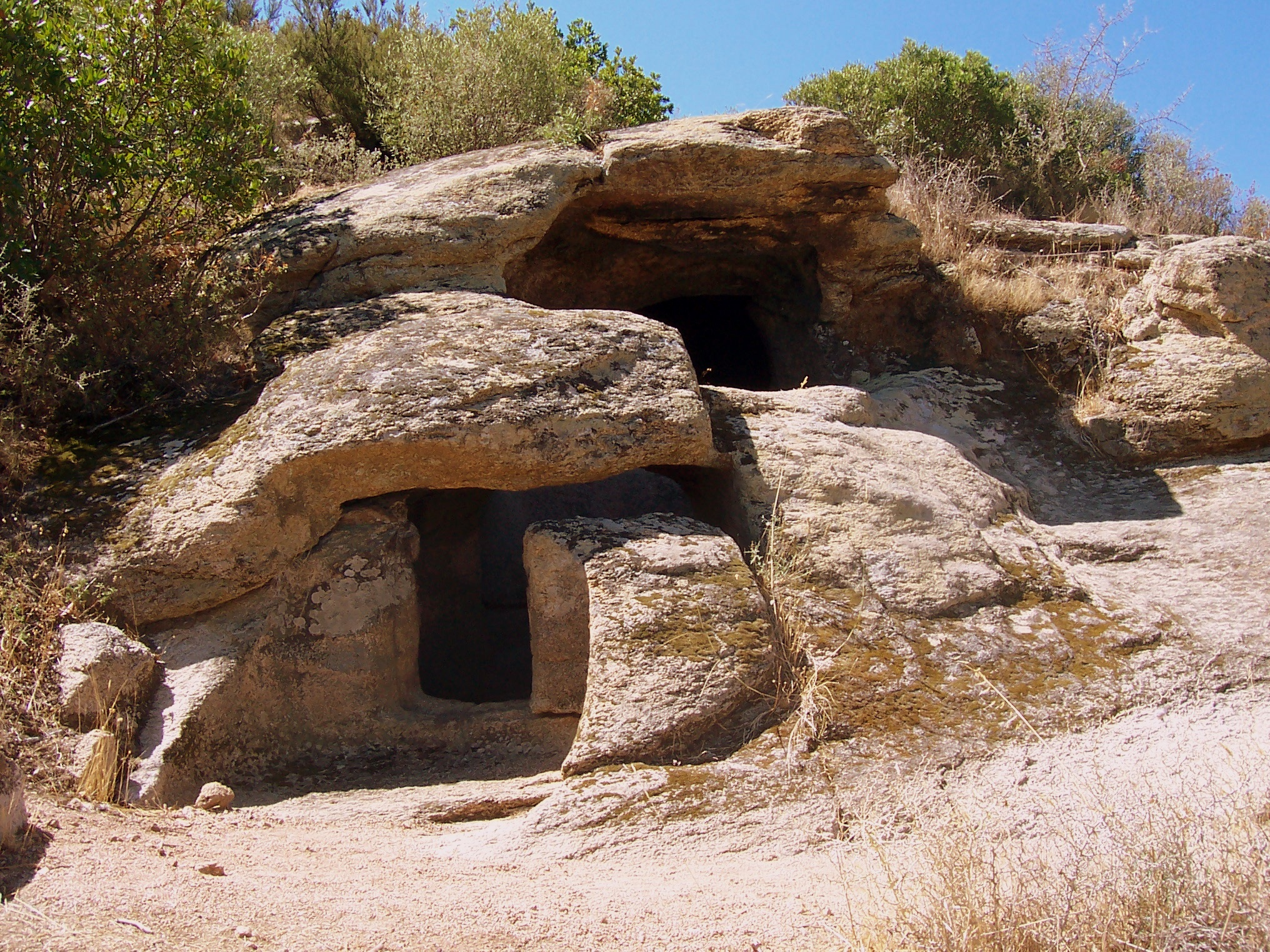
Eine Domus de Janas (Haus der Feen) aus der Nekropole von Lotzorai auf Sardinien

Im voll entfalteten Äneolithikum finden sich neben der Gaudo-Kultur die Andria-Kultur in Apulien und in der Basilikata, Rinaldone in Latium und Toskana, Vecchiano in der nordwestlichen Toskana, Ortucchio im oberen Zentralapennin und die Conelle-Kultur im adriatischen Mittelitalien. Im Norden unterscheidet man eine ganze Reihe von kulturellen Gruppen, darunter die Spilamberto-Gruppe in der Emilia, die Remedello-Gruppe in der östlichen Po-Ebene und die Civate-Gruppe in den Alpen. Auf Sardinien folgte den endneolithischen Kulturen von Su Caroppu und Filiestru die Bono-Ighinu-Kultur, zu der man inzwischen auch die Ozieri-Kultur rechnet (4700 bis 4000, bzw. 4200 bis 3000? v. Chr.). Kennzeichnend sind neben unbefestigten Dörfern die sogenannten Perda fitta, unbearbeitete Menhire, die meist weniger als mannshoch sind, deren größter allerdings 5 m aufragt.
Im Norden kann der als „Ötzi“ bekannte Mann vom Tisenjoch, der 1991 entdeckt wurde, der Kupferzeit zugerechnet werden, zumal er ein Beil bei sich trug, das aus besonders reinem Kupfer bestand. Er gehörte einer Hirtenkultur an, die in der warmen Jahreszeit ihre Rinder- und Schafherden in den höheren Lagen der südlichen Alpen weidete.
Im äußersten Nordwesten fanden sich Überreste einer Megalithkultur, wie etwa die Anlage von Saint-Martin-de-Corléans bei Aosta. Sie reicht bis in die Zeit zwischen 3000 und 2750 v. Chr. zurück und war bis etwa 1900 v. Chr. in Gebrauch. Dabei weist sie neben Grabstätten verschiedener Art Stelen von bis zu 4,5 m Höhe auf.
Die neben dem Metallgebrauch sehr viel auffälligere und massenhaft fassbare Veränderung ist der Gebrauch von Keramik, die ab etwa 4500 v. Chr. regelmäßig gestempelt oder gerieft auftritt. Bemalte Keramik hingegen verschwindet weitgehend. Hinzu kommt Viehwirtschaft mit wechselnden Weiden (Transhumanz), deren Ausmaß jedoch mangels ausgedehnter landwirtschaftlicher Umgebung, die mit ihr in wirtschaftlicher Wechselbeziehung steht, geringer war, als lange angenommen wurde. Allem Anschein nach waren die Menschen weniger häufig krank, die Zähne aufgrund ausgeglichenerer Ernährung gesünder, die Menschen waren ein wenig größer als in den davorliegenden Phasen. Auch entwickelten und verbreiteten sich Webtechniken, was die Kleidung anpassungsfähiger machte. In Ledro fand sich ein erster Nachweis dafür, dass Zugtiere eingesetzt wurden. Doch blieben große Teile Nord- und Mittelitaliens ganz überwiegend bewaldet. Dort nahm die Jagd anscheinend zu. Die Dörfer im Süden sind äußerst selten fassbar, während die Ortelle- und die Ortucchio-Kultur große Dörfer kennen. Weiter im Norden wurden die kleinen Dörfer wohl nur saisonal bewohnt, die Bedeutung der Viehherden, eher Schafe und Ziegen, nahm zu.

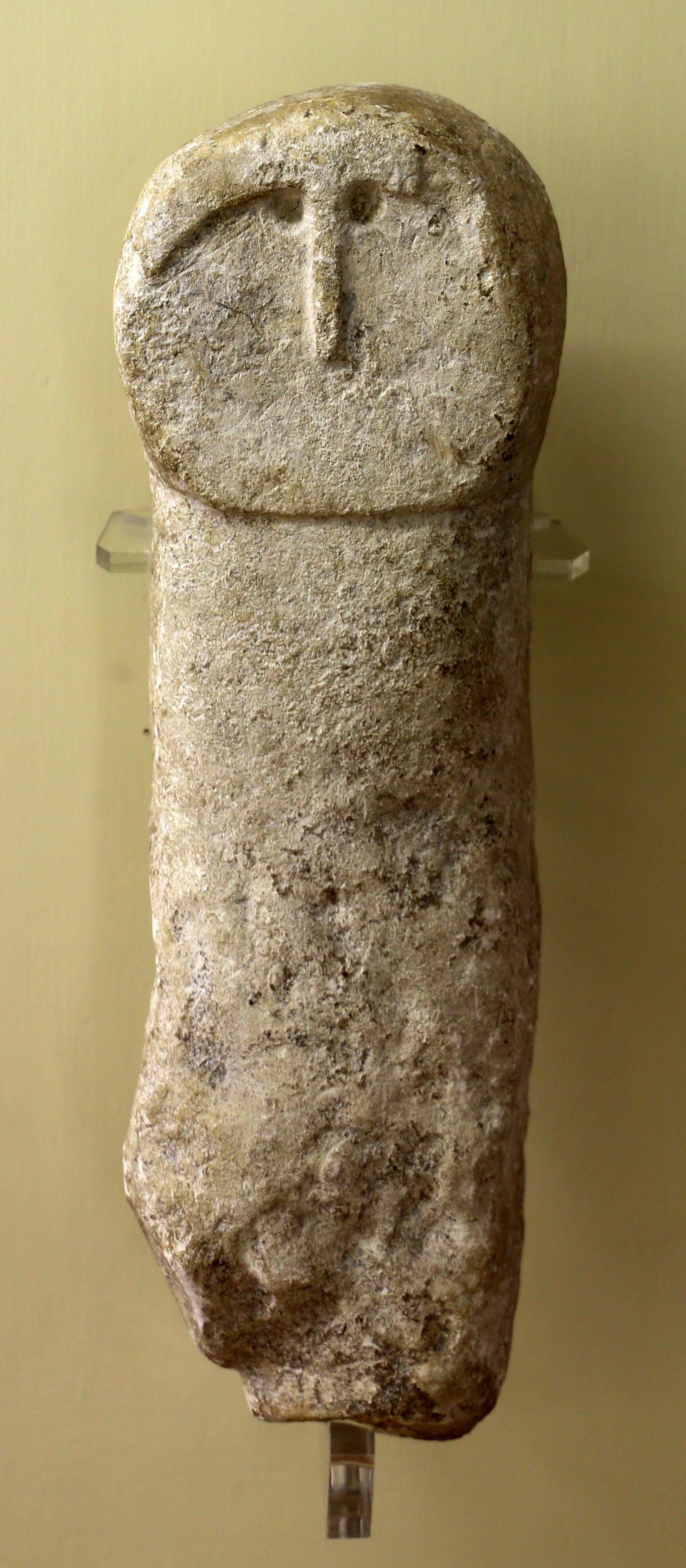
Statuette aus Sant’Anna d’Alfaedo, Museo di Storia Naturale, Verona

Erstmals entstanden Statuen, die zwar noch keine Monumentalwerke waren, aber dennoch mit 31 und 35 cm Größe wie im Falle der Statuen aus Apulien (Arnesano) und dem Veronese (Sant’Anna d’Alfaedo) nicht mehr einfach in der Hand zu halten waren wie in den vorangehenden Zeiten, in denen die Statuen wesentlich kleiner waren. Nun entstanden stelae mit kosmologischen Attributen, schließlich anthropomorphe stelae wie in der Lunigiana. Anscheinend wurden sie zwischen den Siedlungen aufgestellt, gelegentlich in Gruppen, wie in Osimo. Sie dienten möglicherweise als Wegweiser, Grenzmarken oder Markierungen zur Erinnerung, vielfach wurde über Mutter- oder Ahnenkulte spekuliert.
Grabbeigaben wurden sehr viel feiner bearbeitet und bestanden meist aus Kupfer, Flint oder Knochen, wobei die Steinbearbeitung eine hohe Kunstfertigkeit erreichte, die sich in Projektilspitzen und Beilen zeigte. Im Gegensatz zum Neolithikum wurden den Männern nun durchgängig Waffen beigelegt, eine Tradition, die bis zum Ende der Eisenzeit anhielt. Sie markiert darüber hinaus erstmals eine erkennbare, grundlegende Unterscheidung der männlichen und weiblichen Rollen im religiösen Denken, wie sie in weiten Teilen Europas im 3. Jahrtausend v. Chr. sehr viel deutlicher erkennbar ist. So wurden zwischen Mittelrussland und den Westalpen männliche Gräber als „rechte Hocker“, also mit angezogenen Beinen auf der rechten Seite liegend, angelegt, weibliche hingegen als „linke Hocker“. Zugleich lag der Kopf stets im Osten. Hingegen waren in dem riesigen Raum zwischen Marokko und Großpolen die Köpfe Nord-Süd ausgerichtet, dort waren die Männer „linke Hocker“ und die Frauen „rechte“. Waren die ersteren Gräber mit Äxten und schnurkeramischen Gefäßen ausgestattet, so bargen letztere kupferne Dolche und Glockenbecher. Dabei kam es in Italien, das sich nicht nur hierin vom Rest Europas unterschied, weder zu einer Monumentalisierung noch zu erkennbaren Zentralorten, denen umgebende Orte zugeordnet waren. Eine formale Schichtung oder Machtverteilung ist nicht erkennbar, weder innerhalb der Gruppen, noch zwischen den Ansiedlungen.
Der Handel wurde anscheinend intensiviert und bezog sich auf prestigeträchtige Güter wie Kupfer, Flint oder Obsidian, doch wurden sie nicht als Besitz akkumuliert, sondern zwecks Ansehensgewinn weitergereicht. Möglicherweise dienten sie aber auch zeremoniellen Abschlüssen von nun weiter ausgreifenden Sozialsystemen und deren Sicherung. Diese Weiträumigkeit der Beziehungen könnte auch für die erkennbar zunehmende Ähnlichkeit der materiellen Kultur der Grund sein. So ist die Lagozza-Keramik in ganz Mittel- und Norditalien von großer Einheitlichkeit. Zudem wurden Mitte des 4. Jahrtausends steinerne durch metallene Prestigeobjekte weitgehend verdrängt.
Neben diesen Veränderungen gibt es aber zahlreiche Elemente von großer Kontinuität, wie etwa den Gebrauch von Ocker in den Grabstätten. Von einem Bruch kann also keine Rede sein, sondern von beständiger Kontinuität in der langsamen Veränderung.
Seit der Besiedlung vor 5000 v. Chr. gehörten Süditalien, Sizilien und Malta einer übergreifenden Kultur an, der Stentinello-Kultur. Nun begann der südlichste Ausläufer der süditalienischen Kulturen vollkommen eigene Wege zu gehen. Während man für Italien von der Kupferzeit spricht, bezeichnet man auf Malta die Zeit zwischen spätestens 3600 und 2400 v. Chr. als Neolithikum. Dort entstanden mehrräumige, monumentale Tempelbauten, die nicht als Begräbnisstätten fungierten.

## Bronzezeit

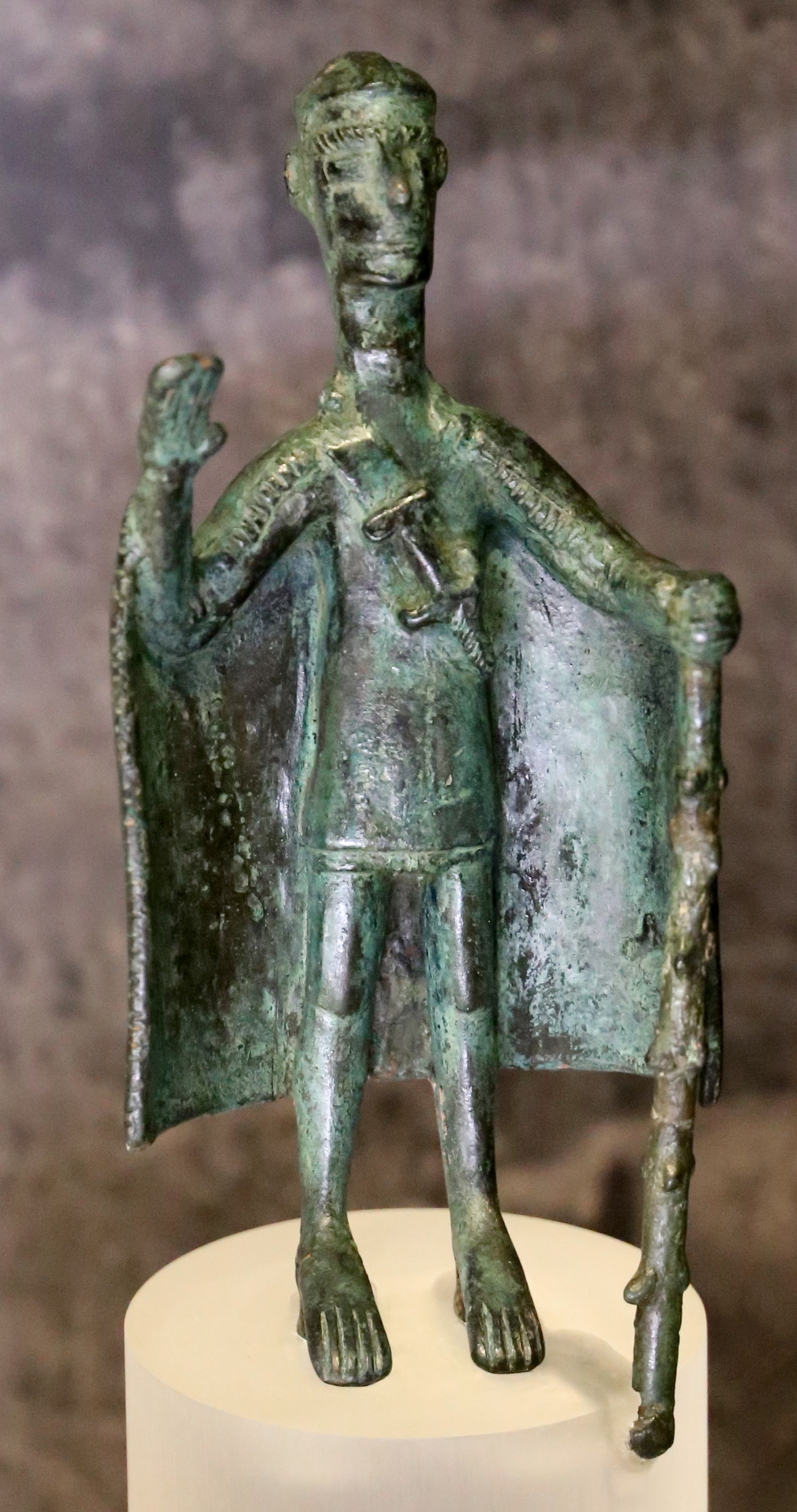
Sardische Bronzestatuette, Cagliari, Museo Archeologico Nazionale

Die Bronzezeit setzt um 2300 v. Chr. ein, nach anderen Autoren um 2200. Dabei sind in Italien zahlreiche Kulturen erkennbar, deren Zuordnung zu den Völkern, die in den frühesten Schriftquellen auftauchen, nicht immer gesichert ist. In der Mitte der Bronzezeit kam es zudem zu starken Völkerbewegungen, die sich archäologisch vor allem in Dorfbefestigungen niederschlagen.

### Indogermanen
Wann und im Rahmen welcher Kultur(en) die Indogermanisierung Italiens erfolgte, ist bisher unzureichend erforscht. Eine 2012 veröffentlichte glottochronologische Arbeit datiert den Zerfall der Kelto-Italischen Gemeinschaft auf die Mitte des 3. Jahrtausends v. Chr. Das würde mit der Annahme David W. Anthonys übereinstimmen, der diesen Zerfall zunächst mit „Spät-Baden“ datiert, aber die weitere Ausbreitung in den Norden der Apenninhalbinsel erst viel später im Rahmen der Urnenfelder- und Villanovakultur annimmt.

### Periodisierung
Üblicherweise werden vier Phasen unterschieden: die Frühe Bronzezeit (etwa 2300–1700 v. Chr.), die Mittlere (1700–1350), die Jüngere (1350–1150) und die Späte Bronzezeit bzw. Endbronzezeit (1150–950). Bzgl. Sizilien und der Liparischen Inseln wird von manchen Autoren die frühe Bronzezeit bis zum Ende der Castelluccio- bzw. Capo-Graziano-Kultur um die Mitte des 15. Jahrhunderts ausgedehnt.
Die frühe Zeit ist im Norden von der Polada-Kultur gekennzeichnet, deren Dörfer sich überwiegend an See- und Flussufern finden. Das vor und nach dieser Phase dicht besiedelte Po-Gebiet scheint in dieser Zeit nur dünn besiedelt gewesen zu sein. In Dörfern wie am Ledrosee, in Rivoli und am Monte Covolo fand die Bronzebearbeitung statt, und es wurden Depotfunde gemacht, die als Lager von Händlern gedeutet werden, wie etwa bei Savignano oder Pieve Albignola.
Mittelitalien ist im Osten von der Ripatransone-Kultur gekennzeichnet, der die Montemerano-Scoglietto-Palidoro-Kultur folgte. Die Weidewirtschaft nahm hier weiter zu, befestigte Plätze lassen sich nachweisen, Funde wie die Tomba della Vedova (Witwengrab) belegen eine stärkere soziale Differenzierung. Bei Ponte San Pietro wurde anscheinend die Frau des Verstorbenen geopfert, ein Hund bewachte den Eingang des Grabes.
In Süditalien folgte der frühbronzezeitlichen Laterza- die Palma-Campania-Kultur. Orte wie Toppo Daguzzo (bei Melfi) in der nördlichen Basilikata könnten erste Zentralorte gewesen sein. Funde wie im sizilianischen La Muculufa (bei Butera) belegen Oliven- und Weinanbau. Auf Sizilien schließlich breitete sich die Castelluccio-Kultur in den Mittel- und Südostteil der Insel aus. Während einige Orte wie Branco Grande mit Mauern umwallt waren, waren im Westen Orte wie Manfria offenbar unbefestigt. Unsicherheit herrschte auch auf den Liparischen Inseln, wo unbefestigte Orte zugunsten von leichter zu verteidigenden aufgegeben wurden.
In der mittleren Po-Ebene wurden in der mittleren Bronzezeit Siedlungen wie Lagazzi del Vhò aufgegeben. Stattdessen entstand unmittelbar nördlich Castellaro del Vhò. Im Osten entstanden befestigte Dörfer, die als castellieri bezeichnet werden. In der Emilia kam es zu einer erheblichen Erhöhung der Dorfzahlen, die bis zu einem Dorf pro 25 km² reichten, wie Ausgrabungen um Santa Rosa di Poviglio (Terramare-Kultur) erwiesen. Trotz der offenkundig zunehmenden Komplexität der Orte lässt sich noch immer keine Hierarchisierung erkennen. Im Apenningebiet entstand eine Art Arbeitsteilung zwischen Transhumanz und Getreideanbau in den Sommermonaten. Dabei spielten neben Schafen und Ziegen nun auch Schweine und Rinder eine größere Rolle. Bezeichnend ist, dass nur in diesem Teil Italiens keine Güter aus der Ägäis gefunden wurden, so dass man von einem nur gering entwickelten Handel ausgeht. Drei monumentale Gräber bei Toppo Daguzzo zeigen jedoch eine ausgeprägte Hierarchisierung, wie im ganzen Süden der Halbinsel. Während im Osten Siziliens halbkreis- und kreisförmige Hütten von einem Mittelpfosten getragen wurden, entstand mit Thapsos eine offenbar durch ostmediterrane Elemente mitgeprägte Siedlung, die in ihrer zweiten Phase (ab dem 14. Jahrhundert v. Chr.) nicht nur rechteckige Gebäude besaß, sondern bereits proto-urbane Strukturen aufweist. Sie weisen formale Ähnlichkeiten mit Städten in Boiotien auf. Es handelte sich wahrscheinlich bereits um eine Seefahrer- und Händlerstadt. Ein weiterer Knotenpunkt des Seehandels war Cannatello im Süden Siziliens, wo unter anderem Artefakte mykenischer, zypriotischer, maltesischer und sardischer Herkunft ans Licht kamen. Auf den Liparischen Inseln entstanden große Dörfer mit bis zu 50 Häusern, wie Punta Milazzese auf Panarea. Die Akropolis von Lipari weist am Ende dieser Phase (ca. Mitte des 13. Jahrhunderts) starke Zerstörungsspuren auf.
Zwischen etwa 1350 und 1150 v. Chr. war Norditalien eher von Kontinuität geprägt. Die Gräber von Canegrate setzten die Anlagen der mittelbronzezeitlichen Scamozzina-Monza-Gruppe fort. Sie zeigten starke Einflüsse von jenseits der Alpen. Orte wie Boffolora umfassten bereits eine Fläche von 5 ha. Außer im mittleren Oberitalien herrschten Siedlungen auf erhöhtem, trockenem Land vor. Santa Rosa di Poviglio im Po-Gebiet wuchs von einem auf sieben Hektar an, Fondo Paviani war 16 Hektar groß, Case del Lago sogar 22,5. Es ist aber nicht gesichert, ob es sich nicht um Fluchtdörfer handelte. Um 1200 v. Chr. verschwand das Pfahlsiedlungsgebiet, die Bevölkerungszahl ging stark zurück. Bisher einziger Indikator für einen Zusammenhang mit dem Zusammenbruch der mykenischen Palastkultur ist der Gebrauch von dort übernommener Maße. Im Apenninbereich wurden die Dörfer gleichfalls größer und befestigt, in Latium und in der Toskana entstand eine erkennbare hierarchische Beziehung zwischen den Dörfern. In den Tolfabergen geht dies wohl auf eine Kupferlagerstätte zurück. Vielfach wurden in Grabstätten Verbände an gemeinsamer Stätte beigesetzt, vielleicht Familien.

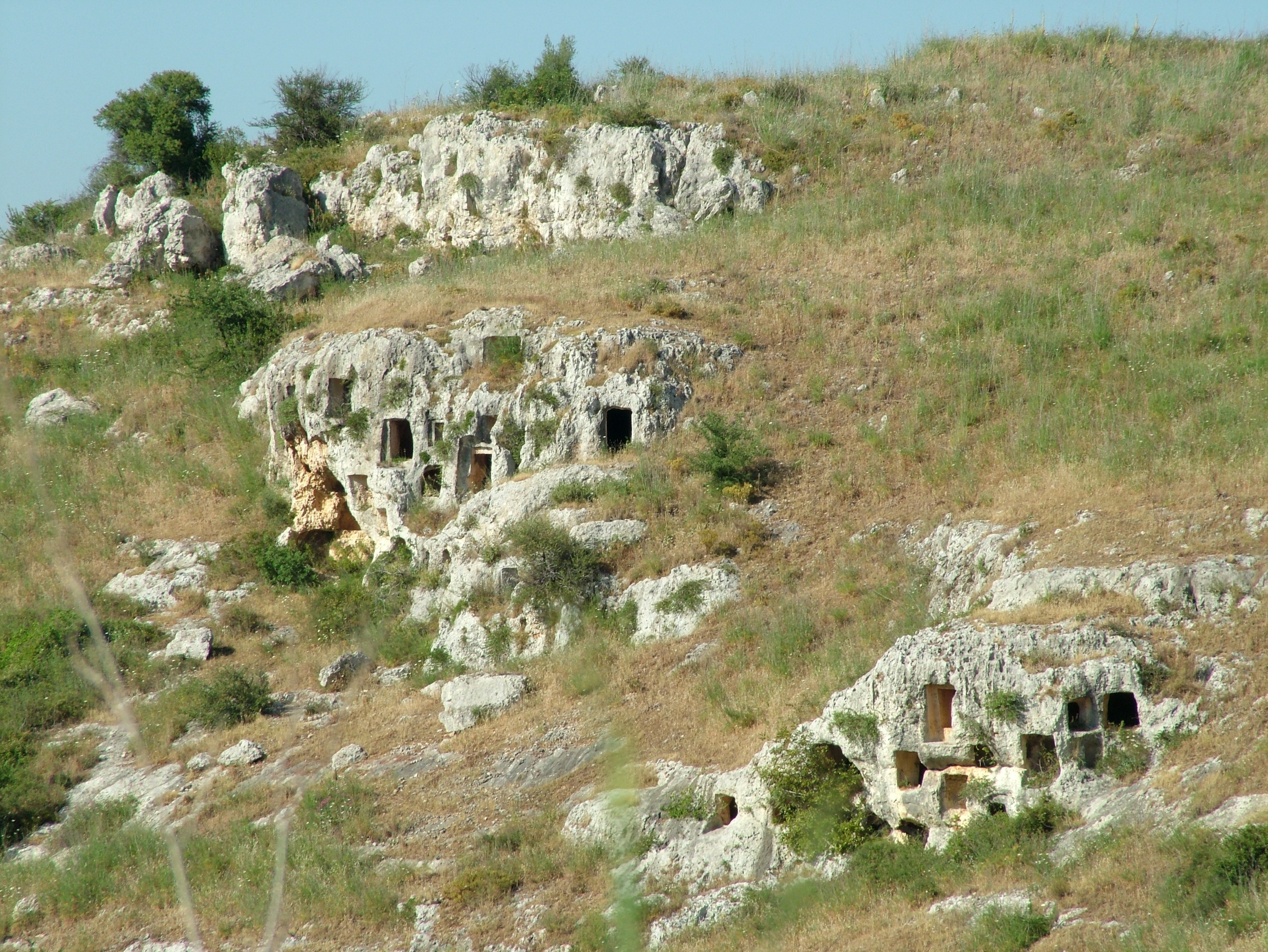
Die sizilianische Nekropole von Pantalica

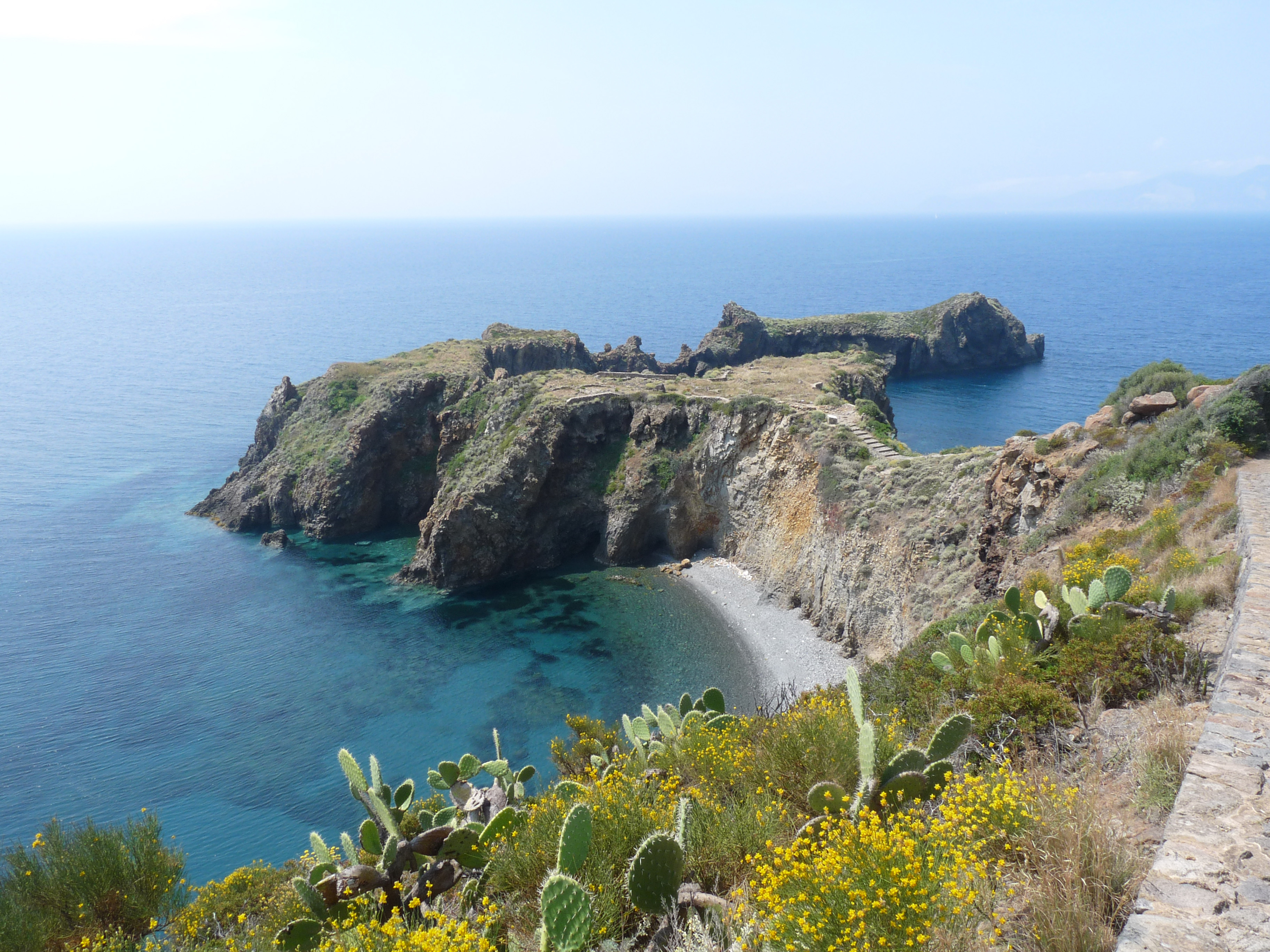
Blick auf Punta Milazzese, ein Dorf auf Panarea, das als Zwischenhandelszentrum fungierte und um 1400 v. Chr. zerstört wurde

In Apulien wurden im Gegensatz zum Norden einige gewässernahe Siedlungen nicht aufgegeben, sondern stark befestigt, wie etwa Häfen (Porto Perone (bei Leporano), Coppa Nevigata, Scoglio del Tonno), bzw. mittelbronzezeitliche Befestigungen erneuert oder verstärkt (Roca Vecchia). Ebenso wie Vivara im Golf von Neapel weisen sie Spuren enger Kontakte in den ägäischen Raum auf. Die älteste späthelladische Keramik wurde in der Höhensiedlung Broglio di Trebisacce, rund zwei Kilometer landeinwärts des modernen Orts Trebisacce, in der Nähe von Sybaris gefunden. Sie stammte bereits aus der Mittleren Bronzezeit. Auf Sizilien wurden die küstennahen Orte im Osten um die Mitte des 13. Jahrhunderts v. Chr. vielfach aufgegeben und im Binnenland entstanden neue wie Panatalica, dessen Nekropole aus über 5000 Felskammergräbern bestand. Das höher gelegene Monte Dessueri war von einer steinernen Mauer umfasst. Der Zerstörung der Milazzese-Siedlungen auf den Liparischen Inseln folgte die Ausonische Kultur, die in zwei Phasen unterteilt wird: Ausonio I und II. Für die Zeit um 1200 v. Chr. sind durch Funde in Termitito (Gemeinde Montalbano Jonico) und im apulischen Coppa Nevigata erstmals domestizierte Esel nachgewiesen.
Die letzte Phase der Bronzezeit wird von der Proto-Villanovakultur beherrscht, die von Urnenfeldern mittel- und nordeuropäischer Art gekennzeichnet ist. Das mittlere Po-Gebiet scheint aufgegeben worden zu sein, Orte wie Grandi Valli Veronesi hielten sich dagegen noch einige Zeit lang, ebenso wie Fondo Paviani (16 ha), Fabbrica dei Soci (6 ha) oder Castello del Tartaro (11 ha). Auch hier finden sich nun Spuren spätmykenischer Keramik. Das 20 ha umfassende Frattesina an einem Seitenarm des Po bestand vom 12. bis 9. Jahrhundert. Glas und glasierte Keramik, Gegenstände aus Knochen und Geweih, Bronze, Elfenbein und Eisen fanden sich; offenbar war der Ort eine Handelsdrehscheibe, denn es fanden sich auch Straußeneier, Bernstein usw. Ähnlich wie in Montagnana an der Etsch fanden sich spätmykenische und mykenisierende Scherben, zumeist wahrscheinlich Nachahmungen süditalienischer Herkunft. Dieser Ort war vermutlich der Vorgänger des eisenzeitlichen Este. Die Toskana und der südliche Alpenrand versorgten die Nachbargebiete mit Kupfer. In der Po-Ebene schwanden die Dörfer, Siedlungsverdichtungen fanden sich jedoch am Comer See und am Lago Maggiore.
Im Süden Italiens fanden sich zahlreiche Depots mit Beilen. Auf eine zunehmende Macht einer Kriegerelite deutet die größere Menge an Waffenbeigaben hin. Eine der frühesten Stätten der Eisenverarbeitung am Ende der Bronzezeit ist das kalabresische Broglio di Trebisacce. Die früher oftmals in Höhlen abgehaltenen Rituale und die Errichtung von Symbolen erfolgte zunehmend in der offenen Landschaft, wie etwa in Castelluccio dei Sauri. Weithin sichtbare Grabmäler wie in Pantalica betonten zunehmend das Individuelle des Todes. Auf Sizilien taucht erstmals zyprische Keramik auf, auch fand sich erstmals eine gepflasterte Straße. Lipari wurde wohl zum Zwischenhandelsposten nach Afrika.

### Kulturen

#### Süditalien
In Apulien stehen die einzigen Megalithen des festländischen Italien, sieht man von einer kleinen Gruppe von einfachen Steinkisten im Gebiet von Rom und Neapel (Pian Sultano), einem Tumulus in Ligurien und den Ausläufern der Schweizer Anlagen von Saint Martin de Corléans im Aostatal ab. Die etwa 80 bekannten Megalithanlagen des Bari-Taranto- und des Otranto-Typs (Megalithen in Apulien) reichen bis in die frühe Bronzezeit hinein. Hinzu kommen rund 100 Menhire und Hypogäen wie die von Trinitapoli.

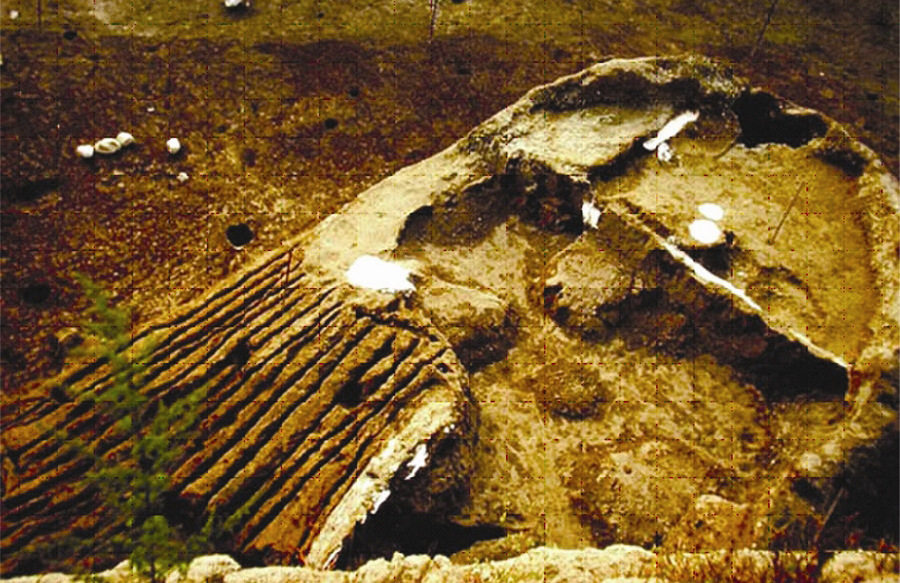
Haus in einem vom Vesuv unter Asche begrabenen Dorf bei Nola, ca. 1880 bis 1680 v. Chr.

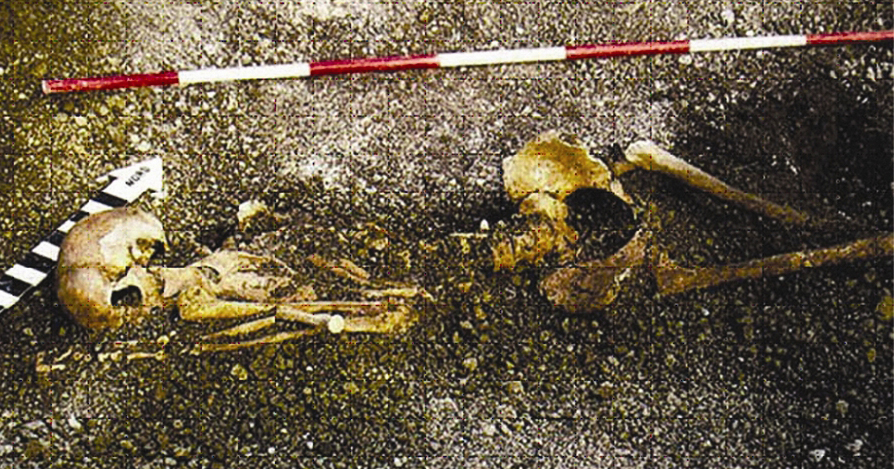
Überreste eines Menschen, der sich gegen das Ersticken gewehrt hat, wie die Haltung verrät, Avellino bei Nola

Bei Nola, 25 km östlich von Neapel, fand sich im Jahr 1995 ein Dorf, das zwischen 1880 und 1680 v. Chr. von einem gewaltigen Ascheregen aus dem Vesuv zerstört worden war. 2001 fand man zwei Brunnen, eine Tenne und drei ovale Hütten. Bei letzteren waren die Wände bis zu 1,5 m hoch erhalten, so dass sich die Bauweise partiell rekonstruieren ließ. Das größte Haus maß 17 × 9 m und besaß Wände aus einem Holzgerüst, das mit Schilfbündeln oder Binsenmatten gefüllt war. Die Dorfbewohner hielten Ziegen in Gattern, Zäune grenzten erstmals Grundstücke ab. Es fanden sich Mandeln, Pilze, Feigen und ausgespuckte Olivenkerne sowie Gerstenmehl, darüber hinaus eine 12 cm große tönerne Frauenfigur.
Im Tal des Sarno, etwa zehn Kilometer flussaufwärts von Poggiomarino, fand man 1996 Reste von Eichenstämmen. Sie bildeten das Fundament für die ersten bekannten Pfahlbauten Süditaliens, wie man sie aus dem Norden bereits kannte, aber auch vom Lago di Mezzano in Latium. Zwischen den mindestens acht Inseln, die bis 2003 ausgegraben waren, verliefen Entwässerungskanäle, von Brücken überspannt. Die Grabungsleiterin Claude Albore Livadie schätzte die Zahl der Einwohner auf 2000, in fast jeder Hütte wurde Bronze verarbeitet. Vom 17. bis zum 7. Jahrhundert v. Chr. bestand die „Bronzemetropole“, dann fiel sie einem Feuer zum Opfer. Anscheinend kam die Stadt ohne Verteidigungsanlagen aus.
Zur Zeit der griechischen Kolonisation lebten, antiken Quellen zufolge, die Messapier in Apulien, die Osker im süditalienischen Binnenland und die Griechen entlang der Küsten. Die Messapier kamen möglicherweise aus Illyrien und erreichten Apulien um 1000 v. Chr. Zu den apulischen Gruppen gehören neben den Messapiern die mit ihnen verwandten Daunier und Peuketier. Messapier, Daunier und Peuketier wurden in antiken Quellen als die drei Gruppen der Japyger angesehen.

#### Castelluccio-, Capo-Graziano-, Thapsos-Kultur (Sizilien, Liparische Inseln)

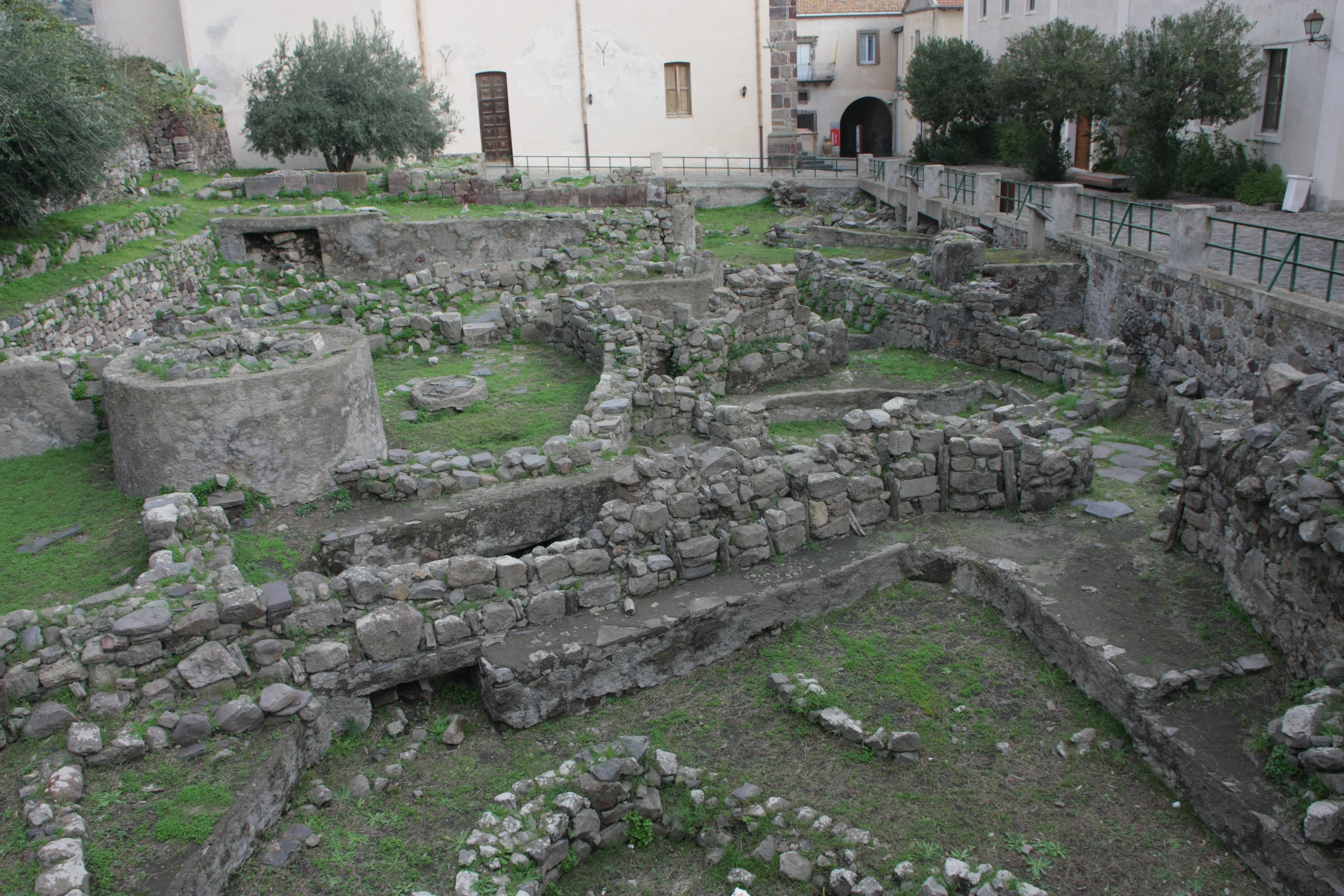
Ausgrabungsstätte auf Lipari (Parco archeologico)

Die Kultur von Castelluccio (2200–1450 v. Chr.) auf Sizilien, die Verwandtschaften zur mittelhelladischen Kultur des griechischen Festlands aufweist, und von Capo Graziano auf den Liparischen Inseln, etwas später die Thapsos-Kultur (ca. 1450–1270 v. Chr.) auf Sizilien und die ungefähr gleichzeitige, mit ihr eng verwandte, Milazzese-Kultur auf den Liparischen Inseln, die auch Ustica einschloss und nach Kalabrien ausstrahlte, entwickelten sich ab dem späten 3. Jahrtausend v. Chr. Sie sind auf Sizilien überwiegend durch Gräberfunde bekannt, auf den Liparischen Inseln vor allem durch Siedlungsfunde, und lassen eigenständige insulare Kulturen erkennen, die sich von denen des italienischen Festlands deutlich unterschieden. Die erste Phase der Capo-Graziano-Kultur (ca. 2200–1800 v. Chr.) ist durch Dörfer bestimmt, die weitgehend ungeschützt waren. Ab dem Beginn der zweiten Phase (ca. 1800–1430 v. Chr.) befinden sich die Siedlungen, die zumeist aus runden und ovalen Hütten bestehen, an natürlich sehr gut geschützten Orten, wie zum Beispiel die namengebende Siedlung Capo Graziano auf Filicudi oder die Siedlung auf der sogenannten Akropolis von Lipari. Auf Lipari wurde eine Nekropole mit etwa 30 Brandbestattungen entdeckt. Die Öffnungen der Urnen waren durch Steinplatten abgedeckt, teilweise fanden sich ein oder zwei Schalen oder Tassen als Grabbeigaben. Die Bestattungsriten offenbaren deutliche Parallelen zu denen der Nekropole von Tarxien auf Malta.

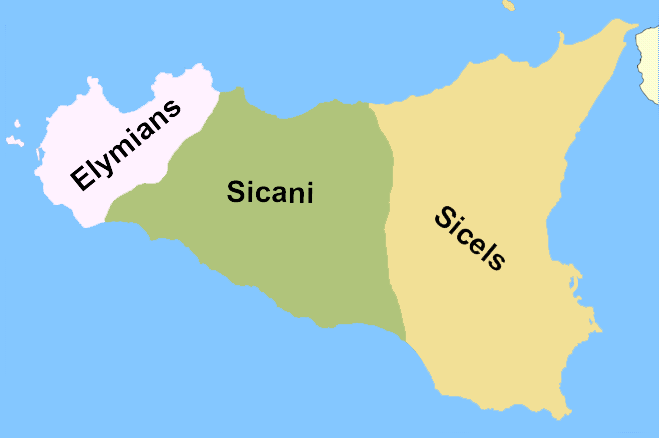
Die Stämme auf Sizilien vor Ankunft der Griechen

Castelluccio zeigt einen eigenständigen Grabtypus, nämlich die Bestattung in natürlichen Höhlen oder ovalen Gruben, die von Trockenmauerwerk eingefasst sind. In Baravitalla fand sich eine Nekropole mit etwa 80 Grabzellen; ein Dorf aus dem späten 3. Jahrtausend fand man 1982 bei La Muculufa in Zentralsizilien.
Als älteste namentlich bekannte Bewohner Siziliens gelten die Sikanen, die in befestigten Dörfern lebten. Ihr Siedlungszentrum soll Sant’Angelo Muxaro in der Nähe von Agrigent gewesen sein. Ab dem späten 2. Jahrtausend v. Chr. wurden sie von den in den Osten der Insel eingewanderten Sikelern immer weiter nach Westen verdrängt. Eine der Grabungsstätten, die diese beiden Gruppen überspannt, ist Morgantina; es gehörte in der frühen Bronzezeit zur Castellucio-Kultur, später lag es im Bereich der Thapsos-Kultur, während der Spätbronzezeit sind dagegen Elemente der Ausonischen Kultur deutlich fassbar, die ab ca. 1270 v. Chr. auf den Liparischen Inseln einsetzt, sich im Laufe der Zeit aber auch auf den Nordosten Siziliens ausgedehnt. Gleichzeitig siedelten sich im Nordwesten die Elymer an; ihre wichtigsten Siedlungen waren Eryx, Segesta und Entella. Ob die Sikanen aus Nordafrika, die Sikeler vom italienischen Festland und die Elymer aus Kleinasien kamen, wird seit langem diskutiert.

#### Bonnanaro- und Nuraghenkultur (Sardinien)

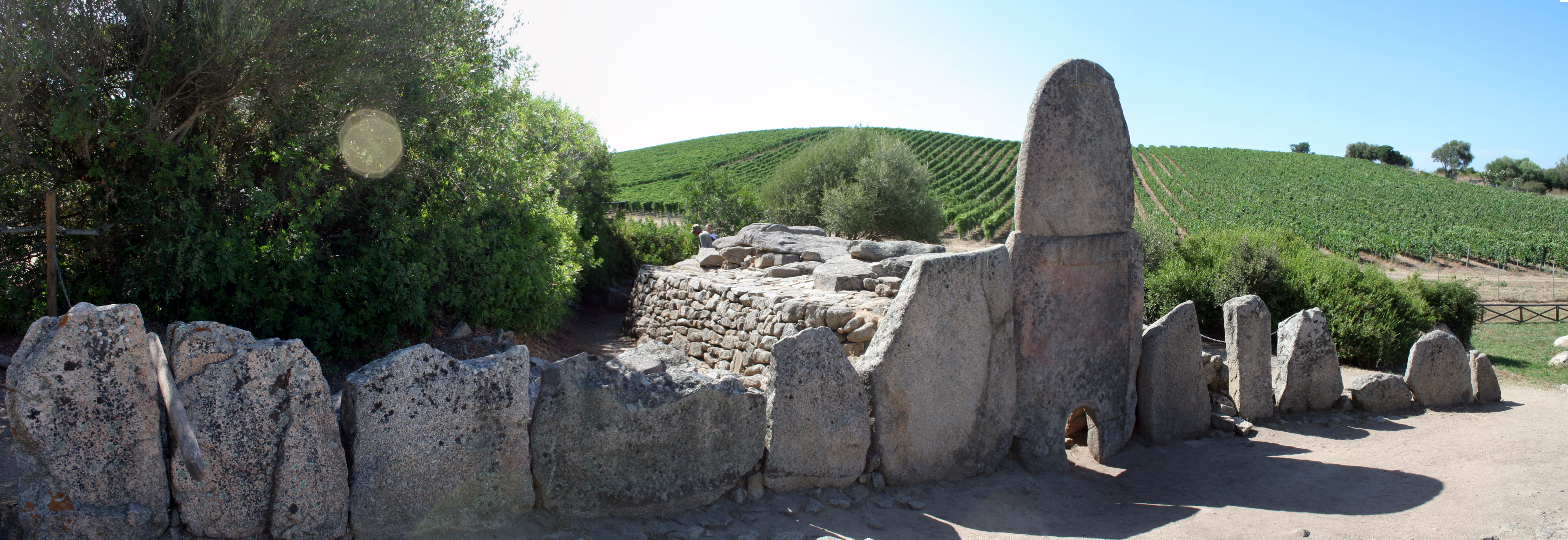
Das Gigantengrab von Coddu Vecchiu bei Arzachena, mit Portalstele, ist eine von mehr als 300 Anlagen dieser Art und gilt als die besterhaltene

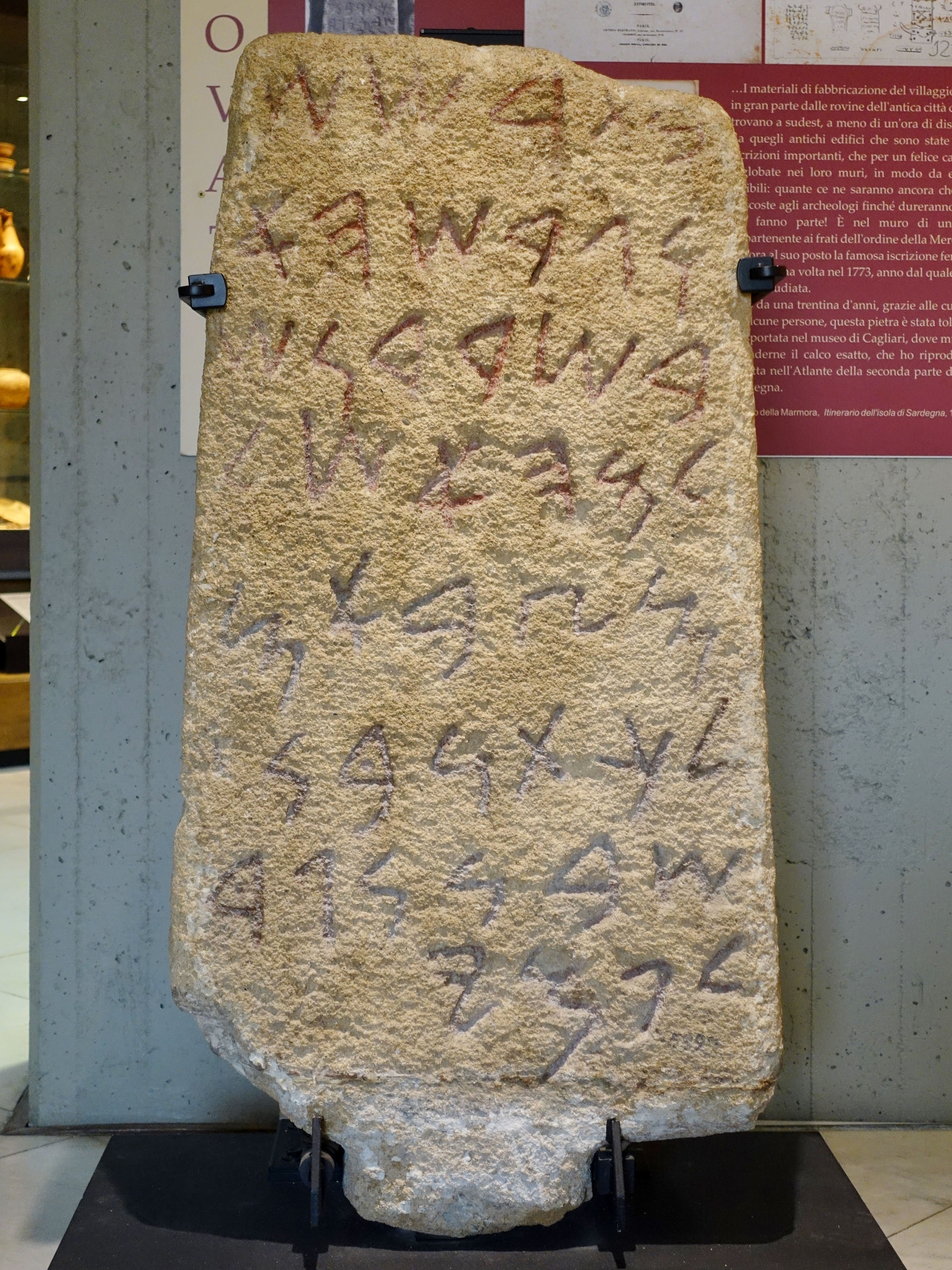
Die Stele von Nora trägt die älteste Inschrift im westlichen Mittelmeerraum, doch lässt sie sich nicht entziffern.

Den Übergang von der Kupfer- zur frühen Bronzezeit markiert auf Sardinien die Bonnanaro-Kultur ab 2200 v. Chr. Ihre Angehörigen nutzten als letzte in Italien Felskammern, wie in der Nekropole von Montessu, in Santu Pedru oder Sos Furrighesos. Am Monte d’Accoddi sind sie mit dem für diese Kultur typischen Dreifuß vertreten. In dieser Periode finden sich erste gestreckte Grabkammern als Vorboten der nuraghischen Gigantengräber der Tombe dei Giganti; außerdem entstanden Protonuraghen als Vorgänger der Tholosnuraghen.
Der Bonnanaro- folgte die Nuraghenkultur, die bis ins 4. Jahrhundert v. Chr. reicht, stellenweise sogar bis in römische Zeit. Sie begann als bronzezeitliche Kultur, entwickelte aber auch Techniken der Eisengewinnung und -verarbeitung. Möglicherweise gingen die charakteristischen Nuraghen aus Dolmen und Gigantengräbern der neolithischen Vorgängerkulturen hervor. Auf dem benachbarten Korsika finden sich etwa 800 Menhire, die meisten um Sartène, aber auch Dolmen, wie der von Fontanaccia und 42 Steinkisten.
Die Inselbewohner waren Händler und Seefahrer, und ihre Fernhandelskontakte reichten – wohl über mehrere Zwischenetappen – bis in die Nordsee und nach Ägypten. Ob sie mit den Scherden zu verbinden, die in Ägypten unter Ramses II. Hilfstruppen stellten und das Land zusammen mit anderen Seevölkern im frühen 12. Jahrhundert v. Chr. angriffen, ist strittig. Ab dem 9. Jahrhundert v. Chr. siedelten Phönizier auf der Insel, ab dem 7. Jahrhundert auch im Binnenland. Die ältesten Spuren einer dauerhaften phönizischen Ansiedlung stammen von der Stadt Sulki auf einer Insel vor der Südwestküste Sardiniens.

#### Apennin-Kultur
Die Apennin-Kultur war von Transhumanz geprägt. Daher bestanden neben kleinen Dörfern an leicht zu verteidigenden Stellen auch Sommerlager, die häufig bei oder in Höhlen standen oder an Felsüberhängen, die einen ausreichenden Witterungsschutz boten. Ihre Keramik wurde auch auf dem Kapitol in Rom entdeckt, ebenso wie auf den größeren Inseln vor der italienischen Küste. Sie weist meist Ritzverzierungen auf, bei der vor allem Spiral- und Mäanderbänder dominieren. Die Einritzungen wurden oft mit weißer Farbe oder weißer Paste gefüllt (s. Impasto-Keramik). Ganzkörperbestattung war üblich.
Einer umstrittenen Annahme zufolge stellten die Träger dieser Kultur eine der ethnischen Gruppen dar, aus denen später die Etrusker hervorgingen. Dabei hätten sich die Apenninen-Leute mit den als indogermanisch angenommenen Trägern der Villanovakultur aus dem Norden vermischt. Hinzu kamen nach dieser These Einwanderer aus der Ostägäis, die mit ihrer weiter entwickelten Kultur die entscheidenden Anstöße zur etruskischen Kultur gegeben haben sollen. In Luni sul Mignone (bei Blera), das schwedische Archäologen in den 1960er Jahren ausgruben, fand man mykenische Keramik aus dem 14.–12. Jahrhundert v. Chr. Darüber hinaus fanden sich dort Überreste dreier langrechteckiger Wohnhäuser, von denen eines rund 4 mal 42 m maß. Sie waren etwa 1,2 bis 1,8 m in die Erde eingegraben. Ob hier schon von einer etruskischen Bevölkerung gesprochen werden kann, ist unklar, die großen Mengen mykenischer Waren könnten auch Ausdruck intensivierten Handels mit Alaun sein, das in den benachbarten Tolfabergen reichlich vorkam und das sowohl zum Gerben als auch für Reduktionsprozesse in der Metallgewinnung gebraucht wurde. Nach 1200 v. Chr. finden sich Spuren der Apennin-Kultur nur noch in höher gelegenen Gebieten.

#### Ligurer

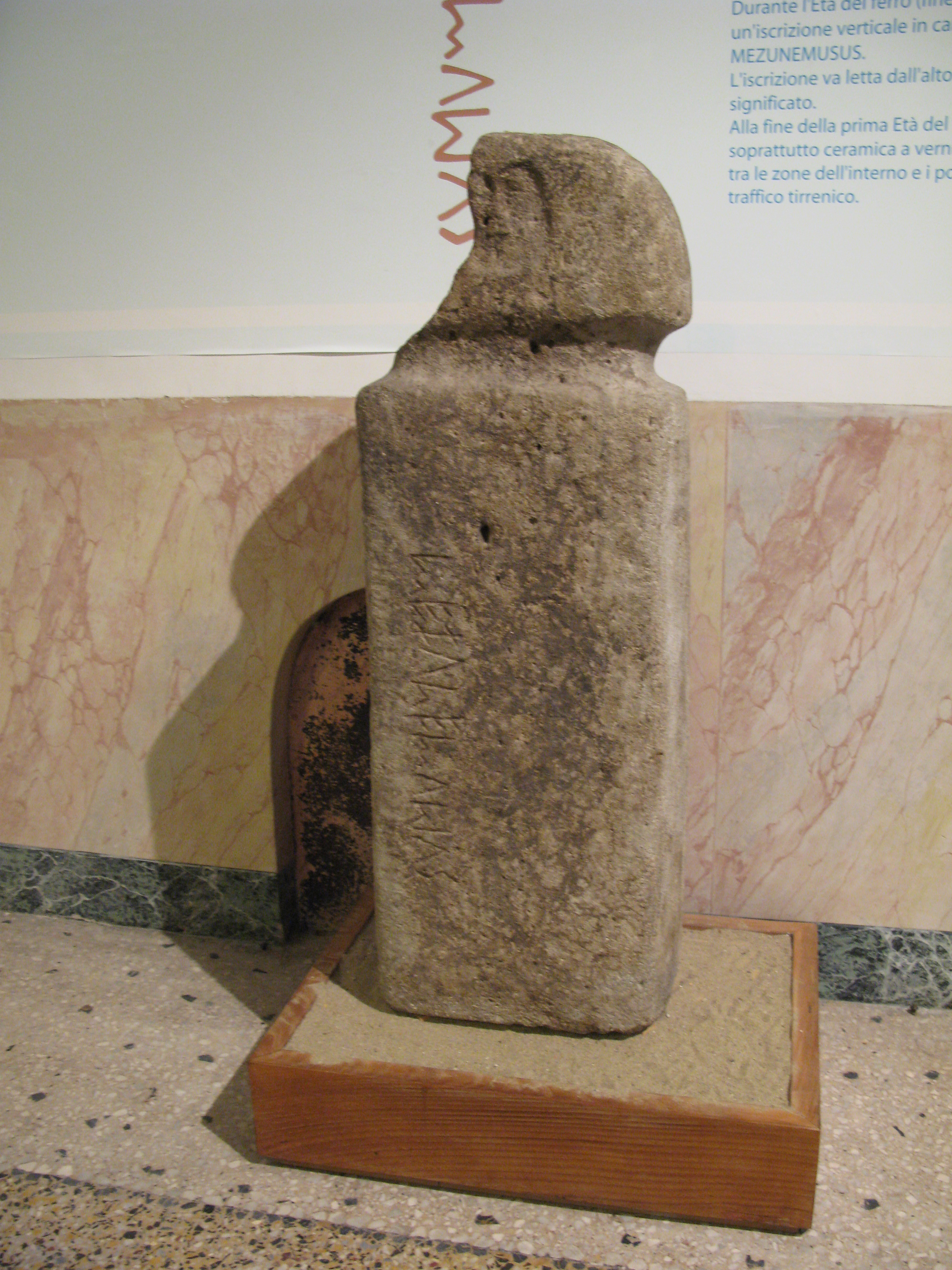
Die 1,08 m hohe Stele von Zegnago, entdeckt 1827, heute im archäologischen Museum von Pegli

1827 wurde bei Novà in der Provinz La Spezia eine erste Stele entdeckt, 1905 fanden sich bei Pontevecchio in der Gemeinde Fivizzano im Nordwesten der Toskana die ältesten Monumente dieser Art. Es handelte sich um neun Stelen, die in einer Reihe standen und auf den etwa 1750 m hohen Monte Sagro blickten. Die Monumente waren von einer Kultur hervorgebracht worden, die bereits seit vorneolithischer Zeit von ausgeprägter Weidewirtschaft und sehr starker Mobilität gekennzeichnet war. Zudem scheint es eine genetische Kontinuität mindestens vom Neolithikum zur Eisenzeit zu geben, was bestätigen würde, dass die Ligurer der letzteren Epoche tatsächlich zu den autochthonen Völkern zählten.
Mahlwerkzeuge lassen sich seit Anfang des 5. Jahrtausends nachweisen. Erst gegen Ende des Neolithikums kam es zu fortschreitender Entwaldung durch Brandrodung, so dass der Anteil der Getreideanbaugebiete zunahm. Dennoch blieb der Getreideanteil an der Ernährung vergleichsweise gering, so dass man von einem Überwiegen der Weidewirtschaft ausgeht. Dabei bedienten sich die Hirten bei der Futterbeschaffung für ihr Vieh weniger der Weiden als des Schneidens von Blättern aus den Baumwipfeln.
In Ligurien fand sich die älteste Kupfermine Westeuropas. Seit etwa 3600 v. Chr. wurde Kupfer am Monte Loreto gewonnen, ein begehrtes Handelsgut. Die Stollen im Berg, der im Hinterland von Sestri Levante im östlichen Ligurien liegt, wurden 1857 erneut angegriffen und erst gegen Ende der 1860er Jahre endgültig aufgegeben. Zuletzt gruben hier Archäologen von der University of Nottingham von 1996 bis 2001. Ihre Datierungen zeigten, dass in der Mine bis etwa 2800 v. Chr. gearbeitet wurde. Nur 6 km entfernt liegt eine zweite, ähnlich alte Kupfermine, die von Libiola. Von diesem Fundort ist allerdings nur der Eichengriff einer Spitzhacke erhalten, der auf 3500 bis 3100 v. Chr. datiert werden konnte.

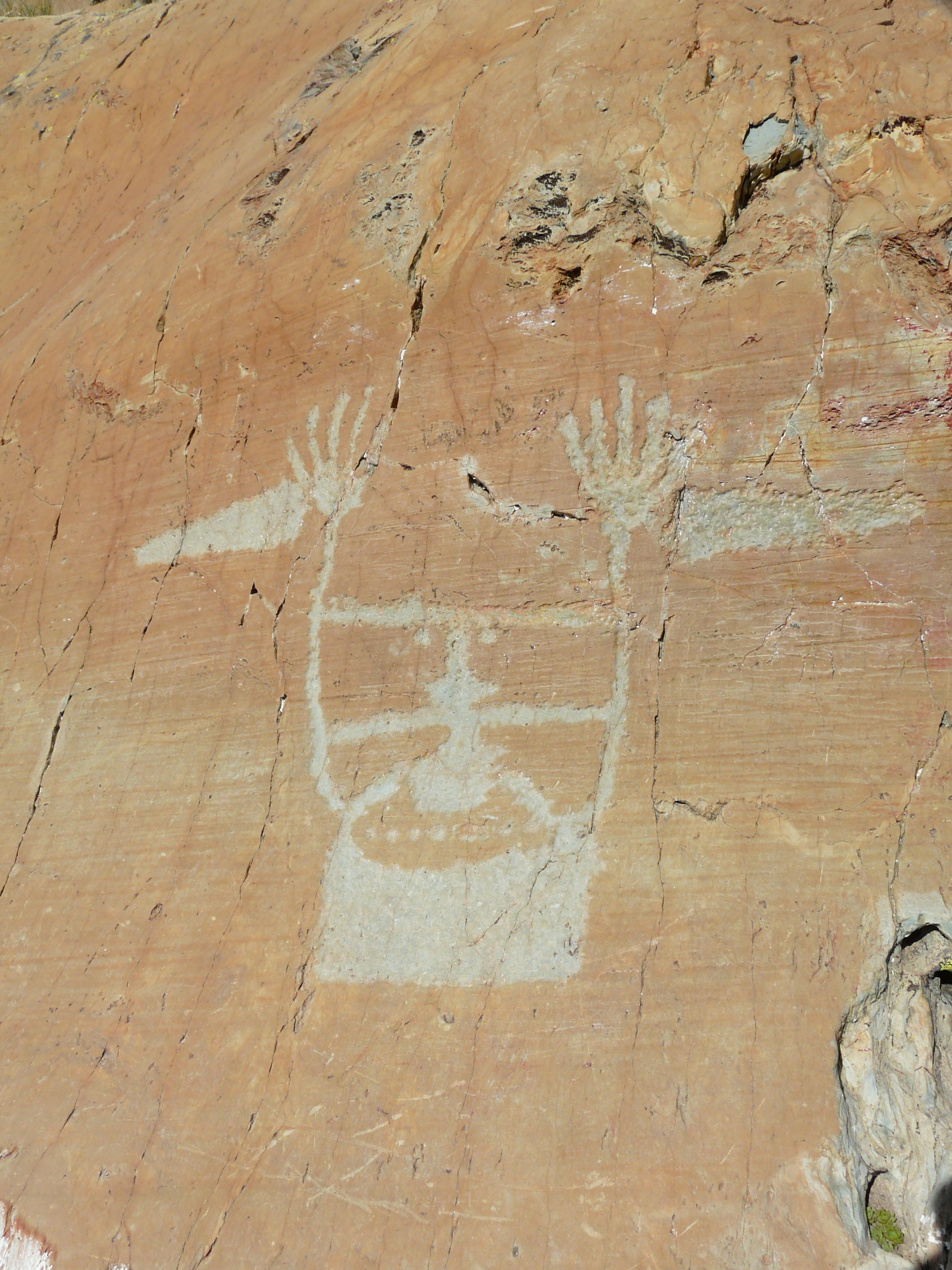
Steinritzung am Monte Bego

Am Monte Bego westlich von Tenda, seit 1947 zu Frankreich gehörend, fanden sich über 40.000 Petroglyphen, deren älteste in die Zeit zwischen 2800 und 1300 v. Chr. datiert wurden. Der britische Forscher Clarence Bicknell (1842–1918), der sich als erster mit ihnen befasste, nannte das Gebiet Valle delle Meraviglie („Tal der Wunder“). Die Steinritzungen wurden zwar bereits im 17. Jahrhundert beschrieben, doch erst 2007 konnte das Museum Monaco die Funktion einiger der in 2000 bis 2600 m Höhe befindlichen Felsbilder bestimmen. Demnach handelt es sich um einen Sonnenkalender.
Nördlich von Sanremo fanden sich 1984 zwei Tumuli, von denen einer in die späte Bronzezeit datiert werden konnte. Mit diesem Dolmen di Borgio Verezzi ließen sich Beziehungen zur Megalithik in Südfrankreich und zur Toskana herstellen. Er ist 2,1 m breit, 1,9 m tief und 1,1 m hoch.

#### Terramare-, Proto-Golasecca-, altvenetische Kultur (Po-Ebene)
Die Terramare-Kultur in der Po-Ebene entstand im 17. bis 13. vorchristlichen Jahrhundert. Die Siedlungen waren befestigt, ihre Bewohner lebten in Pfahlbauten, die bereits seit Mitte des 19. Jahrhunderts beforscht werden und die demnach bis in das Mittlere Neolithikum zurückreichen. Diese Häuser standen meist auf dem festen Land, waren rechteckig und die Siedlungen wiesen rechtwinklige Wegegrundrisse auf. Möglicherweise waren sie in der Emilia Gebäude für Zwischenhändler mit eigenen Lagern für Güter des Fernhandels wie baltischem Bernstein oder Zinn aus dem Erzgebirge, das durch das Valcamonica und über den Po in die Adria und bis nach Griechenland und in den Nahen Osten gelangte. Als Träger dieser Kultur gelten inzwischen die alteuropäischen Ligurer, die als das älteste Volk Italiens angesehen werden, und weniger indoeuropäische Zuwanderer, wie lange vermutet wurde. Wichtigster Fundort sind die von 1969 bis 1976 ausgegrabenen Siedlungen im Torfmoor von Fiavé, das sporadisch bereits ab dem Mesolithikum begangen wurde. Die Pfahlbauten von Fiavé waren sowohl dem See als auch festem Untergrund angepasst. Ähnlich bedeutend ist Lavagnone bei Desenzano del Garda am Gardasee, das bis etwa 2050 v. Chr. zurückreicht (Lavagnone 1), eine Zeit, mit der man eher die Zuwanderung aus dem mittleren Donauraum verbindet (Polada-Kultur). Lavagnone 2 wurde 65 Jahre lang bewohnt, Lavagnone 3 wurde um 1984 v. Chr. begonnen. Ebenfalls im Gardasee-Bereich, wo sich die meisten Siedlungen fanden, befindet sich La Quercia di Lazise. Über die Gesellschaftsstruktur dieser Gruppen lassen sich bisher nur wenige generelle Aussagen treffen.

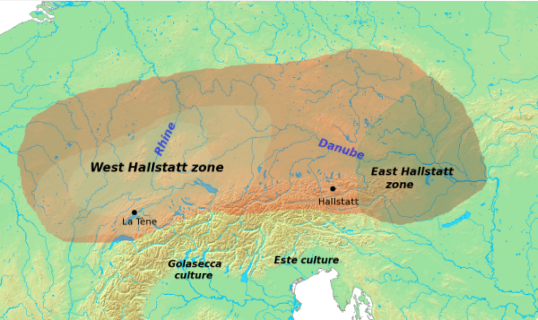
Die Golaseccakultur am Südrand der Hallstattkultur

Die Porot- und die Golasecca-Kultur entstanden in der späten Bronzezeit ebenfalls in der Po-Ebene (1200 bis 800 bzw. bis zum 4. Jahrhundert v. Chr.). Ihr Name geht auf ein Dorf im Ticino-Gebiet zurück. Sie erstreckte sich zwischen Po, Sesia und Serio, und bestand vom 9. bis zum 4. Jahrhundert v. Chr. Ihr voraus ging die Proto-Golasecca-Kultur, die mit dem 12. Jahrhundert einsetzte. Auch nach den Kelteneinfällen der Zeit um 390 bis 380 v. Chr. bestand die Kultur fort. Ihre Angehörigen betrieben Handel mit den Etruskern und später auch den Griechen und nordwärts bis in das Gebiet der Hallstattkultur und ins Baltikum.
Reste von Pfahlbauten bei Oppeano ließen sich auf etwa 1400 bis 1300 v. Chr. datieren. Urnen und Metallgegenstände legten die Existenz von Nekropolen nahe, die sich im Gebiet der Mortara, bei der Ca’ del Ferro und der Ca’ del Franchino fanden. Oppeano gilt neben Este und Padua als eines der Zentren der alt-venetischen Kultur. Die Funde sind weit verstreut und befinden sich in Rom, Este, Verona, Legnago oder Florenz, wo sich der Bronzehelm von Oppeano befindet. Am Ende der Bronzezeit setzte ein Urbanisierungsprozess ein, wobei Oppeano eine Fläche von 80 ha aufwies. Die Veneter waren die Träger der Este-Kultur (ab 10. Jahrhundert). Die in den antiken Quellen genannten Veneter sind aber erst ab dem 6. Jahrhundert sicher als nordöstliche Nachbarn der Etrusker fassbar. Von ihnen waren im Jahr 2006 mehr als 370 Inschriften bekannt, deren älteste um 550 v. Chr. entstand und sich auf dem Kantharos-Gefäß von Lozzo findet.

#### Castellieri-Kultur (Istrien, Venetien)
Die Castellieri-Kultur entstand auf Istrien und dehnte ihren Einfluss Richtung Dalmatien, aber auch ins Friaul und nach Julisch Venetien aus. Sie bestand vom 15. bis zum 3. vorchristlichen Jahrhundert. Charakteristisch waren die Kastelle oder befestigten Dörfer, die der Kultur ihren Namen gaben. Sie waren von einer oder auch mehreren Wällen umgeben, wobei sie in Istrien und Julisch Venetien eher rund, im Friaul aber rechteckig waren. Ähnlichkeiten mit mykenischen Bauwerken gaben Anlass zu Spekulationen über entsprechende Wanderungswellen aus Griechenland.
Etwa hundert dieser Dörfer sind bekannt. Zu ihnen zählt der Limski-Kanal im mittleren Westen Istriens, Monkodonja bei Rovinj, Jelarji bei Muggia, Monte Giove bei Prosecco (Triest) und San Polo unweit von Monfalcone. Das größte dürfte Nesactium in der Nähe von Pula gewesen sein.

#### Canegrate-Kultur (Lombardei, Piemont, Tessin)
Die Kultur von Canegrate erhielt ihren Namen nach dem gleichnamigen bei Mailand gelegenen Dorf, in dem etwa 50 Gräber mit Keramik- und Metallbeigaben gefunden wurden. Diese Kultur entstand im 13. vorchristlichen Jahrhundert und dauerte bis in die Eisenzeit an. Ihr Zentrum lag in der westlichen Lombardei, im östlichen Piemont und reichte nordwärts bis ins Tessin.
Die Canegrate-Kultur, deren Angehörige wohl aus der alpinen Zone zugewandert waren, weist bei der Terrakotta-Herstellung große Ähnlichkeit mit Funden in der Provence, Savoyen, Isère, Wallis, am Oberrhein und im Osten Frankreichs auf.

#### Laugen-Melaun-Kultur (Südtirol, Trentino)
Die Laugen-Melaun-Kultur gehört bereits der mittleren und späten Bronze- und frühen Eisenzeit an. Sie entstand im Verlauf des 14. Jahrhunderts v. Chr. und wird nach zwei Fundorten bei Brixen benannt; ihre Spuren fanden sich im Trentino, in Süd- und Osttirol sowie in Teilen Graubündens. Möglicherweise brachten Zuwanderer eine andere Keramik und die Brandbestattung in Urnen mit. Diese Kultur könnte auch der Ausgangspunkt der Urnenfelderkultur sein. Die Fundstelle Gamberoni bei Eppan, im Osttiroler Raum Nußdorf-Debant, Flums-Gräpplang im Alpenrheintal und das Gräberfeld von Pfatten bei Bozen waren die wenigen größeren Grabungen in der Region. 1997 bis 2003 wurde am Ganglegg bei Schluderns im Vinschgau erstmals eine bronze-urnenfelderzeitliche Siedlung mitsamt Opferplatz systematisch ergraben. Der Platz hatte offenbar zentralörtliche Funktionen, was auf einen weiträumigen Zeremonialverband schließen lässt. Der zeitliche Beginn der Kulturgruppe durch Importe konnte erstmals gezeigt werden. Die Entwicklung einer am Bergbau hängenden Führungsschicht ist noch weitgehend unerforscht; Ähnliches gilt für den transalpinen Handel. Neuere Untersuchungen am Schlern, wo eine seit langem als Brandopferplatz gedeutete Stelle in über 2500 m Höhe seit dem 17. Jahrhundert v. Chr. genutzt wurde, lassen Kulturimporte erkennen.

## Eisenzeit

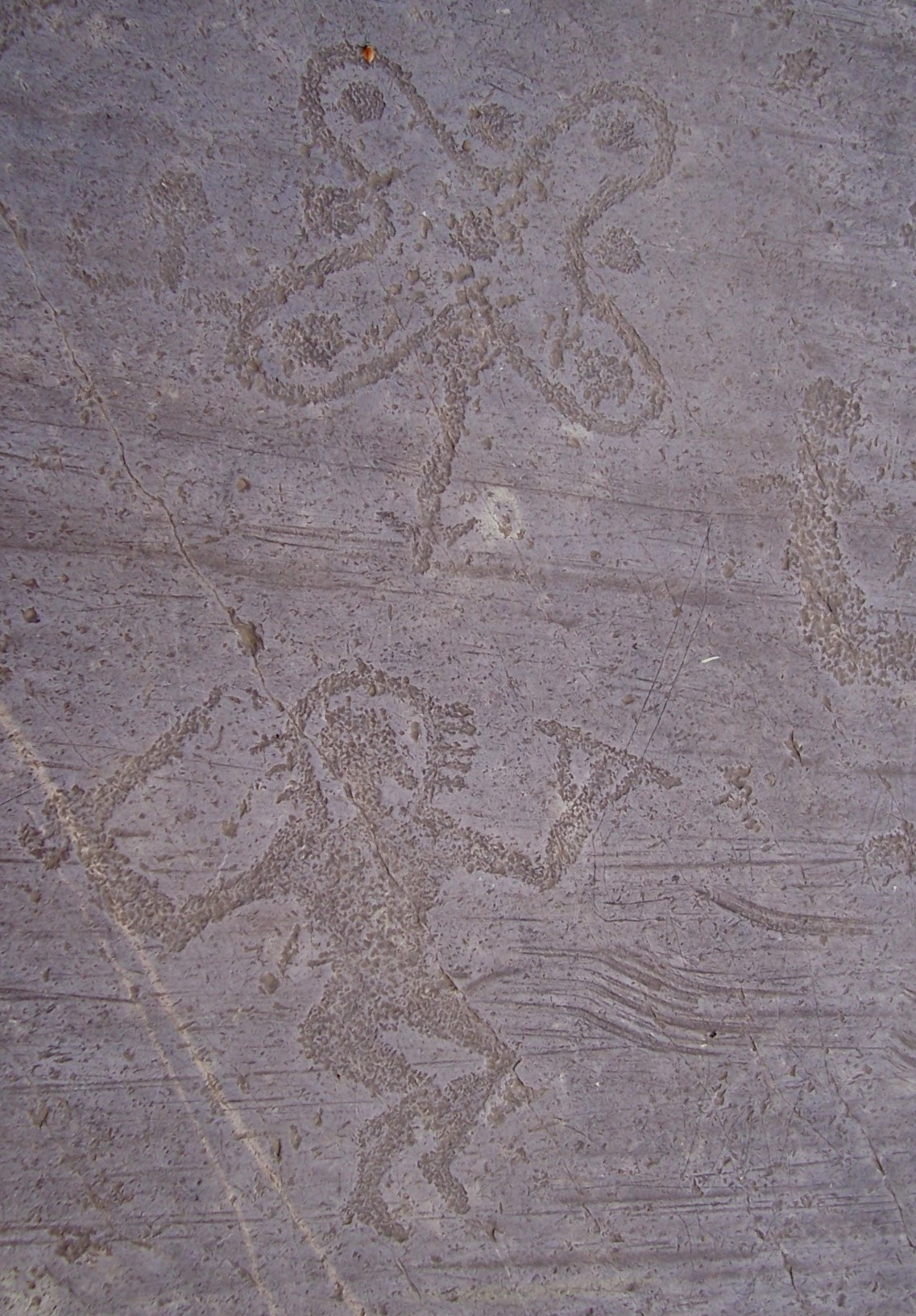
Felszeichnungen im Valcamonica

Die Eisenzeit, gelegentlich auch die späte Bronzezeit, gilt als Formatierungsphase der Stämme, die in den Quellen erscheinen. Zugleich kolonisierten Gruppen aus Griechenland die südlichen Küstensäume. Die Bevölkerungszahl stieg im Süden auf rund 10 Einwohner pro km².
Der Handel wurde weiträumiger und intensiver, die Differenzen im Reichtum offenkundiger, und die Entwicklung zu proto-urbanen Strukturen beschleunigte sich. Hinzu kommt, dass die Methoden der Archäologie zunehmend durch historische Quellen ergänzt werden können. Spätestens ab dem 8. Jahrhundert kam es zu verstärkten Einfuhren aus dem Osten sowie zu Nachahmungen. Es entstanden fürstlich-aristokratische Führungsschichten, wobei besonders diejenigen der Toskana expandierten und eine interne Hierarchie der Zentren erkennbar wird. Dort sowie in Latium und Kampanien entstanden Städte, die ihren Einfluss weit über das unmittelbare Umland ausdehnten. Die griechischen Stadtstaaten expandierten im Süden und auf den Inseln. Im Norden kam es durch Kelten, im Süden durch Osker und Umbrer zu Völkerbewegungen größeren Ausmaßes.
In Italien wird die Grenze zwischen preistoria und protostoria manchmal bereits am Übergang von der Jungsteinzeit zur Frühbronzezeit gezogen, spätestens aber am Beginn der Eisenzeit; in Deutschland reicht die Ur- und Vorgeschichte bis zur römischen Besetzung, die Frühgeschichte gar bis in karolingische Zeit.

### Zuwanderung und Binnendifferenzierung, ethnische Zuordnung

Grobes Raster der Völker im eisenzeitlichen Italien

In den Quellen erscheinen Ligurer (sie lebten im heutigen Ligurien, im südlichen Piemont und an der Küste Südfrankreichs), Sikeler und Sikanen als autochthone Völker, während alle anderen zugewandert sind.
In der Forschung leitete Giovanni Patroni 1937 auf der Basis linguistischer Untersuchungen mehrere Invasionswellen vor allem indoeuropäischer Völker ab (Storia politica d’Italia. La preistoria). Dem widersprach 1947 Massimo Pallottino (L’origine degli Etruschi), der von einer nach und nach erfolgten Binnendifferenzierung ausging. In populärwissenschaftlichen Darstellungen wird bis heute vielfach ein vereinfachender Zusammenhang zwischen, manchmal gar eine untrennbare Einheit von Ethnie, Sprache und Kultur hergestellt. Zwar gilt die Sprache vielfach als Signum einer ethnischen Zugehörigkeit, doch bedingten Gefangenschaft, Exogamie, Handelskontakte usw. vielfach Mehrsprachigkeit, wie etwa im Falle eines Kelten, der sich im Venetien des 6. Jahrhunderts als Sprecher von fünf Sprachen bezeichnete (pompeteguaios). Dennoch wird das Konzept von Völkerbewegungen weiterhin verfolgt.
Bis heute sind viele der Völkerbewegungen in Italien ungeklärt. So waren die Camunni im Valcamonica von unbekannter Herkunft. Auch die römischen Autoren wussten nicht mehr sicher, wie die Stämme einzuordnen waren. Folgt man Plinius d. Ä., waren die Camunni Euganeer (Naturalis historia, III 133–134), nach Strabo jedoch handelte es sich bei ihnen um Räter (Geografie IV 6,8). Ob sie wiederum Jäger und Sammler in diesem Tal in der Lombardei verdrängt haben, ist unklar. Sie haben vor allem zahlreiche bemalte Felsen hinterlassen.
Den Römern galten die Aborigines, die frühesten Einwohner Latiums, zusammen mit den Trojanern als gemeinsame Vorfahren. Dabei muss allerdings klar sein, dass für die römische Geschichtsschreibung die Historie, insbesondere bei Cato, ein Mittel war, um zwei Dinge zu zeigen. Zum einen war Rom seiner Ansicht nach zur Vorherrschaft prädestiniert, zum anderen wurden Sitten (mores) und charakterliche Eigenschaften, entweder verachtete zur Abschreckung oder erstrebte zur Ermunterung, den verschiedenen Ethnien zugewiesen. Ligurer waren bei Cato Lügner, die Latiner hingegen die tapfersten Männer. Ethnisierung wurde zum Instrument historisch-politischer Indoktrination.

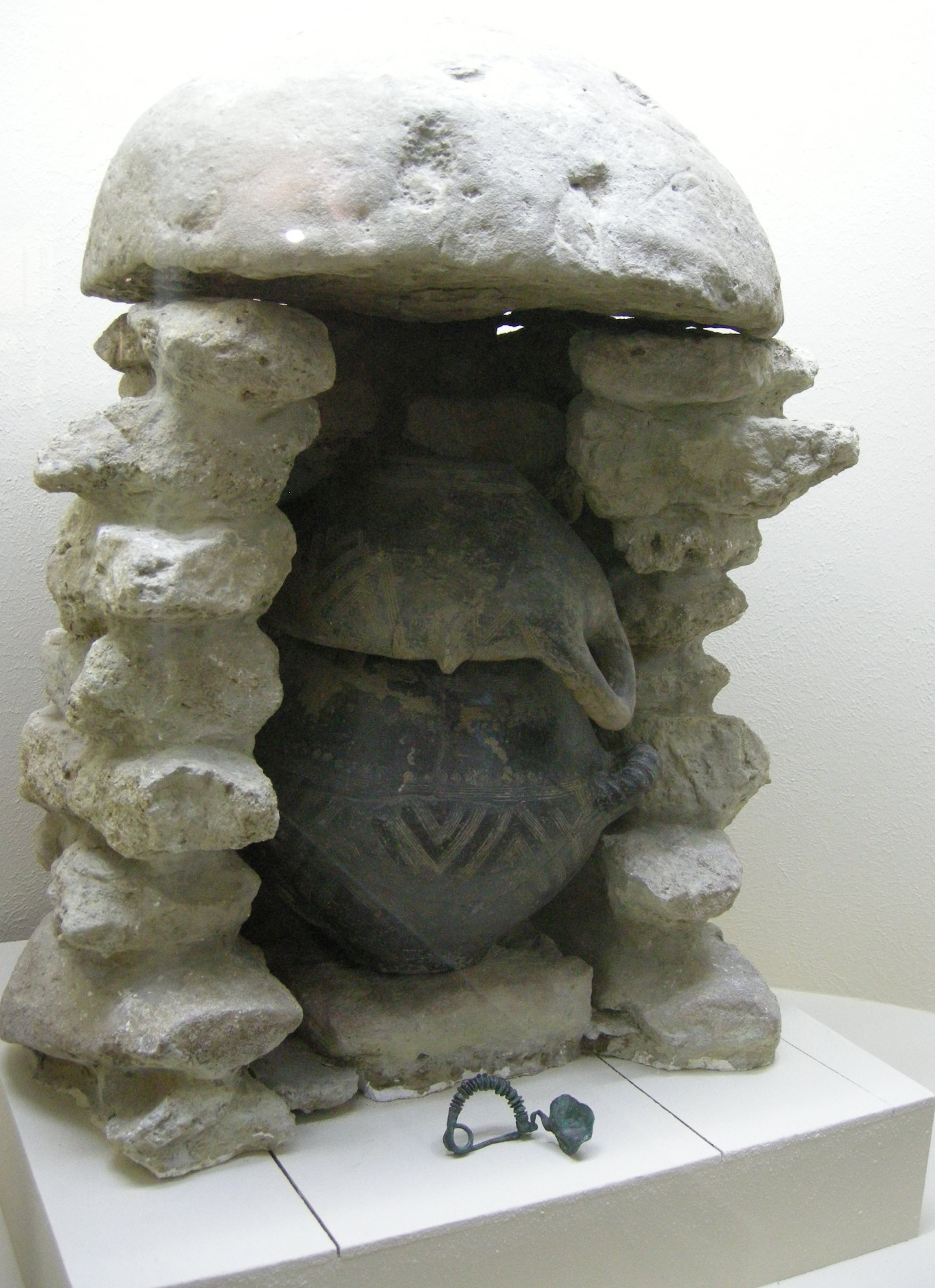
Villanova-Grab aus dem 9. Jahrhundert v. Chr., Museo Guarnacci in Volterra

Um übereilten Zuordnungen archäologischer Kulturen zu bestimmten ethnisch-politischen Formationen zu entgehen, bleibt die heutige Forschung weitgehend bei modernen Bezeichnungen, die sich von frühen oder bedeutenden Fundorten ableiten.

#### Alpenraum
Die Fritzens-Sanzeno-Kultur (ab dem späten 6. Jahrhundert v. Chr. erkennbar, einheitliche Kultur ab etwa 450 v. Chr.) löste in Südtirol und im Trentino die späten Stufen der Laugen-Melaun-Kultur und der sich nördlich anschließenden Inntalkultur ab. Ihre Träger ließen sich als Räter identifizieren. Sie wurden während der römischen Feldzüge in den Alpen und ihrem Vorland im Jahre 15 v. Chr. ausgelöscht, wie einige andere Völker auch. Wichtige Fundorte sind Sanzeno im Nonstal, eine Siedlung am Ganglegg in Schluderns im Vinschgau, das Rungger Egg in Seis am Schlern, die Großdörfer in Brixen-Stufels im Eisacktal und die Gräberfelder von Pfatten im Etschtal und Moritzing nahe Bozen. Dabei ließen sich nach Isotopenuntersuchungen am Leichenbrand (die Angehörigen der Kultur verbrannten ihre Toten seit der Mitte des 5. Jahrhunderts v. Chr.) von 92 Individuen keine Mobilität von Norden über die Alpen nach Süden feststellbar. Demnach waren Wanderungsbewegungen kein Faktor bei der Ausbreitung der Fritzens-Sanzeno-Kultur.

#### Kelten
Gegen Ende des hier zu behandelnden Zeitraums veränderte sich die ethnische Zusammensetzung Norditaliens noch einmal grundlegend durch zuwandernde Kelten. Erste Spuren keltischer Einwanderer im vor allem etruskisch geprägten Oberitalien sind ab dem 6. Jahrhundert v. Chr. nachweisbar. Titus Livius (V 33f.) berichtet, dass zur Zeit des Königs Lucius Tarquinius Priscus, also um 550 v. Chr., in Gallien eine Übervölkerung und daher Hungersnot eingetreten sei und dass sieben Keltenstämme über die Alpen nach Italien gezogen seien. Auch Justin (XXIV 4,1) berichtet davon und nennt die Zahl von 300.000 Kelten. Da es nun auf beiden Seiten der Alpen Gallier gab, wie die Römer die Kelten nannten, nannten sie das von ihnen eroberte Gebiet Gallia cisalpina. Von dort griffen sie unter Brennus (wahrscheinlich 387/386 v. Chr.) Rom an.

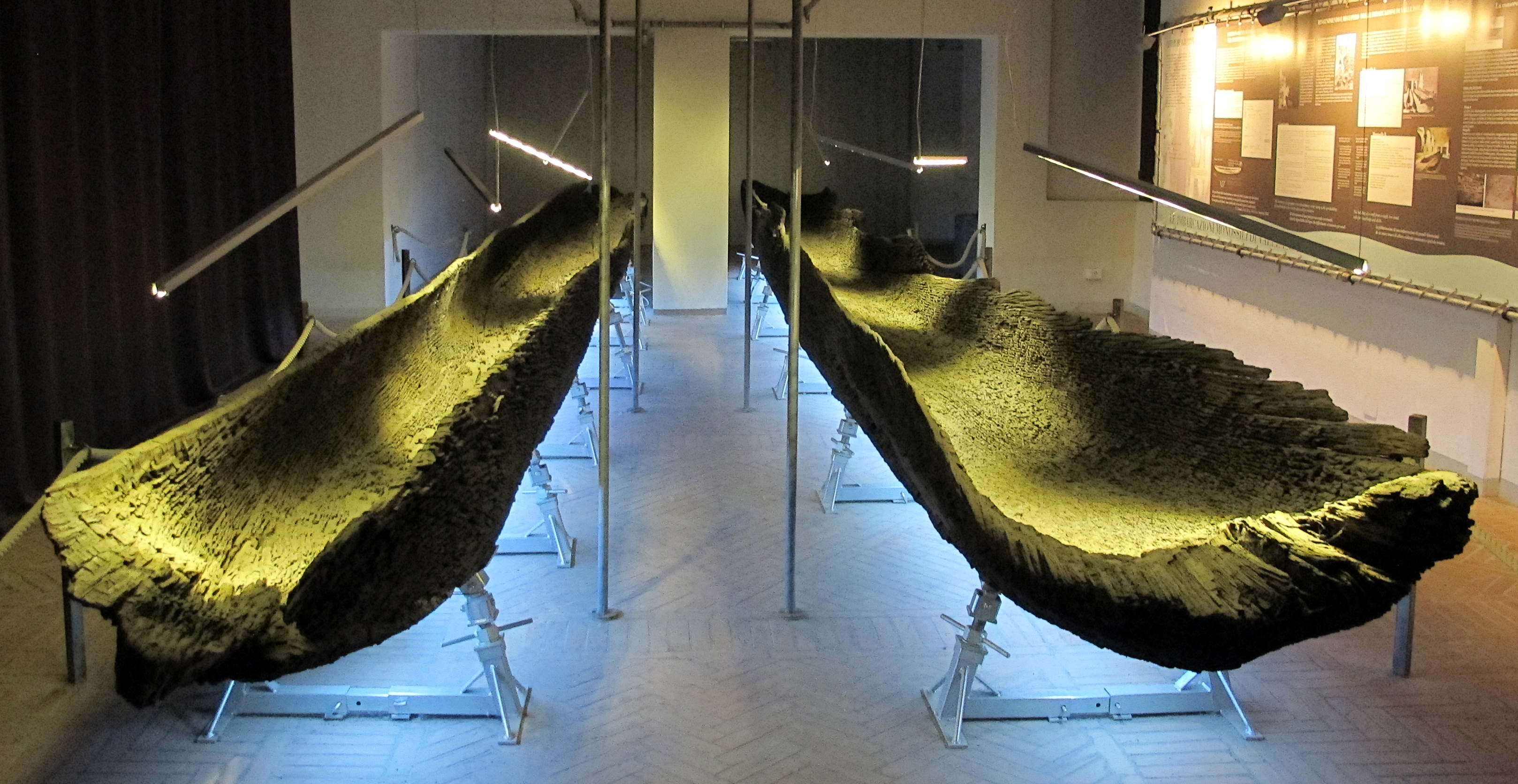
Einbaum des 3. Jahrhunderts v. Chr., Archäologisches Nationalmuseum Ferrara

Zu den Kelten zählten etwa Salasser und Tauriner im Nordwesten, die Lepontier und Insubrer um Mailand, die Cenomanen um Verona und Brescia, die Boier um Bologna, die Lingonen und die Senonen um Rimini. Die Etrusker verloren 18 Städte an die Eindringlinge. In Marzabotto, 20 km südlich von Bologna, fand man noch die Leichname und Waffen der Bewohner, die versucht hatten, die nach griechischem Vorbild angelegte Planstadt des 6. Jahrhunderts zu verteidigen.

#### Etrusker

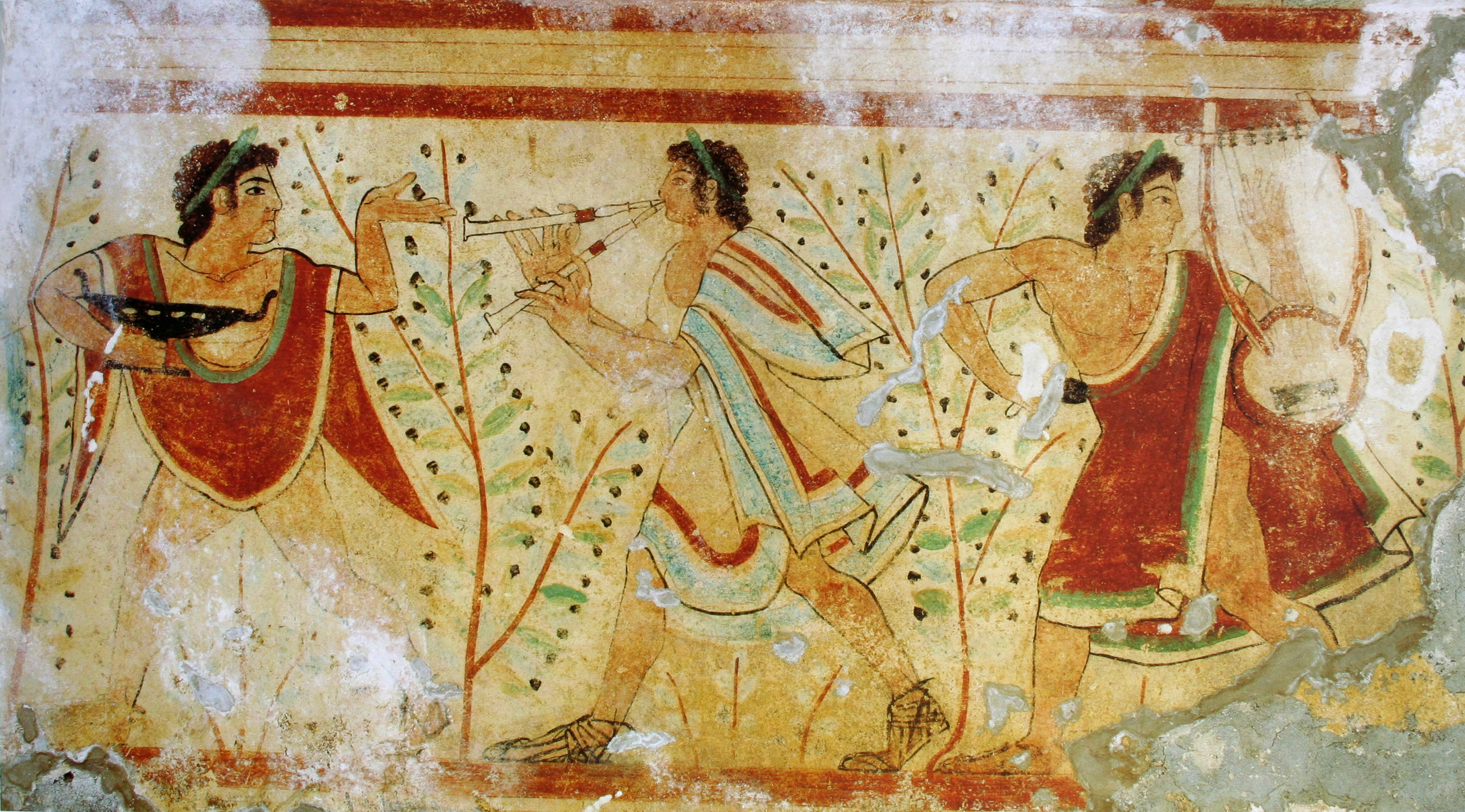
Etruskische Malerei aus der Tomba dei Leopardi

Die eisenzeitliche Villanovakultur, die der der Etrusker voranging, erhielt ihren Namen von einem Fundort in der Frazione Castenaso von Bologna. Sie wurde bereits von Giovanni Gozzadini von 1853 bis 1856 beforscht. Kennzeichnend sind Skulpturen, in denen sich die Asche der Toten in einer Urne befand, ähnlich wie in der Urnenfelderkultur. Zunächst von einer einfachen Gesellschaftsstruktur geprägt, wurde diese hierarchischer und komplexer. Zugleich entwickelten ihre Angehörigen Techniken der Metallverarbeitung und der Keramikherstellung. Die Villanovakultur wird sowohl für die Italiker als auch für die Etrusker in Anspruch genommen.

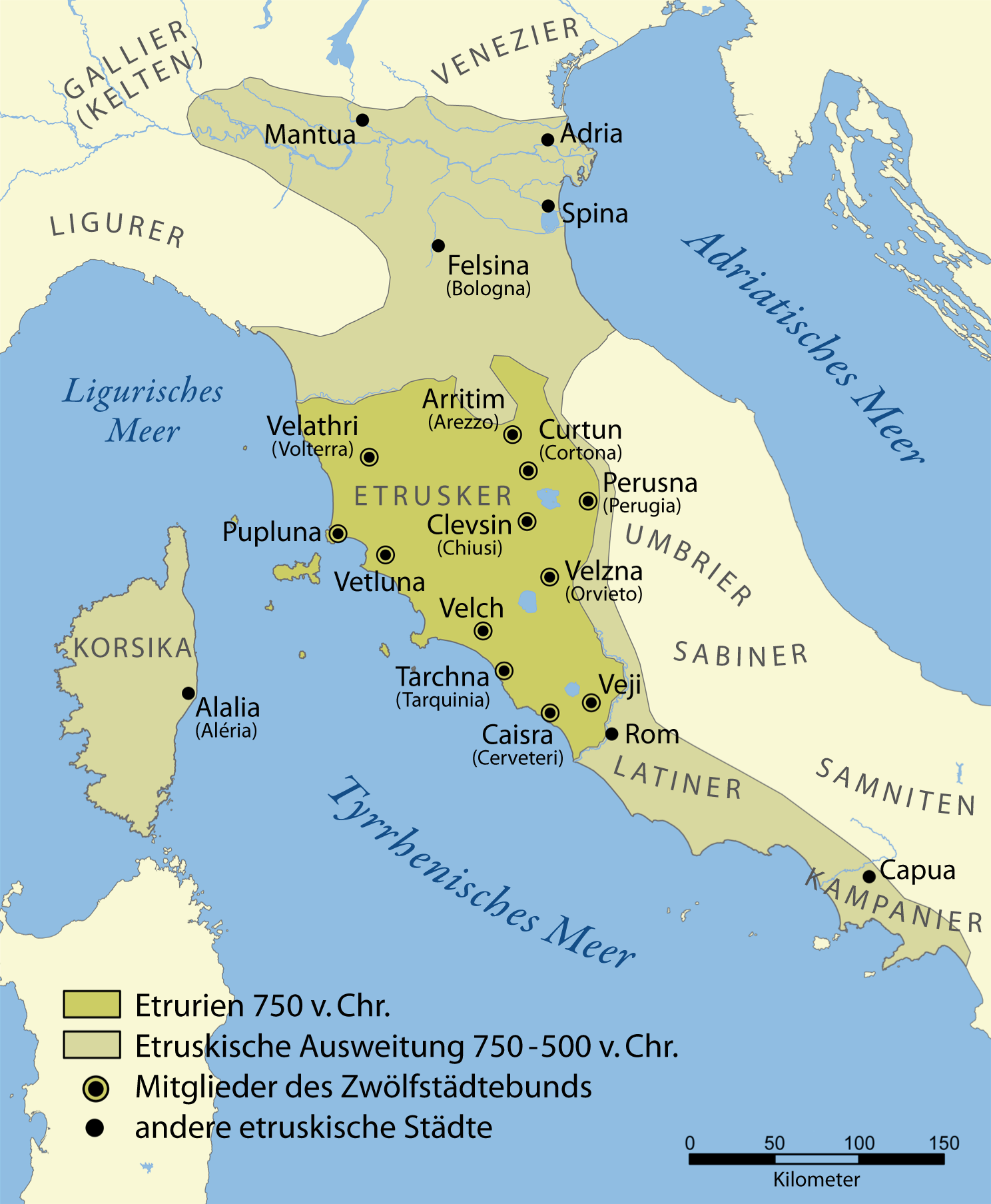
Die etruskischen Gebiete zur Zeit ihrer größten Ausdehnung mit den Städten des Zwölfstädtebunds

Ab dem 8. Jahrhundert schufen die Etrusker, die sich selbst Rasenna nannten, eine komplexe Kultur, die stark auf Rom und damit auf das spätere Europa einwirkte. Auch ihre Herkunft ist ungewiss, doch lässt sich lokal eine kulturelle Kontinuität ab etwa 1200 v. Chr. feststellen. Dies korrespondiert mit den Ergebnissen einer genetischen Studie unter der Leitung von Cosimo Posth vom Senckenberg Centre for Human Evolution and Palaeoenvironment an der Universität Tübingen, Johannes Krause vom Max-Planck-Institut für Geoanthropologie sowie David Caramelli von der Universität Florenz, die 2021 zu dem Ergebnis kam, dass Latiner und Etrusker nahe Verwandte sind, ihre gemeinsamen Vorfahren in der Bronzezeit aus den östlichen Steppen kamen. Die Hypothese einer kleinasiatischen oder ägäischen Herkunft passt nicht zu diesen Ergebnissen.
In den schriftlichen Quellen tauchen sie gegen 700 v. Chr. auf. Hesiod (Theogonie 1016) spricht erstmals von den „Tyrsenoi“ (Τυρσηνοῖσιν), und aus dieser Zeit stammen auch die ältesten überlieferten Inschriften in etruskischer Sprache. Es ist diese Sprache, die so offenkundig nicht mit denen der Nachbarn verwandt war, die schon in der Antike Spekulationen über ihre Herkunft auslöste. Herodot (I, 94) vermutete ihren Ursprung in Lydien und einen Königssohn Tyrsenos, der sie vor einer Hungersnot in Kleinasien rettete, indem er ihre Auswanderung anführte. Doch sind das Lydische und das Etruskische nicht verwandt. Auch wurde vermutet, sie stammten von der Insel Lesbos. Dionysios von Halikarnassos (I, 26) rechnet die Etrusker hingegen zu den autochthonen Völkern. Antikleides von Athen brachte die Etrusker mit Lemnos in Verbindung, und tatsächlich hat die dort bis Ende des 6. Jahrhunderts gesprochene lemnische Sprache Ähnlichkeiten mit dem Etruskischen. Andererseits unterscheiden sich die Lemnier kulturell wenig von der sonstigen Ägäis, und daher ist auch diese Herkunft zweifelhaft.
Kulturell bestanden in der Frühzeit sowohl Kontakte zur Ägäis als auch zur Urnenfelderkultur Mitteleuropas und des Balkans. Während der Zeit der Villanovakultur, in der die etruskische Kultur vor allem durch Gräber und entsprechende Beigaben fassbar wird, verdrängte die Körperbestattung (Fossagräber) im Laufe des 8. Jahrhunderts die bis dahin übliche Brandbestattung. Die Keramik (Impastoware) wurde noch ohne Töpferscheibe hergestellt. Ab etwa 750 v. Chr. imitierten eigens errichtete Töpferwerkstätten hingegen die griechischen Vorbilder. Gleichzeitig kam eine Vielzahl von Waren aus Griechenland, das vielfach als Zwischenhändler fungierte, so dass man von einer „orientalisierenden Phase“ sprach.
Die späteren Siedlungsareale der etruskischen Städte waren bald mit etwa 10 m langen Einzelhäusern mit ovalem oder rechteckigem Grundriss bebaut. In diesen proto-urbanen Siedlungen setzte eine deutliche soziale Differenzierung ein, die sich in stark divergierendem Reichtum bei der Ausstattung der Gräber zeigt. Zahlreiche Soldatengräber weisen auf den hohen Rang dieser gesellschaftlichen Gruppe hin. Anfang des 7. Jahrhunderts entstanden riesige gentilizische Tumulusgräber der dominierenden Adelsschicht, die in diesen Hügelbauten ihre letzte Ruhestätte fand.
Diese Gruppe betrieb offenbar eine gemeinsame Außenpolitik, wie frühe Verträge mit Karthago belegen, die ihre Interessensphären abgrenzten. Zugleich dehnten die südetruskischen Städte, vor allem Veji und Cerveteri, ihr Herrschaftsgebiet zunächst nach Kampanien aus, wo Capua zum etruskischen Herrschaftsmittelpunkt wurde. Wichtigster Grabungsplatz wurde allerdings Pontecagnano mit seinen reichen Grabausstattungen. Auch Latium wurde stark etruskisiert, wie die reichen Fürstengräber von Palestrina zeigen. Noch vor 600 expandierten die etruskischen Metropolen in die Po-Ebene, ein Jahrhundert später setzte dort eine planmäßige Kolonisation ein. Wahrscheinlich traten die Städte aber als Einzelkolonisatoren auf, ähnlich wie im mittelalterlichen Italien Genua oder Venedig.
Mit den Griechen bestanden einerseits offene Konflikte, andererseits gab es zu ihnen enge kulturelle Beziehungen. So besuchte etwa ein König Arimnestos als erster Nichtgrieche den olympischen Zeus und brachte ihm ein offizielles Weihgeschenk, die Caeretaner hatten sogar ein eigenes Schatzhaus im heiligen Bezirk von Delphi. Herodot (I, 167) berichtet von einer Befragung des dortigen Orakels nach der Seeschlacht vor Alalia (535 v. Chr.). Offenbar sahen sich die Etrusker mit den Griechen als gemeinsame Erben einer heroischen Epoche, was sich in vielfachen Übernahmen aus der griechischen Mythologie, aus Ilias und Odyssee niederschlug.
Zwar lässt sich aus dem Zusammenhang manches etruskische Wort in der Überlieferung näherungsweise erschließen, doch eine echte Bilingue, ein längerer etruskischer Text mit genauer Übersetzung in eine bekanntere Sprache, gibt es bisher nicht. Ihren König nannten die Etrusker mechl rasnal, König der Etrusker, ein Titel, der allerdings weniger einen übergreifenden Herrscher als vielmehr städtische Potentaten bezeichnete.

#### Überlieferte Gruppen in Mittel- und Süditalien
Neben diesen Gruppen lebten in historischer Zeit bereits zahlreiche, überwiegend indoeuropäische Gruppen in Italien, deren Fremd- bzw. Eigenbezeichnungen nun überliefert sind. Zu ihnen zählen die Umbri in Umbrien, dann Latiner, Samniten, Falisker, Volsker und Equi in Latium; die Picener in den Marken und den nördlichen Abruzzen; die Samniten in den südlichen Abruzzen, Molise und Kampanien; die Daunier im apulischen Daunien, Messapier und Peuketier um Bari in Apulien; Lukaner und Bruttier im südlichsten Italien; Sikeler, Elymer und Sikanen auf Sizilien. Politisch am erfolgreichsten waren zunächst neben den Etruskern die Samniten, die weiträumige Bündnisse schlossen.

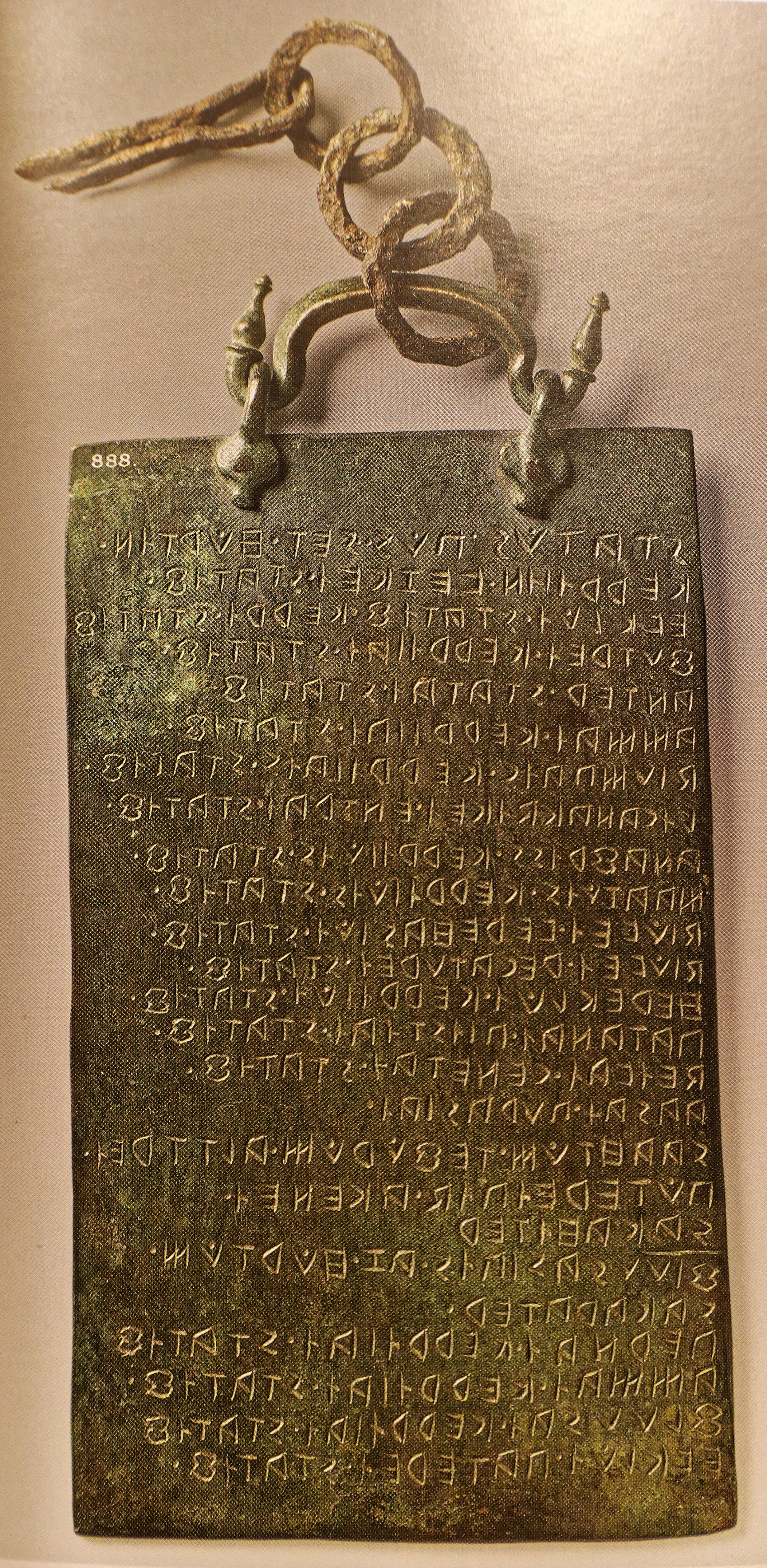
Bronzetafel mit Text in oskischer Schrift und Sprache aus Agnone

Schriftdenkmäler der Rätier, Lepontier und Ligurier wurden gefunden, aber auch der Kelten ab dem 4. Jahrhundert, dann der Etrusker, deren Quellen bis ins 9. Jahrhundert zurückreichen, sowie der Volsker und Falisker, der illyrischen, als Messapier bezeichneten Gruppe. Oskisch sprachen die Samniter, Hirpiner, Lukaner und Bruttier, im heutigen Gubbio fand man 1444 das umfangreichste Denkmal umbrischer Sprache; es besteht aus sieben Bronzetafeln mit Gebeten und Kultsatzungen.
Die südlichen Gruppen wurden besonders stark von den griechischen Kolonien beeinflusst, die sizilischen auch von phönizischen bzw. karthagischen.
Das Gebiet zwischen Abruzzenkulturen und Molise wurde wegen der Ähnlichkeit der Grabausstattungen von Valerio Cianfarani als Mitteladriatische Kultur (7.–5. Jahrhundert v. Chr.) bezeichnet, womit er sie von den Picenern in den Marken abgrenzte. Als Stammesnamen erscheinen Caracener, Equer, Frentaner, Marruciner, Marser, Päligner, Pentrer, Prätuttier, Vestiner. Aus den Stämmen der südlichen Abruzzen und der Molise entstanden im 5. Jahrhundert die Samniten.
Die samnitischen Stämme lebten im Apennin, wo Landwirtschaft nur bedingt möglich war. Im Gegensatz zu den Ebenen Latiums gedieh Weizen hier nur schlecht, Wein und Oliven gar nicht. Daher lebten sie von der Viehwirtschaft, zu der die Wanderung zwischen verschiedenen Weidegebieten gehörte. Infolgedessen gab es in dieser Hirtenkultur zwar Dörfer (pagi und vici), aber keine städtischen Strukturen. Archäologische Untersuchungen konnten inzwischen aber zeigen, dass sie griechische Waren importierten, und Ende des 5. Jahrhunderts prägten zumindest Allifae und Fistelia eigene Münzen. Kultorte wie Pietrabbondante belegen zudem eine komplexe Weise der Religionsausübung. Im Laufe des 5. Jahrhunderts zogen einige Gruppen der Samniten in die Ebenen Latiums, wo sie eine städtische Kultur entfalteten.
Ähnliche Entwicklungen kennzeichnen in dieser Phase auch andere Völker, die in den Mittelgebirgen lebten. Um 500 v. Chr. zogen die Volsker von Mittelitalien in das Gebiet südöstlich von Rom, womit sie dessen Vormacht in Latium gefährdeten, wie der Vertrag zwischen Karthago und Rom aus dem Jahr 509 noch bezeugt.

#### Griechen
→ Siehe auch: Magna Graecia
Bei der griechischen Besiedlung Süditaliens spielten zunächst Achaia und Lokris am Golf von Korinth entscheidende Rollen. In den Jahrzehnten vor und nach 700 v. Chr. entstanden Reggio Calabria, Paestum, Kroton, Sybaris und Metapont. Sie waren Gründungen achäischer Siedler, Lokroi Epizephyrioi hingegen gründeten Siedler aus Lokris. Tarent war die einzige spartanische Kolonie, dort entstanden zahlreiche weitere Siedlungen.
Die griechische Kolonisierung Siziliens veränderte die dortigen Verhältnisse ebenfalls grundlegend. Dabei war zunächst Chalkis auf Euböa die treibende Kraft. Ende des 8. Jahrhunderts erfolgte die Besiedlung Ortygias, das zum Ausgangspunkt der späteren korinthischen Gründung Syrakus wurde. Dieser Gründung folgten Leontinoi, Zankle (Messina) und Rhegion. An der Südküste wurde von Rhodos aus Gela gegründet, von dort aus wiederum Akragas. Im äußersten Westen der Insel herrschten hingegen die Phönizier vor. Unteritalien galt als „Großgriechenland“ (Magna Graecia).

#### Phönizier, Karthager
Im 8. Jahrhundert v. Chr. begannen Phönizier, Handelsniederlassungen an der Westküste Siziliens zu gründen, wie etwa Motya (Mozia) oder Zyz (griech. Panormos, heute Palermo). Sie nutzten die Niederlassungen als Lager und Stationen für den weiträumigen mittelmeerischen Handel, daher kam es mit den dort lebenden Sikanen und Elymern nur selten zu Konflikten. Hingegen kam es mit den Griechen zu offenen Auseinandersetzungen, die etwa in der Schlacht bei Himera (480 v. Chr.) kulminierten und letztlich zur karthagischen Beherrschung Westsiziliens führten.
Eine ähnliche Entwicklung vollzog sich auf Sardinien, wo die Phönizier ebenfalls ab dem 8. Jahrhundert Stützpunkte anlegten, wie etwa Karali (Cagliari), später Nora, Sulki oder Tharros. Hier konnten sie 540 v. Chr. die griechische Ansiedlung in Alalia auf dem benachbarten Korsika in einer Seeschlacht beenden. Da um 568 v. Chr. die phönizische Mutterstadt Tyros von Babylon, später von den Persern kontrolliert wurde, wurde Karthago die dominierende Stadt im westlichen Mittelmeer. Im Gegensatz zu Sizilien ging Karthago auf Sardinien zu einer systematischen Besiedlung über, ähnlich wie auf Korsika.

### Ethnische Bewegungen bei Beginn des ausgedehnten Schriftgebrauchs
Mit dem stärker verbreiteten Gebrauch der Schrift erscheinen erstmals die Namen der Völker, die hinter den archäologischen Kulturen stehen, ohne mit ihnen deckungsgleich sein zu müssen. Im 6. bis 4. Jahrhundert v. Chr. besetzten Kelten große Teile der Po-Ebene, eroberten Rom und zogen bis nach Apulien, ohne diese Gebiete dauerhaft in Besitz zu nehmen. In den südlich anschließenden Mittelgebirgslandschaften bewegten sich italische Völker, von denen man die nördliche Gruppe als Umbro-Sabeller zusammenfasst (Umbrer, Sabiner, Aequer und Marser), die südliche als Osker, aus den Gebirgszonen in die tiefer gelegenen Gebiete. Zu ihnen gehörten etwa die Samniten. Im westlichen Mittelitalien lebte die kleine Gruppe der Latino-Falisker, die zwar mit den Italikern verwandt war, sich jedoch sprachlich und kulturell deutlich unterschied. In Apulien lebten (von Norden nach Süden) Daunier, Peuketier, Messapier und Salentiner, die auf indoeuropäische Vorfahren zurückgingen. Schließlich kamen die eher städtischen Kulturen der Griechen im Süden, der Karthager auf den großen Inseln und die der Etrusker hinzu, die ihre Einflussgebiete und Siedlungsräume stark ausdehnten. Zur Urbevölkerung rechnete man schließlich noch die Ligurer im Nordwesten und die Sikanen Zentralsiziliens. Dabei zeigt sich noch im 4. Jahrhundert v. Chr., etwa bei Isokrates, dass die Tatsache, dass ein Volk autochthon war, ein hohes Ansehen bewirkte.

## Geschichte der urgeschichtlichen Archäologie in Italien
Das Interesse an den materiellen Überresten der Vergangenheit, die über die Schriftquellen hinausgehen, reicht mindestens bis in die Renaissance zurück. Doch befasste man sich zunächst mit den Artefakten der klassischen Antike. So verfasste etwa Flavio Biondo 1482 ein Werk über die Ruinen Roms (Romæ Triumphantis Libri Decem). Dennoch kann von einer Systematik oder von einer Methodologie noch keine Rede sein, die Überreste illustrierten eher, was man aus den Quellen zu wissen glaubte, auch wenn Biondo als einer der Gründungsväter der Archäologie gilt. Dies gilt auch für Cyriacus von Ancona (ital. Ciriaco de’ Pizzicolli, um 1391 bis um 1455), der zahlreiche antike griechische und lateinische Inschriften kopierte.
Johann Joachim Winckelmann gilt als Vater der klassischen Archäologie (Geschichte der Kunst des Altertums, 1764), auch wenn sein Schwerpunkt eher auf der Kunstgeschichte lag. Die Entdeckung von Pompei und Herculaneum 1748, vor allem aber die folgenden Ausgrabungen führten zu einem weiteren Entwicklungsschub der archäologischen Techniken, wiesen den Funden aber auch eine zusätzliche Rolle zu, denn sie waren in der Lage, Zustände und Prozesse der Forschung zu öffnen, die aus den Schriftquellen nicht belegbar waren. Die einsetzende Erforschung der römischen Katakomben brachte als neues Fachgebiet die christliche Archäologie hervor, und so entstand auf Weisung Papst Pius VII. 1816 die Pontificia Accademia Romana di Archeologia. Damit entstand in Italien erstmals ein Institut, das sich ausdrücklich jenseits der Schriftquellen mit der Archäologie befasste. 1829 entstand das Deutsche Archäologische Institut. Ab 1850 trieb Giovanni Battista de Rossi die Erforschung der insgesamt 60 Katakomben voran.

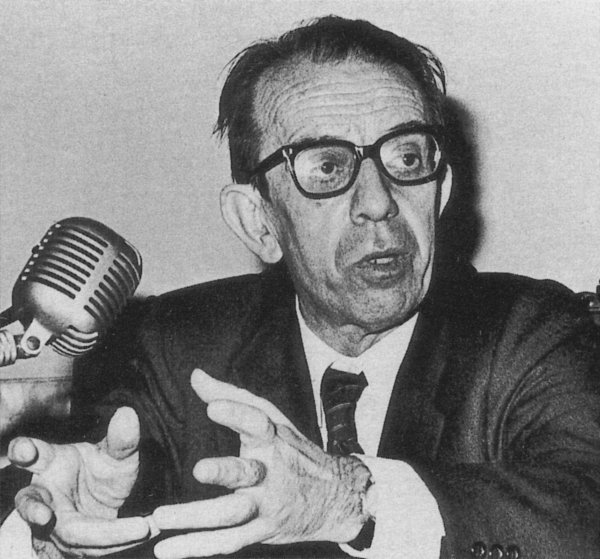
Nino Lamboglia (1912–1977), 1972

Zugleich setzten Bemühungen ein, die vorschriftliche Geschichte entsprechend den herausstechenden Materialien ihrer materiellen Kultur (cultura materiale) in Stein-, Bronze- und Eisenzeit einzuteilen und sich von der eher ästhetischen Betrachtung der zeitgenössischen Kunstgeschichte zu lösen. Luigi Pigorini forderte etwa die Zuweisung und systematische Ergrabung der Objekte zu den als Kulturen unterschiedlichen Gepräges erkannten Gruppen.
Trotz einiger Fortschritte blieb der institutionelle Rahmen der Wissenschaft weit zurück, so dass die italienische Archäologie nach der Jahrhundertwende zunehmend isoliert wurde. Daran änderte die Einrichtung des Comitato per le Ricerche di Paleontologia Umana in Italia in Florenz zunächst wenig. Zwischen 1898 und 1925 fanden unter Leitung von Giacomo Boni die Ausgrabungen am Forum Romanum statt, Nino Lamboglia arbeitete in Ligurien, wo er 1933 die Società Storico Archeologica Ingauna und 1937 das Istituto Internazionale di Studi Liguri gründete, das er bis 1977 leitete. Er erhielt 1974 den ersten italienischen Lehrstuhl für Mittelalterarchäologie. Dabei wurde in den neu entstandenen archäologischen Disziplinen der systematischen Stratigrafie zunehmend Priorität eingeräumt. 1925 wurde Florenz zum Sitz des Istituto Nazionale di Studi Etruschi ed Italici, 1954 zum Sitz des Istituto Italiano di Preistoria e Protostoria, da sich dort bereits seit 1912 das paläontologische Institut befand. Letzterem Institut gelang es, die Arbeiten der verschiedenen Forschungsinstitutionen zu koordinieren.
Neue Impulse ergaben sich aber auch ab 1940 und besonders in der Nachkriegszeit durch die Grabungen von Luigi Bernabò Brea in Arene Candide, was auch internationale Entwicklungen wieder für Italiens Archäologie fruchtbar machte. Hatte das faschistische Regime die Grabungstätigkeit eher der imaginierten Größe des Römischen Reiches gewidmet, so veranlassten die flächendeckenden Zerstörungen des Zweiten Weltkriegs vielfach Notgrabungen; aber auch die Luftaufklärung der Alliierten ab 1943 brachte zahlreiche neue Fundorte zutage. Zugleich weitete sich der zeitliche Horizont der Archäologie bis in das Industrielle Zeitalter einerseits und in die früheste Urgeschichte andererseits. Zu deren Erforschung wurden zunehmend naturwissenschaftliche Methoden der Datierung herangezogen.
In den 1960er Jahren verstärkten sich die Impulse aus der Anthropologie und der Ethnologie, die im angelsächsischen Raum zu neuen Ansätzen führten. Die prozessuale und die postprozessuale Archäologie, die marxistische und die Gender-Archäologie, die neo-evolutionistische und die kognitive Archäologie brachten zum Ausdruck, dass die Ansätze, mit denen Gesellschaften erfasst werden konnten, auch in die Urgeschichte vordrangen. Auf Italien hatten diese Ansätze wenig Einfluss; erst auf Umwegen erreichten die im angelsächsischen Raum heftig geführten Kontroversen das Land in abgemilderter Form.
Vor allem die Nordamerikaner stellten Erkenntnis- und Ordnungsmethoden der Anthropologie und der Ethnohistorie in den Vordergrund und kritisierten die bloße Sammlungs- und Systematisierungstätigkeit der „traditionellen“ Archäologen. Für sie standen die Kulturprozesse an vorderster Stelle, die sie anhand der Geschichte der Indianer Nordamerikas besonders intensiv erforscht hatten und die wiederum dem Fach eigene Verfahren, Theorien, Kooperationen und Deutungsmuster verliehen, vor allem in den USA und in Kanada. Daraus ergaben sich neue Ansätze zu Besiedlungsmodellen und zu den Beziehungen zur Umwelt, zur Entstehung des Fernhandels. Diese Richtung geriet wiederum durch britische Archäologen in die Kritik, die die Abstraktheit der Amerikaner ablehnten und die Spezifität der archäologischen Forschung in den Vordergrund rückten. Ab den 1970er Jahren rückte auch in Italien die Betrachtung zusammenhängender, größerer Räume in ihrer inneren Ordnung zunehmend in den Mittelpunkt. Dort war der Einfluss dieser Richtungen jedoch bis Ende des 20. Jahrhunderts eher gering, doch zeigen jüngere Werke, dass die angelsächsischen Einflüsse entsprechend den lokalen Verhältnissen zunehmend adaptiert werden.